# طرفاية
طَرْفايَة هِيَ مَدينَةٌ مَغْرِبية سَاحِليَّةٌ، تَقَعُ عَلَى مُسْتَوى رَأسْ جُوبِي، بِالجَنوب ٱلْغَرْبي للمَغْرِب، عَلى ساحِل اَلْمُحِيط اَلْأَطلَسي. تَبعُد عَن العاصِمَة الرباط بِحَوالَيْ 890 كيلومتر وبِحَوالَيْ 100 كيلومتر عَن مَدينَة العيون، وجَزيرة لانزاروت ٱلْواقِعَةَ فِي أَقْصى شرق جزر الكناري الإسبانيَّة. كانَت إِبانَ الحِقْبَة ٱلاِسْتِعْمارِية مستعمرة إسبانية تُعْرَف تَحْتَ اِسْم بِييا بِينْسْ نسبة إلى العسكري الإسباني فرانسيسكو بنس، قَبْلَ أَن تُستَرجَع
تعد طَرْفايَة عاصمة لإقليم طَرْفَايَة، بتعداد سُكَّاني بلغ 8027 نسمة وفق الإحصاء العام للسُكَّان والسكنى لسنة 2014، وبرغم كونها مِن الحواضر التي أسست فِي القرن العشرين، إلا أنَّ المَدِينَة تتمتع برمزية تاريخية كَبِيرة فِي التاريخ المَغْرِبي، الذي يرجع إلى حقبة المسيرة الخضراء بقيادة الملك الحسن الثاني عام 1975.
ارتبط اسم المَدِينَة تاريخياً بالانفتاح عَلى الخارج، وٱلَّذي أكدته توغلات قوى أجنبية عدَّة عَلى مدار القُرون الماضية، بدء من الإسبان والبرتغاليين مرورا بالإنجليز وانتهاء بالفرنسيين، وهو ما أعطى المَدِينَة لاحقا بعداً ثقافيا وجوهريا خاصا تمثل في أسماء بارزة طبعت تاريخها أهمها تجربة المؤلف والطيار الشهير أنطوان دو سانت إكزوبيري (1900-1944)، الَّذِي عاش فِيها لمدة سنتين مِن 1927 إِلَى 1929، كللها برواية الأدب العالمي الشهيرة الأمير الصغير التي ترجمت إِلَى أكثر مِن 200 لغة ولهجة، بالإضافة إلى متحف أنطوان للبريد الجوي الذي تأسس سنة 2004، ومجموعة مِن الأماكن والمباني التاريخيَّة التي تشهد عَلَى تاريخ المنطقة.
تحوي طرفاية الكثير مِن المشاريع الاقتصادية منها أكبر مزرعة رياح فِي أفريقيا المسماة مزرعة رياح طَرْفَايَة،  ودار البحر أو مرفأ فيكتوريا التَّارِيخِي الَّذِي أسسه التاجر والرّحالة والمهندس دونالد ماكنزي في 12 ديسمبر 1879 بشاطئ المَدِينَة المسمى شاطئ كَسَمَارْ الَّذِي يجسد سحر التقاء شاطئ اَلْمُحِيط اَلْأَطلَسِي المُمتد عَلَى كيلومترات طويلة بالكثبان الرملية.
تضم طَرْفَايَة أخفض نقطة فِي المَغْرِب وَهِيَ سبخة الطاح، كما تتمتع بقربها مِن المنتزه الوطني أخنيفيس المسجل ضمن لائِحَةِ التُرَاثِ الْعَالَمِي الْإِنْسَاني الطبيعي، الَّذِي يمثل موقعا بيئياً يستقبل المئات مِن الطيور المهاجرة سنويًا والتي تقدر بأزيد مِن 25.000 طائرا ينتمون إِلَى 211 صنف مختلفا يتوافدون بشكل منتظم عَلَى المنطقة بهدف التوالد والتعشيش والتغذية. مما جعل منها منطقة ذات اهتمام عالمي مِن طرف الاتفاقية الدولية للمناطق الرطبة المعروفة باتفاقية رامسار التي صادق عَلَيْها المَغْرِب سنة 1980.
وشهدت مدينة طرفاية صباح الجمعة 21 يناير 2022 إفتتاح محكمة ابتدائية بواسطة وزير العدل المغربي عبد اللطيف وهبي، والتي تهدفُ إلى تقريب المرفق القضائي من المواطنين الذين كانوا يتوجهون نحو مدينة العيون وكذا تعزيز البنية التحتية للمرافق القضائية للمدينة. وبلغة تكلفة المرفق القضائي 14 مليون درهم مغربي، ويضم هذا المرفق القضائي الذي يمتد على مساحة 4500 متر مربع، بينها 2500 متر مربع مغطاة، طابقا أرضيا وطابقين علويين تضم قاعتين للجلسات، ومكاتب، فضاءات للاعتقال، وفضاءات للأرشيف، وخلية للتكفل بالنساء والأطفال ضحايا العنف وقاعة للوسائط المتعددة.

## التسمية

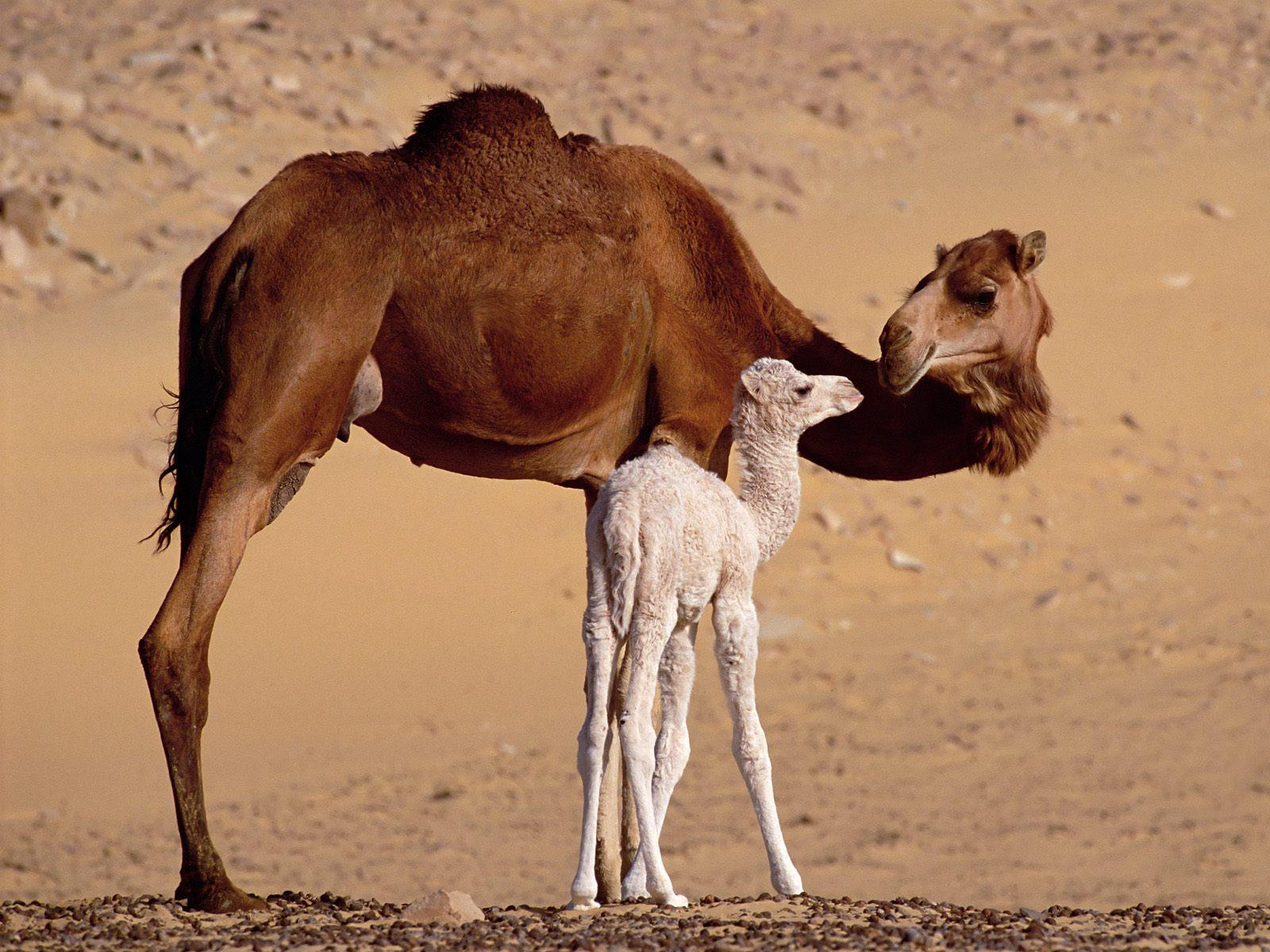
ناقة عربيَّة مع حوَّارها (صغير الجمل الرضيع الذي لم يتجاوز عُمره ستة أشهر) على مقرُبة من مدينة طرفاية، بِالمغرب

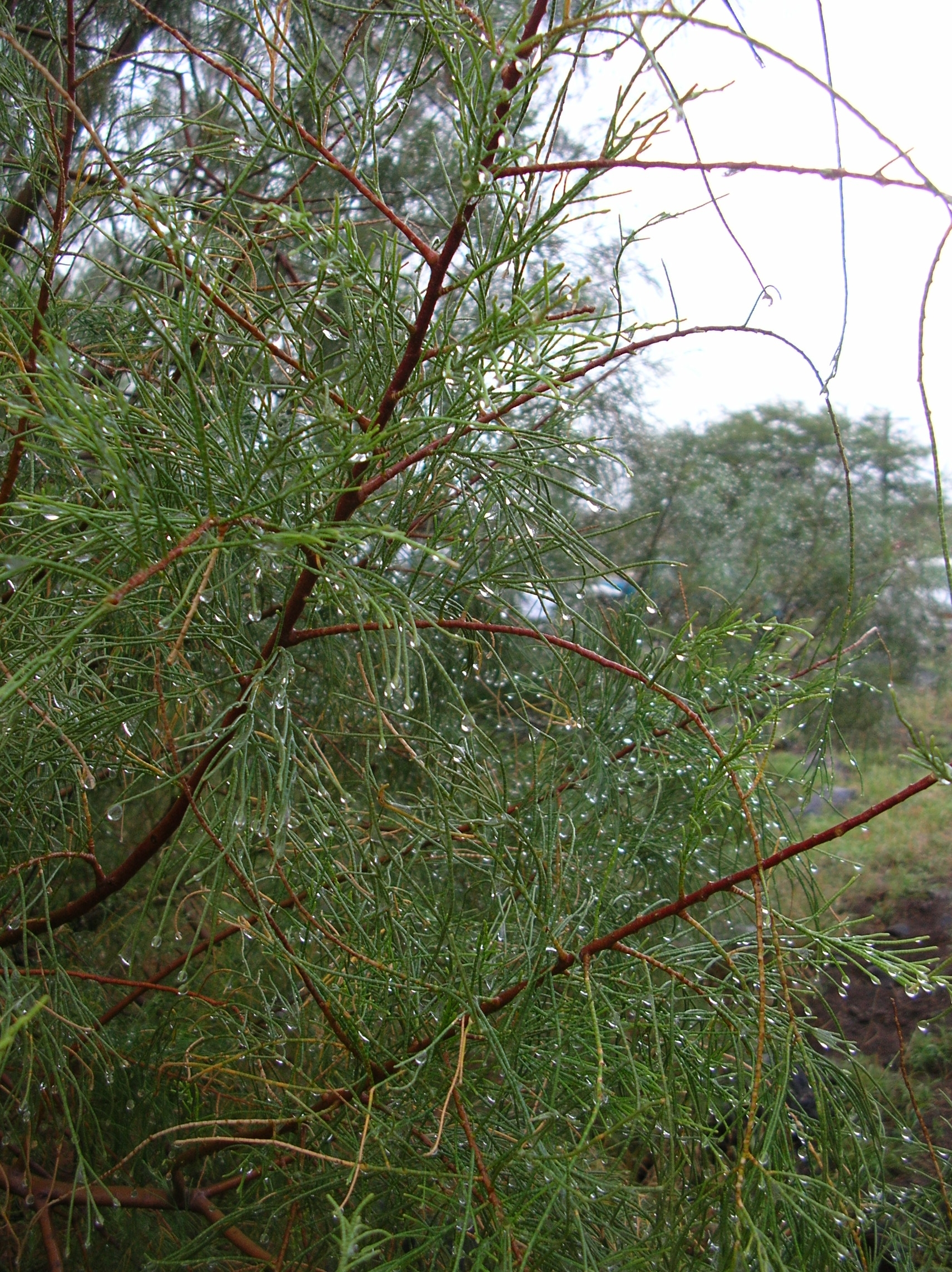
شجرة الطرفاء تختزن الماء على سطح أوراقها

يعود أصل تسمية مدينة طَرْفَايَة بِهَذَا الاِسم إِلَى شجر الطرفاء أي شجر الأَثِل، فتواجده بهَذِهِ اَلْمِنْطَقَة كَانَ سببا دفع بالسكَان الأوائل لتسمية المكَان بطرفاية اشتقاقا مِن الطرفاء وَهِيَ نبات شجري ينتشر بالمناطق الجافة وشبه الجافة. فضعف درجة ملوحة المياه والتربة يسمح مِن حين إِلَى آخر بنمو تشكيلات نباتية مختلفة، حيثُ تنتشر جذورها فِي الغالب فِي الأراضي الرطبة بالقرب مِن المياه والأنهار والأَودية. يصنع مِن سيقانها الخشب الصلب وأوراقها دقيقة جدًا وأزهارها عنقودية وردية، ثمارها تسمَّى حَبّ الأَثِل والعدب، وَهِيَ لَا تؤكل.
ارتبط السُكَّان المحليون بنبات الطرفاء منذ القدم حيثُ أنَّ نبات الطرفاء مصدر قوت ودواء لحيواناتهم خاصة الإبل والمواشي، فهو يختزن الماء عَلَى سطح أوراقه، فضلاً عَن كونه مِن النباتات الحمضية التي تعتاش عَلَيْها الإبل التي يربيها سُكَّان طَرْفَايَة. كما يستخدم ماء النبات لعلاج أمعاء الحيوانات وقروحاتها الجلدية، فالإبل تحتاج إلى استهلاك أملاح تزيد كميتها بستة إلى ثمانية مرّات عن الكمية التي تحتاجها حيوانات أخرى، كي تتمكن من حفظ الماء وتخزينه، وبالتالي فإن ثلث غذائها يكون نباتا ملحيّا.
تنتشر الطرفاء فِي مناطق متعددة مِن طَرْفَايَة خُصوصًا السَّاحل والمناطق العالية الملوحة والسبخات، وتُشكِّلُ مصدر إزعاج حقيقي لبعض النباتات بسبب قدرتها عَلَى امتصاص كميات هائلة مِن المياه، فتحرم النباتات الأُخرى منها، خاصة أنَّها تزهر مرتين سنوياً، الأُولَى فِي فصل الخريف والثانية فِي فصل الربيع. وفِي الصيف عندما تزداد الرطوبة فِي الجو، تبدو أوراق الطرفاء فِي الصباح مُحمَّلة بقطرات الماء، وحِينَ يهتز الغصن ينهمر الماء مِن الشجرة كالمطر. فاِسم اَلْمَدِينَة مشتق مِن نبات الطرفاء الذي ينمو بالمنطقة، فصار اسمها المحلي طرفا أو طَرْفَايَة. ومن الأسماء التي عرفت بها طَرْفَايَة: كاب جوبي (رَأسْ جُوبِي) (بالإنجليزية: Cape Juby)‏، وميناء ڤيكتوريا (بالإنجليزية: Port Victoria)‏، وبييا بينس (بالإسبانية: Villa Bens)‏.

## التاريخ

### التاريخ الوسيط
فِي مطلع القرن الثامن الميلادي وصلت القوافل العربية نازحة مِن شبه الجزيرة العربيَّة إِلَى الصحراء بما فِي ذلك مدينة طرفاية حاملة معها رسالة الإِسْلَامِ الَّذِي قوبل بترحيب كَبِير مِن القَبَائِلِ المحلية وانتشر بينها. وكَانَ لدور الداعية الإسلامي الشيخ عبد اللهُ بن ياسين (توفِي فِي 24 جمادى الأُولَى 451 هـ / 7 يوليو 1059، كريفلة، الرماني) أهمية كَبِيرة فِي تاريخ المنطقة، فبفضله عم المذهب المالكي الصحراء. كما رسخ المُسلمون فيها أساس نظام اجتماعي متطور وأنعشوا الحياة الاقتصادية خاصة تجارة الذهب مِن مالي التي كانت تعرف فِي ذلك الوقت باسم السودان. توالت الهجرات العربيَّة إِلَى الصحراء فِي الفترة بَيْنَ القرنين الحادي عشر والخامس عشر، فوصلت إليها قَبَائِل مِن بني حسان وبني هلال عَن طريق مصر وتغلغلت بواسطة سيطرتها فِي منطقة الساقية الحمراء وطَرْفَايَة ووادي الذهب ومجمل أراضي موريتانيا. وبفضل شدتها تزايد نفوذها وطبعت اَلْمِنْطَقَة بطابعها العربي الإسلامي المميز.

### التاريخ الحديث

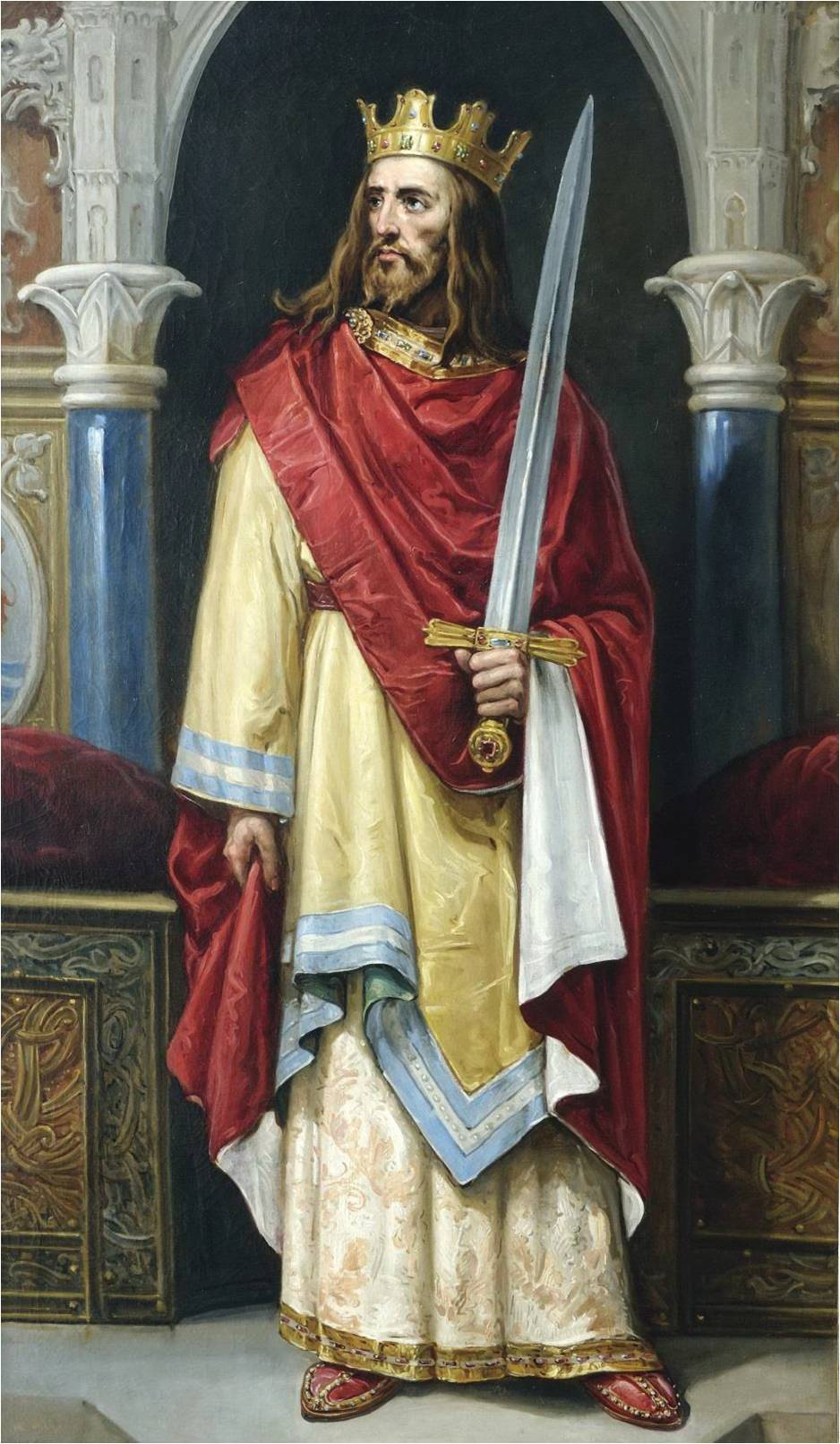
خوان الثاني ملك قشتالة

#### الاستعمار الإسباني
منح خوان الثاني ملك قشتالة لخوان دي جوزمان أراضٍ بَيْنَ رَأسْ غير (cabo de Aguer، بالقرب مِن أكادير) وبوجدور بما فِي ذلك طَرْفَايَة فِي عام 1449. أقاموا فيها حصنا أسموه سانتا كروز دي مار بيكينيا (بالإسبانية: Santa Cruz de Mar Pequeña)‏ قبالة جزر الكناري.
فِي معاهدة واد راس عام 1860 فرضت إسبانيا عَلَى المَغْرِب شروطها وتحصلت عَلَى جيب بالقرب مِن حصن سانتا كروز دي مار بكينا (ولكن لم يشر إِلَى موقعه بدقة). وفِي عام 1878، عثرت حملة بلاسكو دي غاراي عَلَى أنقاض عند مصب وادي نون فحصلت عَلَى إذن مِن القادة المحليين لبناء ميناء للصيد، فاقترح السُلطان مولاي الحسن إقامة الميناء بإفني، خارج اَلْمِنْطَقَة التي شملتها الاتفاقية، لكنَّ رفض السُكَّان المحليين حال دون استيلاء الإسبان عَلَى الأراضي بعد أن تمكَّنوا مِن فرض سيطرتهم عام 1934.
ازدادت مخاوف إسبانيا عَلَى مصالحها سواءً فِي جزر الكناري أو فِي المناطق التي كانت تطالب بها فِي الجنوب المَغْرِبي بناء عَلَى الاتفاقية التي وقعتها مَعَ المَغْرِب سنة 1860، والتي نصت مادتها الثامنة عَلَى منح إسبانيا قطعة أرضية فِي الجنوب المَغْرِبي لبناء مركز للصيد البحري فِي نفس المكَان الَّذِي كَانَ يُوجد به حصن «سانتا كروز دي ماربيكينيا»، وذلك بسبب الاستقرار البريطاني بساحل طَرْفَايَة. وبناء عليه قرر أعضاء الجمعية الملكية الإسبانيَّة للجغرافية إرسال بعثة مِن المهندسين الإسبان إِلَى سواحل المَغْرِب الجنوبيَّة لتحديد مكَانَ القطعة الأرضية، لكن أَمَامَ رفض المَغْرِب الاستجابة لمطلبها، حَاوَلَتْ إسبانيا الاتصال مباشرة بشيوخ بعض القَبَائِلِ لتحقيق مشروعها والضغط على السُلطان، فأمرت قنصلها بالصويرة خوسي ألباريث بريث (José Alvarez Perez) بتحذير الشيخ الحبيب ولد بيروك مِن مغبة التعرض لأعضاء بعثتها. وفِي سنة 1877م، حلت سفارة إسبانية بفاس بِقيادة ادواردو رومية (E. Romea) الذي طلب مِن السُلطان مولاي الحسن التعجيل بتطبيق مضمون المادة الثامنة مِن المعاهدة والتدخل لإطلاق سراح بعض التجار الإسبانيين الَّذِين وقعوا فِي أيدي قَبَائِلِ وادي نون سنة 1876م.

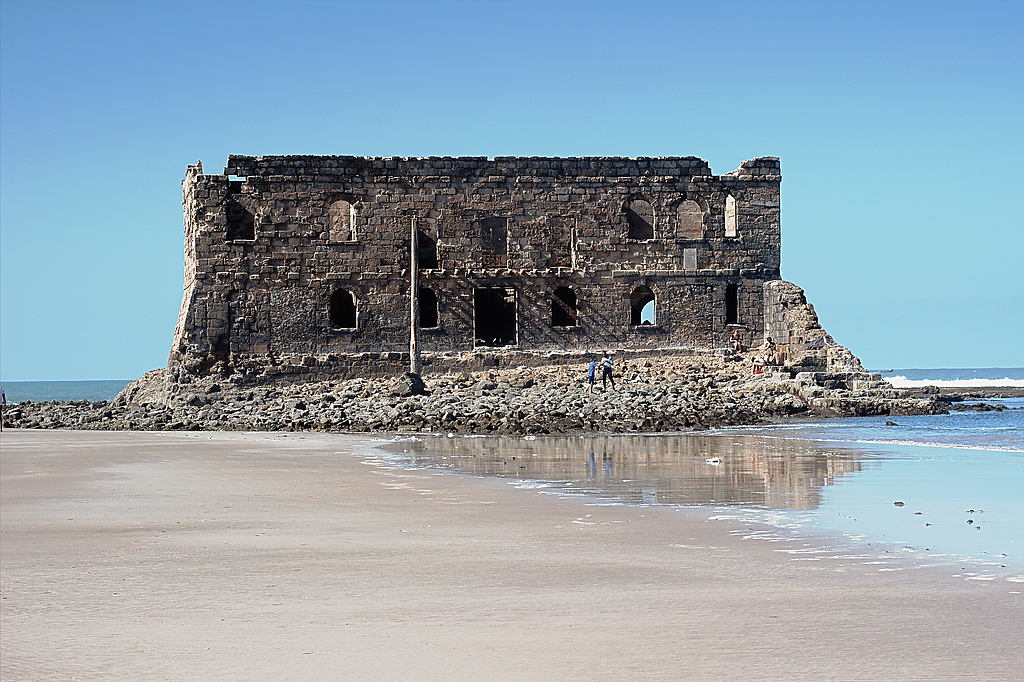
منشأة دونالد ماكينزي فِي طَرْفَايَة.

أصبحت طَرْفَايَة على غرار باقي سواحل المَغْرِب الجنوبيَّة مُنذ النصف الثاني مِن القرن التاسع عشر، ميدانا للمنافسة بَيْنَ أساطيل الدُول الأوربية، فجهزت كل دولة عدَّة سفن وشحنتها بمواد غذائية متنوعة وهدايا مختلفة، لتوزيعها عَلَى شيوخ بعض القبائل، فيما أرسلت عدَّة بعثات استكشافية وأُخرى علمية لدراسة إمكانية بناء مستودعات تجارية عَلَى طول السواحل، لتسهيل عملية احتلالها فيما بعد.

#### التوغل البريطاني
خلفت المُحاولات التي قام بها كل مِن المغامر الإسكتلندي جورج گلاص (بالإنجلزية: George Glas) سنة 1764م، والإنجليزي جون دافدسون (بالإنجلزية: John Davidson) سنة 1836م، فِي سواحل المَغْرِب الجنوبيَّة لبناء وكالات تجارية، رغبة قوية فِي نفوس بعض التجار البريطانيين الَّذِين حاولوا ربط علاقات تجارية مباشرة مَعَ شيوخ بعض القَبَائِلِ الصحراوية دون حصولهم عَلَى إذن أو ترخيص مِن السُلطان المَغْرِبي، مِن بينهم المغامر دونالد ماكينزي (بالإنجلزية: Donald MacKenzie) الَّذِي أسس شركة تجارية فِي مدينة لندن سنة 1875، أطلق عَلَيْها اسم شركة شَمَال غرب إفريقيا (بالإنجلزية: North West African Company)، وفِي 11 يونيو 1876م، غادرت السفينة (Volta) ميناء ليفربول وعلى متنها ماكينزي وبعض أعوانه بالإضافة إِلَى كميات هامة مِن المواد التجارية، وبعد أخذ ورد وقع اختيار ماكينزي وأعوانه عَلَى ساحل طَرْفَايَة لبناء مستودع تجاري. مَعَ نهاية القرن التاسع عشر، فِي عام 1879 اتفق الاسكتلندي دونالد ماكينزي مَعَ الشيخ محمد بن بيروك التكني، واستأذنه فِي إقامة منشأة بالقرب مِن طَرْفَايَة وشريط ترابي بثلاثة كيلومترات عَلَى اثني عشر. أمل القائمون عَلَى ميناء فيكتوريا، الَّذِي تديره شركة ماكينزي لشمال-غرب أفريقيا، التقاط جزء مِن تجارة القوافل، بعد أَنْ زودهم بكميات هامة مِن المواد الغذائية وهدايا متنوعة، فاستجاب لهُ الشيخ ووعده بمنحه قطعة أرضية لتحقيق مشروعه.
بعد مرور عامين، عاد ماكينزي إِلَى ساحل طَرْفَايَة حاملا معهُ مساعدات هامة من الحكومة البريطانية تمثلت في كميات ضخمة مِن الحديد والخشب، فيما ساهمت السلطات الإسبانيَّة بكميات هامة مِن الأحجار واليد العاملة بعد توسط قنصل بلاده في جزر الكناري (Topeban) لصالحه، وبعد انتهاء أشغال البناء سنة 1879م، بدأ ماكينزي بعقد الصفقات التجارية مَعَ القَبَائِلِ فكَانَ يحصل منها عَلَى الصوف والجلود مُقابل كميات مِن السكر والشاي، كما استطاع جلب أنظار أصحاب القوافل التجارية نحو مركزه المشيد بطَرْفَايَة، والتطلع إِلَى توقيع اتفاقية تجارية مَعَ أمير منطقة آدرار الشيخ سيدأحمد ولد أحمد عيدة.

استشاط السُلطان مولاي الحسن الأوّل غضبا عَلَى الاستقرار البريطاني فِي سواحل بلاده الجنوبيَّة. فاستدعى وزير بريطانيا بطنجة جون هاي دريموند هاين، وأبلغه احتجاجه الشديد عَلَى بناء ماكينزي لمركز تجاري فِي ساحل طَرْفَايَة دون إذن أو ترخيص منه. وإِذَا كَانَ جون هاي دريموند هاين قد اعترض فِي أوّل الأمر عَلَى مشروع ماكينزي، فإنه تراجع عَن موقفه واعتبر ساحل طَرْفَايَة لَا يخضع لسلطة السُلطان، فبعث برسالة إِلَى السُلطان قَال فيها:«... ليس مِن حق الحكومة المغربيَّة التدخل فِي شؤون الأوربيين الَّذِين ينزلون فِي المناطق اَلْوَاقِعَة فِي جنوب وادي نون...»  فازداد غضب السُلطان، واعتبر التبريرات التي قدمها هاي لَا أساس لها مِن الصحة وبعث رسالة إِلَى نائبه بطنجة محمد بركاش قَال فيها:«وقد تكلمنا مَعَ باشدورهم حيثُ كَانَ بحضرتنا العالية باللهُ فِي شأن ما ذكر، والمحل الَّذِي  نزل به، فادعى أنَّ ذلك العمل خارج عن آلياتنا، فلم نقبل منه ذلك ورددناه عليه... ومن جملته الاسترعاء على نزول المذكور هُناك بغير إذننا وتصرفه مَعَ قَبَائِلُ  إيالتنا افتيانا وجعل الدرك عليه فِي كل ما بينا عن نزوله...»

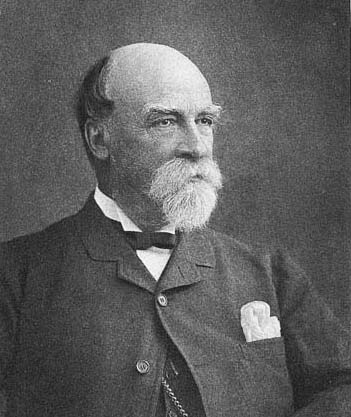
القنصل العام الإنجليزي جون هاي دريموند هاين وَهُوَ عميد السلك الدبلوماسي بطنجة الَّذِي توفِي سنة 1893، بعد أَنْ عاصر أربعة سلاطين مغاربة،

ولتعزيز سلكته فِي السواحل الجنوبيَّة عين السُلطان مولاي الحسن الأوّل الشيخ ماء العينين نائبا عنه فِي الصحراء بما فِي ذلك طَرْفَايَة ووادي نون وسوس، كما بادر السُلطان إِلَى تحسين علاقاته مَعَ قائد تازروالت الشيخ الحسين أهاشم، وأمره بعدم التعاقد مَعَ التاجر دفيدكوهين، وجدد لأمير آدرار ظهير توليته وأمره بعدم الاستجابة لطلب ماكينزي وَأَمَامَ تعنت ماكينزي وعدم مبالاته باحتجاجات السُلطان، هاجمت قَبَائِلِ الصحراء مركزه بساحل طَرْفَايَة سنة 1881م وأضرمت النار فِي منشآته. فاحتج جون هاي دريموند هاين وطالب السُلطان مولاي الحسن بدفع مبلغ 12 ألف فرنك كتعويض عَن الخسائر التي لحقت المركز، فرد السُلطان هَذَا الطلب، وبعث رسالة إِلَى نائبه بطنجة محمد بركاش قَال فيها: «... وإذا كانت به أمتعة لرعيتهم فإنه ليس بمفتوح للتجارة وإنَّ الإسترعاء على وجود الأمتعة المذكورة بذلك العمل واجب لكون وجودها به خارجا عن القانون ومخلف للحق...»  وَأَمَامَ تجدد محاولات التاجر كرتيس جهز السُلطان حركة نحو سوس سنة 1882، لوضع حد لمشاريع التجار الأجانب، وقام بتنصيب عدد مِن القياد الجدد، وكلفهم بحراسة السواحل المَغْرِبيَّة الجنوبيَّة لمنع رسو السفن الأجنبيَّة، كما أمر قائده بالجنوب أحمد العبوبي بالقبض عَلَى كورتيس إن هو عاد مرة أُخرى إِلَى مرسى أركسيس. ولمساعدة قَبَائِلِ الجنوب المَغْرِبي عَلَى اقتناء كل ما تحتاج إليه مِن مواد غذائية عوض المتاجرة فيها مَعَ الأجانب قرر السُلطان فتح مرسى للتجارة فِي سواحل بلاد تكنة، وبعث رسالة إِلَى شيوخ قَبَائِلِ «آيت باعمران» و«تكنة» قَال فيها: «... وبعد فقد اقتضت المصلحة فتح مرسى بحدود بلادكم وبلاد خدامنا قبيلة تكنة بسيدي بورزك أو بالمحل المسمى آصاكا ليسهل عليكم وعليهم بقربها تعاطي البيع والشراء فيها لبعد مراسي إيالتنا السعيدة عنكم ولحاق المشقة لكم فِي سفركم لها...»  وإِذَا كَانَ السُلطان مولاي الحسن الأوّل قد تمكَّن مِن إفشال مشروع التاجر كورتيس بعد اعتقاله سنة 1883م، فإنه قد عانى الأمرين مِن تزايد محاولات ماكينزي فِي ساحل طَرْفَايَة، ولم يتمكَّن مِن استرجاع هَذَا السَّاحل إلا فِي سنة 1895م، بعد التوقيع عَلَى اتفاقية بَيْنَ الحكومة البريطانية والمَغْرِب، اعترفت فيها بريطانيا بحقوق المَغْرِب فِي هَذِهِ الأصقاع وبسيادة السُلطان فِي هَذِهِ المناطق مُقابل حصولها عَلَى مبلغ 50 ألف جنيه كتعويض لماكينزي عَن مركزه.

#### الأطماع الفرنسية
ازدادت أطماع فرنسا فِي الصحراء فِي العقود الأخيرة مِن القرن التاسع عشر، واعترضت بقُوَّة عَلَى الرحلة التي قام بها Cervera فِي منطقة آدرار سنة 1886، فجهزت بعثة بِقيادة كاميي دولس (بالإنجلزية: Camille Douls) وأرسلتها إِلَى ساحل بوجدور سنة 1887م، وعلى الرغم مِن تعرض «دولس» للقتل سنة 1888م، فقد واصلت فرنسا إرسال بعثاتها إِلَى الصحراء، فجهزت بعثة جديدة بِقيادة ليون فابير (L. Faber) الَّذِي زار منطقة آدرار سنة 1891م، وأرسلت بعثة أُخرى بِقيادة دونيت كاستون (D. Caston) إِلَى سواحل المَغْرِب الجنوبيَّة سنة 1893م، وكلفته بزيارة المركز الإسباني بوادي الذهب، والمركز البريطاني بطَرْفَايَة وإعداد تقرير شامل ومفصل عَن نشاطهما التجاري. وَأَمَامَ هَذِهِ المُحاولات الفرنسية، خشيت إسبانيا عَلَى مصالحها فِي المنطقة، وحَاوَلَتْ كسب عطف بعض شيوخ القَبَائِلِ للتعاقد معهم ما دام السُلطان يرفض الاستجابة لمطالبهم، وهكذا أرسلت بعثة مِن الإسبانيين يرافقهم مترجم يهودي يدعى «سبير» إِلَى ساحل طَرْفَايَة سنة 1888م، للتوقيع عَلَى اتفاق تجاري مَعَ الشيخ «الحبيب بن بيروك التكني»، فتصدى لَهُمْ أتباع الشيخ ماء العينين وألقوا القبض عَلَى ستة أفراد منهم، واحتجزوا السفينة الإسبانيَّة (Nueva Angelita) بساحل أكادير، وعلى الرغم مِن فشل هَذِهِ المحاولة أعادت إسبانيا الكرة وأرسلت سبير مِن جديد إِلَى الصحراء وطلبت منه التوسط لصالحها مَعَ الشيخ ماء العينين وإقناعه بالتعامل معها. لكنَّ الشيخ ماء العينين رفض ذلك وبعث رسالة للسُلطان قَال فيها: «... وليكن فِي كريم علم أمير المومنين أنَّ رجلا كَانَ مَعَ النصارى لعنهم اللهُ يقَال لهُ أصبير وَهُوَ يسمي نفسه محمد الصابر يدعي الإسلام، ومُنذ زمن وَهُوَ يرسل لي البراوات... وأنَّه يريد مني أَنْ يكون خير مرصة الطرفايا بيدي وامتنعت لهُ أولا حتى يأتيني الخبر مِن عندكم وما أمرتموني به معهُ أفعلهُ بحول الله وقوته...» 

قارب محمل بالمؤن فِي طريقه صوب دار البَحر بطَرْفَايَة سنة 1930.

وفِي نفس السنة حَاوَلَتْ سفينة إسبانية أُخرى تدعى (La Estrella) الرسو فِي ساحل طَرْفَايَة، فتصدى لها حَوَالَيْ ستين فردا مِن أتباع الشيخ ماء العينين، وألقوا القبض عَلَى خمسة إسبانيين، فأرسلت الحكومة الإسبانيَّة السفينة الحربية (Lile de Luçon) إِلَى ساحل طَرْفَايَة لإطلاق سراحهم فتصدت لها القَبَائِلِ وقتلت عشرة أفراد مِن طاقمها. وَأَمَامَ فشل كل هَذِهِ المُحاولات، أمرت إسبانيا ممثلها فِي مركز فيلاسيسنيروس خوان كونثاليث (Juan Gonzales) بإجراء مفاوضات مباشرة مَعَ الشيخ ماء العينين، لإقناعه بربط علاقات تجارية مَعَ مركزها «فيلاسيسنيروس» بوادي الذهب، والكف عَن مهاجمة رعاياها المتوجهين للصحراء، فأرسل كونثاليث رسالة للشيخ ماء العينين قَال فيها: «... ثُمَّ أخبرك وأثبت لك أنَّ تجارة إسبانيا كلها بيدك وتحت أمرك فِي كل مكَانَ وزمان وها أنا منتظر هدية كبيرة مِن ستين إِلَى ثمانين حمل جمل تريد الحكومة أَنْ ترسلها لك...»  فامتنع الشيخ مِن ذلك، ورفض الإغراءات الإسبانيَّة وقام أتباعه بهُجوم قوي ضدَّ مركز فيلاسيسنيروس فِي مارس 1892م، واستولّى عَلَى كميات هامة مِن المواد التجارية التي كانت تحملها السفينتين (Tres de Mayo) و (Las Marias)  كما أرسل السُلطان رسالة إِلَى قائده بالجنوب دحمان ولد بيروك أمره فيها بمراقبة سواحل الصحراء ومن رسو السفن الأجنبيَّة بها، وممَّا قَال فيها: «... وقد بلغ علمنا الشريف جولان بعض السفن مِن جهة البَحر لناحية السَّاحل هُناكم ورجوعها وذلك ممَّا يوجب إيقاظكم ويقضي حزمكم واستنهاظكم، فجددنا لكم ولغيركم أمرنا الشريف بمزيد الاهتمام فِي تصوين العسس المذكورة وتعاهد وظيفها وتجديد تأسيسها ورد الهمة لجهتها... واجعلوا ذلك أكبر هممكم ومظهر عزمكم...» 

#### المقاومة والاستقلال
وبفضل هَذِهِ السياسة تمكَّن المَغْرِب مِن استرجاع ساحل طَرْفَايَة مِن يد الإنجليز سنة 1895م، وتضييق الخناق عَلَى مركز «فيلاسيسنيروس» الإسباني بساحل وادي الذهب، وأرغمت الحامية الإسبانيَّة عَلَى الانكماش بداخلهُ وعدم المجازفة بالخروج إِلَى المناطق الداخلية خوفا مِن الوقوع فِي أيدي القَبَائِلِ الصحراوية، وأصبح مرسى طَرْفَايَة قاعدة لجهاد القَبَائِلِ الصحراوية ضدَّ المد الاستعماري الفرنسي والإسباني فِي الصحراء، فكانت المراكب المخزنية كالحسني والتريكي ترسو بِهَذَا المرفأ حاملة الأسلحة والذخيرة الحربية والمؤونة والمياه الصالحة للشرب للمجاهدين الصحراويين الَّذِين ظلوا يقاومون إِلَى حُدود سنة 1934م، حيثُ نفذت دخيرتهم الحربية.
فِي عام 1888، اغتال المَغْرِب مدير منشأة رَأسْ جُوبِي، ولكنَّ الضغط البريطاني، اضطرَّ المَغْرِب لدفع 5000 جنيه كتعويض. اندلع قتال متقطع بَيْنَ حلفاء ماكينزي والقُوَّات المَغْرِبية، فخشي الفرنسيون بدورهم أَنْ يتم تسليم أسلحة إِلَى أعدائهم يتم استيرادها عبر طَرْفَايَة.
قبيل سنة 1895، سعت الحكومة البريطانية للحصول عَلَى استقلال بحكم القانون لمنطقة رَأسْ جُوبِي، لتجنب المزيد مِن الصراع مَعَ السُلطان، ولكنها لم تتوصل لاتفاق، فقررت بيعه إِلَى السُلطان مُقابل 50,000 جنيه، نظريا لتحويله إِلَى ميناء حر. نصت المعاهدة الأنجلو المَغْرِبيَّة الموقعة فِي 13 مارس 1895 عَلَى ما يلي: «... لا يُمكن لأي قُوَّة أَنْ تصدر مطالبات بالأراضي اَلْوَاقِعَة بين واد درعة حتى بوجدور والمسماة طَرْفَايَة. كما سبق وضمن، لأنَّ هَذِهِ الأراضي تابعة للمغرب....» نص المعاهدة هو مِن الأدلة التي دفعها المَغْرِب إِلَى محكمة العدل الدولية فِي عام 1975 لدعم مطالبته بالسيادة عَلَى هَذِهِ الأراضي.

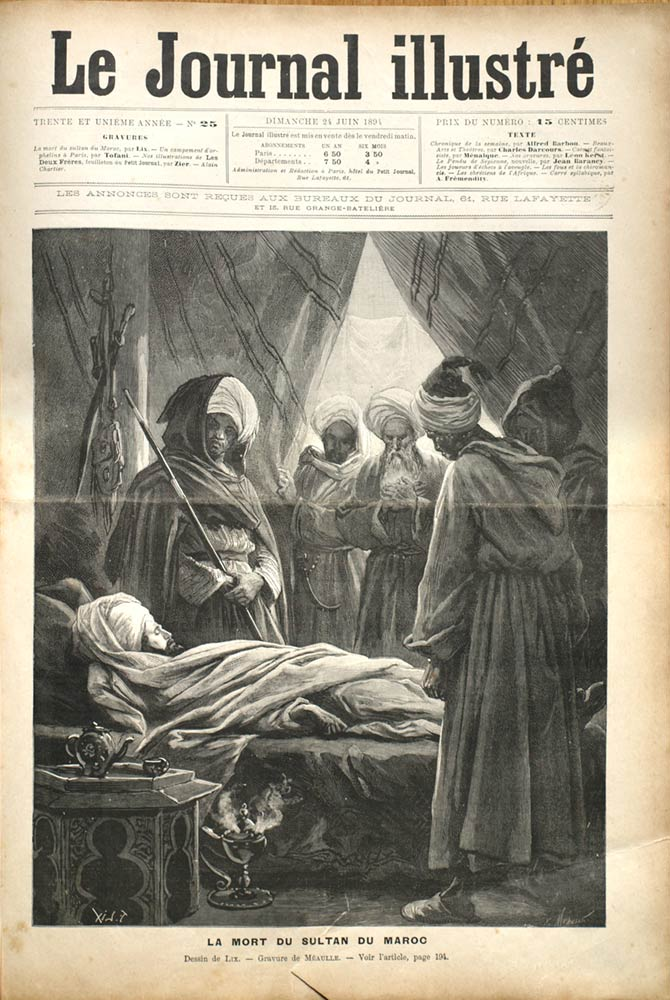
خبر وفاة الحسن الأوّل، رسم فِي الصحيفة الفرنسية لو بوتي جورنال.

تمكَّن الحسن الأوّل مِن صد الأطماع المتزايدة للأوروبيين فِي بلاده. وهكذا فِي مؤتمر مدريد 1880 تم الاعتراف بعدم تبعية المَغْرِب لأية قُوَّة أجنبية، بالمُقابل حصلت 13 دولة أجنبية عَلَى امتيازات مفرطة. ورغم ذلك حَاوَلَتْ كل مِن فرنسا وبريطانيا فرض الحماية عَلَى المَغْرِب لكنهما لم تتمكَّنا مِن ذلك للمعارضة التي لقياها مِن الدُول الأوروبيّة الأُخرى خاصة ألمانيا، إسبانيا والبرتغال. توفِي الحسن الأوّل فجأة سنة 1894 خلال حملة للمخزن لبسط سلطة الدَّولة عَلَى بعض القَبَائِلِ الثائرة بجبال الأطلس. خلفا له، تولّى ابنُه مولاي عبد العزيز حُكم المَغْرِب (1894-1908).
تبع مولاي عبد العزيز خطة مقاومة التدخل والمحافظة عَلَى الاستقلال والتخفيف ممَّا يضر به مِن الالتزامات الدولية، حيثُ بعث عدَّة سفارات للخارج، منها السفارة التي بعثها للإسبانيا سنة 1895م للمذاكرة حول معاهدة كانت ممضية بَيْنَ الدولتين وفِي نفس السنة بعث سفارة لإنجلترا لاستخلاص مرسى طَرْفَايَة.
وقع السُلطان عبد الحفيظ فِي 30 مارس 1912 معاهدة فاس التي تنازل بموجبها عَن سيادة المَغْرِب لفرنسا، جاعلا المَغْرِب تحت الحماية. وبموجب اتفاقية بَيْنَ فرنسا وإسبانيا فِي نوفمبر مِن العام نفسه حصلت إسبانيا عَلَى محمية فِي شَمَال المَغْرِب تضم الريف (فِي الشمال) وإفني (على السَّاحل الأطلسي فِي الجنوب الغربي)، وكذلك منطقة طَرْفَايَة (جنوب نهر درعة). فِي المحمية الإسبانيَّة، ظل السُلطان ذو سيادة اسمية وكَانَ يمثلهُ فِي سيدي إفني نائب للملك تحت سيطرة المندوب السامي الإسباني. وقد تم تقسيم المَغْرِب إِلَى 3 مناطق:
- اَلْمِنْطَقَة الشمالية الريف واَلْمِنْطَقَة الجنوبيَّة إفني وطَرْفَايَة تحت الحماية الإسبانيَّة؛
- اَلْمِنْطَقَة الوسطى تحت الحماية الفرنسية؛
- مدينة طنجة خضعت لحماية دولية.

### التاريخ المعاصر

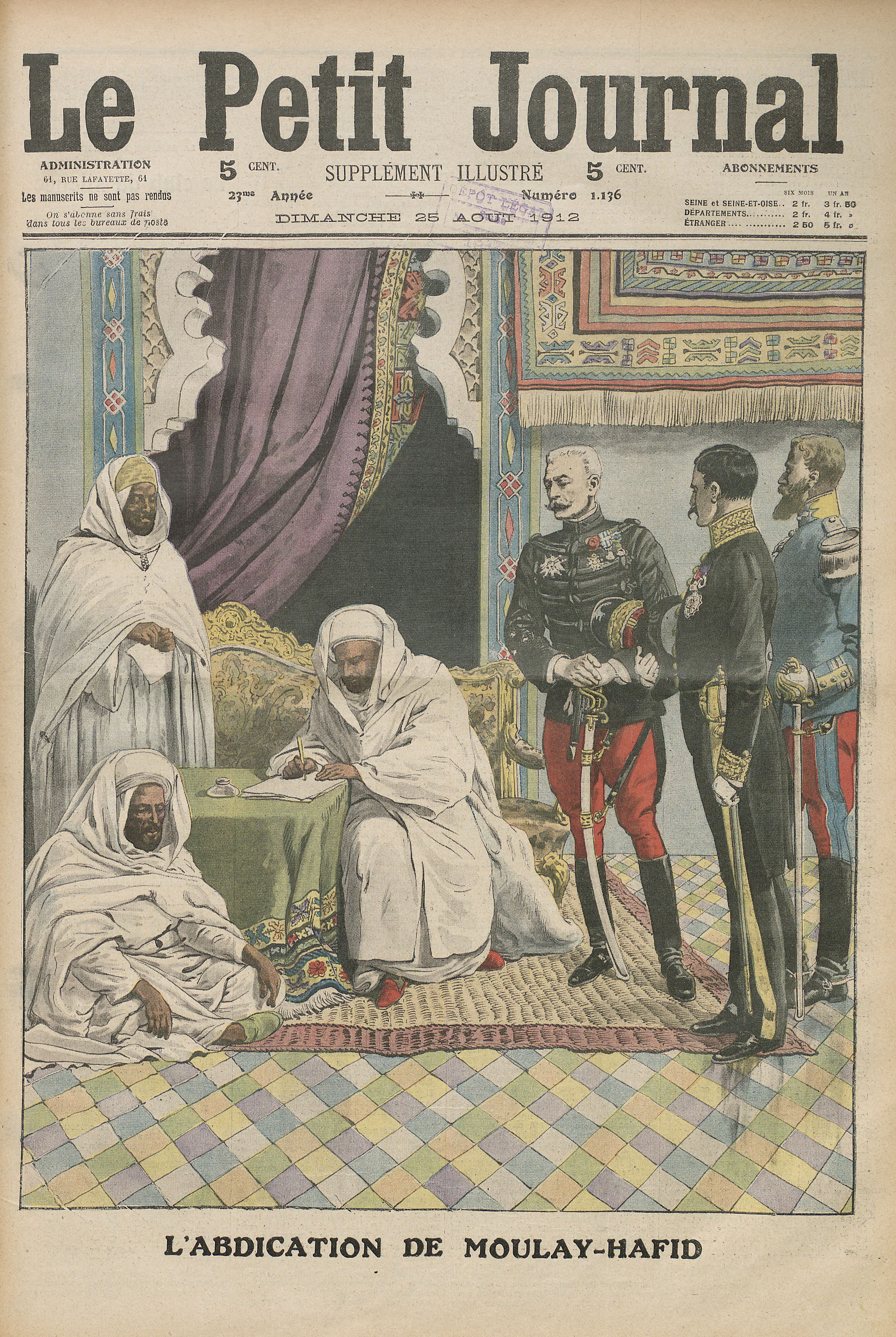
تنازل مولاي عبد الحفيظ عَن العرش، رسم فِي الصحيفة الفرنسية لو بوتي جورنال، فِي عددها 1136، والمؤرخة فِي 25 غشت 1912.

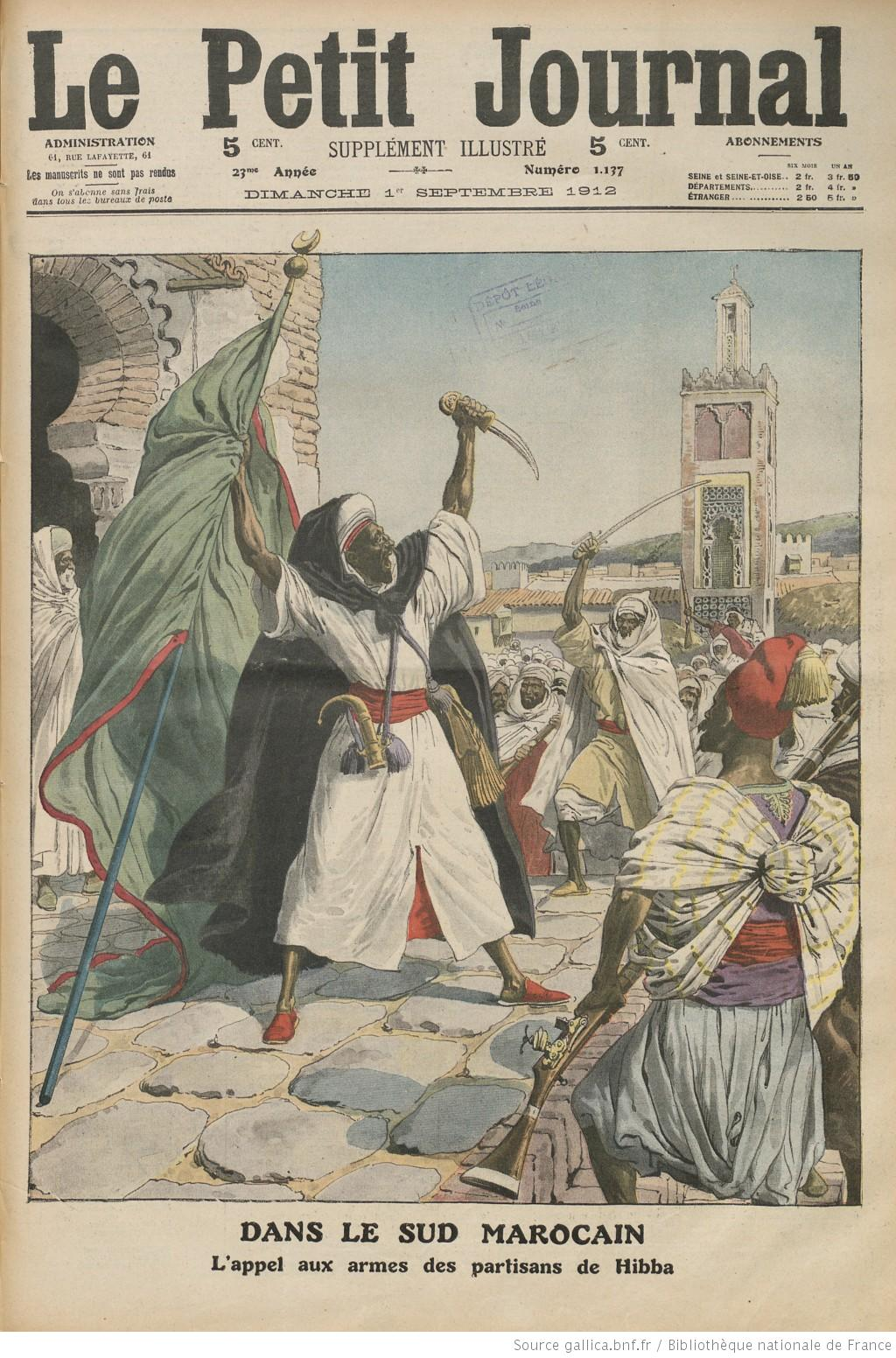
أحمد الهيبة وَهُوَ يعلن الجهاد ضدَّ الاستعمار، رسم فِي الصحيفة الفرنسية لو بوتي جورنال، فِي عددها 1137 بتاريخ 1 سبتمبر 1912.

اندلعت انتفاضة كبيرة انطلقت مِن أَقْصَى الجنوب فِي الصحراء تجمعت حشودها فِي الساقية الحمراء عَلَى بعد 100 كيلومتر مِن طَرْفَايَة بزعامة الشيخ ماء العينين وولده الهيبة وانضمام المجاهدين مِن جبال الأطلس والسهول وما كاد نبأ توقيع معاهدة الحماية بفاس يطرق الأسماع حتّى هبت القَبَائِل المُجاورة للعاصمة الإدريسية فطوقت اَلْمَدِينَة وامتلأت الأسوار بآلاف المجاهدين بزعامة الحجام وثار الجيش السُلطاني عَلَى ضباطه الفرنسيين وبدأن دامية قتل فيها عدد مِن الفرنسيين، ففجرت فرنسا جانبا مِن اَلْمَدِينَة وأعدمت عشرات السُكَّان وجمعت فرنسا السلطات فِي يد شخصية عسكرية هِيَ الجنرال ليوطي الَّذِي ورد عَلَى فاس يوم 28 مايو 1912 فِي خضم الاضطرابات الشعبية ما لبثت أَنْ شملت المَغْرِب عَن بكرة أبيه.
فعقدت قَبَائِل السوس والصحراء البيعة مَعَ أحمد الهيبة بن الشيخ ماء العينين (مواليد 1294 هـ / 9 سبتمبر 1877 - توفِي 18 رمضان 1336 هـ / 26-27 يونيو 1919، نواحي تيزنيت) كأمير للجهاد ضدَّ الاستعمار الإسباني والفرنسي، حيثُ ورث عَن أبيه الشيخ ماء العينين تنظيم الحركات الجهادية فِي بداية القرن العشرين، كما ورث عنه مشيخته الصوفية.
كَانَ والده قد تم تعيينه سنة 1887م كقايد عَلَى تندوف مِن قبل السُلطان المَغْرِبي الحسن الأوّل، وكَانَ يصطحبه والده فِي أسفاره وفِي وفاداته على المُلوك العلويين. كما كَانَ السُلطان مولاي عبد العزيز يستقبل أحمد الهيبة ويدعمه ماديا، وبعدما عزل السُلطان وتولّى مكانه مولاي الحفيظ توقف الدعم السُلطاني، نظرا للأزمة الاقتصادية والسياسيَّة التي كَانَ يعيشها المَغْرِب.
بعد فرض فرنسا معاهدة فاس عَلَى المغاربة، دخل أحمد الهيبة بقواته مدينة مراكش وأعلن سُلطاناً عَلَى المَغْرِب.
رفضت حكومة فرنسا الاعتراف بالشيخ أحمد الهيبة سُلطانا عَلَى المَغْرِب وأعلنت الحرب عليه بعد أَنْ يئست مِن استمالته ليقبل الخضوع لها، وظل الكر والفر بَيْنَ قوات الشيخ والجيش الفرنسي مُنذ سنة 1912 بدايةً مِن معركة سيدي بوعثمان التاريخيَّة إِلَى معارك وجان وتيزنيت وأكادير وغيرها، بالإضافة إِلَى دعم السُلطان الهيبة للمقاومة جنوب الصحراء.
زحف الهيبة عَلَى مراكش بجيش قوامه 9000 مجاهد، فدخلها يوم 15 أغسطس 1912 بعد ثلاثة أيَّام مِن تنازل السُلطان مولاي عبد الحفيظ عَن العرش. ونزل بعسكره قرب حدائق المنارة، وانضم إِلَى جانب الهيبة فِي حملته هذه، ودعموه بالرجال والسلاح كالحاجي قائد الشياضمة، وحيدة أميس المنابهي، وعبد السلام البربوشي الرحماني. وأخضع الهيبة تحت سيطرته وسلطته كبار القادة بالمَغْرِب آنذاك وكَانَ أبرزهم القايد التهامي، المدني، العيادي، المتوكي والكندافي، وهؤلاء القادة كَانَ أغلبهم متعاونين مَعَ الفرنسيين.
استقبل الهيبة بحفاوة عند دخولهُ مراكش، حيثُ يصف المؤرخ الفقيه محمد بن أحمد المانوزي دخولهُ إليها: «أمر قادة جيشه بالمسير أمامه، فتقدموه فِي جيوش لا يحصيها غير خالقها، رافعين أعلامهم. ولمَّا وصلوا إِلَى أبواب المدينة، انحشر أهل اَلْمَدِينَة إليهم رجالا ونساء بالبارود والزغاريد وأنواع الزينة والحبور. وذهبوا به إِلَى دار المخزن، وفيها أبو بكر خليفة السُلطان المولى عبد الحفيظ، فأهدى ما يناسبه، وأقره فِي داره ولم يتعرض لهُ بسوء.» كَانَ يحكم مراكش آنذاك الباشا إدريس بن منو باسم السُلطان ويُساعده الباشا الكلاوي. وكَانَ عدد المقيمين الفرنسيين بمراكش فِي تِلْكَ الفترة 25 فردا، غادر جلهم مراكش فِي اتجاه مدينة آسفي، باستثناء 6 فرنسيين اعتقل الهيبة خمسة منهم. وهم القنصل ميكري، والقائد فيرلي هانو، ومدير القنصلية أليكو، والدكتور كيشار، والرقيب فيورين فعرض القائد العيادي عَلَى الهيبة مبلغ 500.000 فرنك مُقابل اطلاق سراحهم لكنَّ الهيبة فضل الاحتفاظ بهم كرهائن.
اعتمد الفرنسيون لمواجهة هَذِهِ الحركة عَلَى قادة الحوز الكبار، حيثُ كَانَ الحاج العيادي بن الهاشمي هو الرجل القوي بالرحامنة التي تُشكل مدخلا إِلَى مراكش، فلا يُمكن الاستغناء عليه لمواجهة الهيبة. واعتمد ليوطي عَلَى قادة اَلْمِنْطَقَة الجبلية، واستعان أيضا بقائدين عربيين شَمَال مراكش هما: الحاج العيادي بن الهاشمي قائد الرحامنة، وعيسى بن عمر قائد عبدة.
فخاض أحمد الهيبة ثلاث معارك كَبِيرة ضدَّ الجيش الفرنسي فِي منطقة الرحامنة. انسحب عَلَى إثرها الهيبة مِن مراكش التي دخلها الفرنسيون. وحل بأكردوس بجنوب المَغْرِب حيثُ القَبَائِلِ البربرية المتمنعة فِي الجبال. وبقيت القُوَّات الفرنسية تطارد حركته إِلَى غايَةِ سنة 1919 تاريخ وفاته، متأثرا بسم دسه لهُ أحد عملاء المخابرات الفرنسية، فخلفه أخوه مربيه ربه ماء العينين.
وَمِنَ المعلوم أنَّ الجنرال الفرنسي هوري قاد آخر معركة فرنسية لاحتلال المَغْرِب وبدأ هُجومه فِي 23 فبراير 1934. واحتل فِي 16 ماي مِن نفس السنة ناحية كردوس التي كَانَ يقطن به الزعيم المقاوم مربيه ربه، أخو أحمد الهيبة بن الشيخ ماء العينين وأفلت مربيه ربه ووصل إِلَى طَرْفَايَة وبايعه القائد الشيخ أبو القاسم الأنجاري.

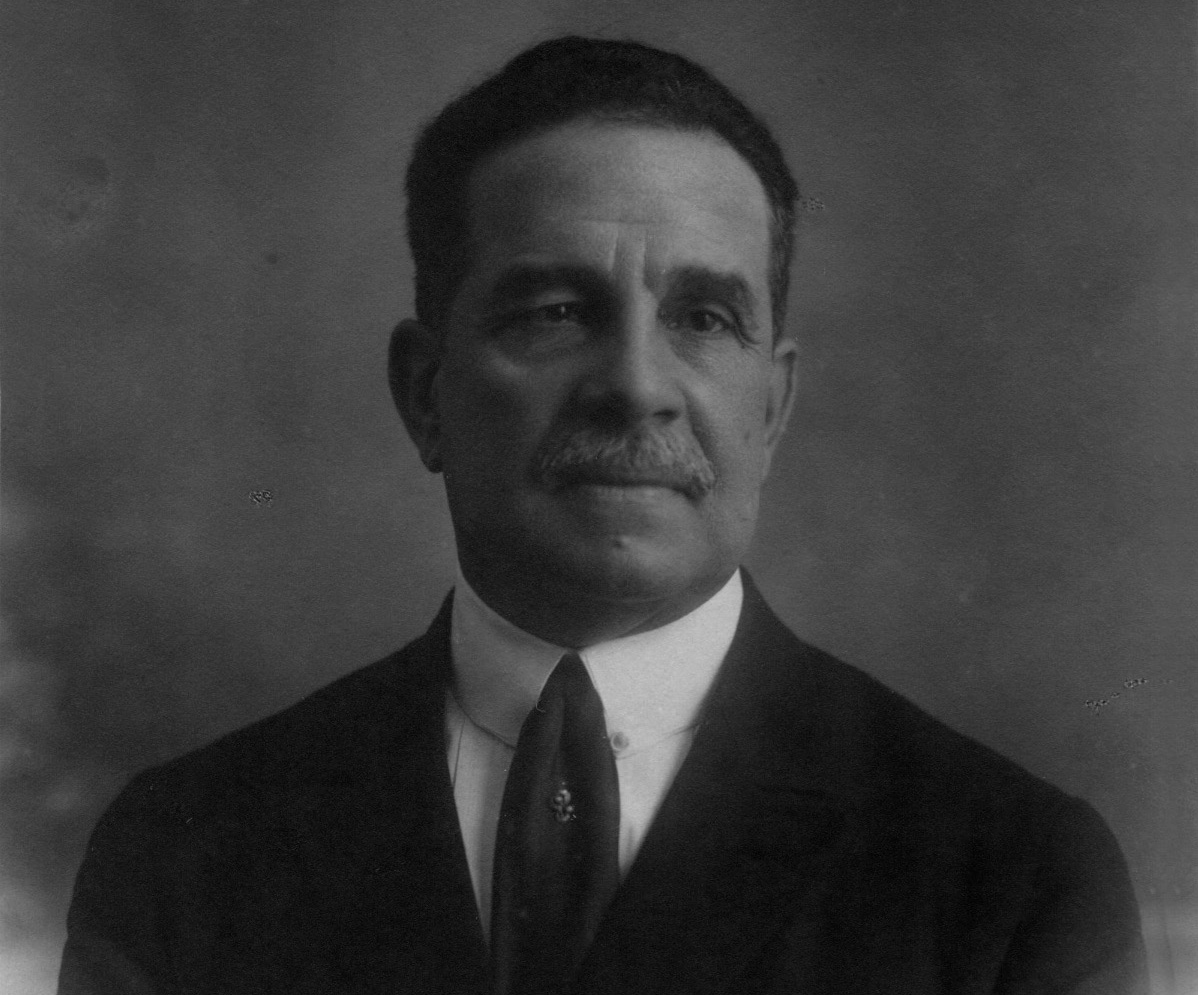
فرانسيسكو بنس، حاكم طَرْفَايَة بصفتها مستعمرة إسبانية فِي 29 يوليوز 1916، وَهُوَ أوّل حاكم للصحراء إبان الاستعمار الإسباني الَّذِي امتد لفترة طويلة مُنذ عام 1884م إِلَى انسحاب القُوَّات الإسبانيَّة نهائياً عام 1975م.

فِي 18 نوفمبر عام 1927، تربع الملك محمد الخامس عَلَى العرش وَهُوَ فِي الثامنة عشرة مِن عمره، وفِي عهده خاض المَغْرِب المعركة الحاسمة مِن أجل الاستقلال عَن الحماية. فِي 11 يناير 1944 تم تقديم وثيقة المطالبة بإنهاء حماية المَغْرِب واسترجاع وحدته الترابية وسيادته الوطنية الكاملة. فِي 9 أبريل 1947 زار محمد الخامس مدينة طنجة حيثُ ألقى بها خطاب طنجة الَّذِي أدى إِلَى تصعيد المقاومة (جيش التحرير) لإنهاء الحماية. فِي 20 غشت 1953 نفِي محمد الخامس وأسرته إِلَى مدغشقر واندلع بالمَغْرِب ما يُعرف بثورة الملك والشعب.
فِي 16 نونبر 1955 عاد محمد الخامس والأسرة الملكية مِن المنفى. وفِي 2 مارس 1956 اعترفت الحكومة الفرنسية باستقلال المملكة المَغْرِبية فِي التصريح المشترك الموقع بَيْنَ محمد الخامس والحكومة الفرنسية، وفِي 7 أبريل 1956 تم التوقيع مَعَ إسبانيا عَلَى اتفاقيات تم بموجبها استرجاع المَغْرِب لأراضيه فِي الشمال.
بعد استقلال المَغْرِب عَن فرنسا رسميا فِي 2 مارس 1956، تم توقيع اتفاقية إعادة المناطق التي كانت تسيطر عَلَيْها إسبانيا شَمَال المَغْرِب فِي 7 أبريل سنة 1956، والَّذِي قضى بانسحاب إسبانيا مِن كامل الإقليم الَّذِي كانت تحتلهُ شَمَال المَغْرِب مَعَ احتفاظها بعدة مناطق على السَّاحل المتوسطي للمَغْرِب وهي:
- مدينة سبتة
- مدينة مليلية
- الجزر الجعفرية الثلات (جزيرة عيشة ـ جزيرة إيدو ـ جزيرة أسني)
- جزيرة البرهان (Isla Boran)
- جزر الحسيمة الثلات (جزيرة الحسيمة ـ جزيرة دي مار ـ جزيرة دي تيرا)
- جزيرة قميرة (المعروفة محليا باِسم جزيرة باديس)

كما احتفظت إسبانيا فِي جنوب المَغْرِب بثلات مناطق وهي:
- إقليم الصحراء
- إقليم إفني
- إقليم طَرْفَايَة

كَانَ الملك محمد الخامس فِي زيارة للولايات المتحدة الأمريكية مِن أجل حشد الـتأييد والدعم للثورة الجزائرية عندما اندلعت الحرب المنسية أو انتفاضة الباعمرانيين فِي 23 نوفمبر 1957، وساندها جيش التحرير المَغْرِبي، لَا سيما وأنَّ مشاركته فِي هَذِهِ الانتفاضة، كانت مِن بَيْنَ العوامل التي أدت بالجيش الفرنسي إِلَى الدخول عَلَى الخط مِن أجل نجدة الإسبان وما يُعرف بعملية المكنسةسنة 1958 التي أصابت جيش التحرير الجنوبي فِي مقتل.
قام جيش التحرير المَغْرِبي بتنسيق مَعَ قَبَائِلِ أيت باعمران بالهُجوم عَلَى المراكز الإسبانيَّة بالمنطقة، واستولى المهاجمون المغاربة عَلَى 6 مراكز قرب سيدي إفني وكبدوا الجيش الإسباني خسائر هامة منها كتيبة يرأسها الملازم أورتيز الَّذِي سقط فِي ساحة القتال وأطلقت عليه إسبانيا لقب (شهيد الوطن). فنظمت حكومة إسبانيا خطة دفاعية مضادة، ونقلت جيشا إضافيا مِن جزر الكناري ثُمَّ أرسلت باخرتين حربيتين هما كانارياس ونيبتون اقتحمتا المياه اَلْإِقْلِيمية المَغْرِبيَّة وهددتا بقصف مدينة أكادير. فتحمل ولي العهد آنذاك (الأمير مولاي الحسن) مسؤولية الدفاع عَن المَغْرِب ضدَّ هُجوم أسباني محتمل، وأرسل إِلَى الجنوب فيالق عسكرية مِن القُوَّات المسلحة الملكية تمركزت عَلَى طول ساحل أكادير وفِي ضواحي سيدي إفني، ثُمَّ أعطى ولي العهد أوامره بإطلاق النار عَلَى كل طائرة حربية أسبانية أو أجنبية تخترق الأجواء المَغْرِبية.
استمر القتال فِي سيدي إفني، وأرسلت إسبانيا المزيد مِن القُوَّات والامدادات، ثُمَّ ظهرت فِي شواطئ أكادير 6 بوارج حربية أسبانية فوجهت القُوَّات المسلحة الملكية مدافعها نحو اَلْمُحِيط استعدادا للرد عَلَى أي هُجوم.
وفِي 7 دجنبر 1957م عبرت إسبانيا عَن رغبتها فِي فتح مفاوضات مَعَ المَغْرِب بعد أَنْ كانت تؤكد سابقا عزمها عَلَى مواصلة الحرب حتّى تحقق الحسم العسكري.
عرفت منطقة طَرْفَايَة مأساة إنسانية إبان الخمسينيات مِن القرن الماضي، حيثُ تحالف الجيش الإسباني والجيش الفرنسي لمهاجمة ساكنة المدينة منزوعة السلاح وَكَذَا لإجهاض كل أشكال تدخلات جيش التحرير الَّذِي دخل لتحرير اَلْمِنْطَقَة مِن الاستعمار الإسباني. كانت عملية إكوفيون، فِي يناير 1958، التي يسميها السُكَّان المحليون عام خبيط الطيايير أي سنة قصف الطائرات، إحدى العمليات العسكريَّة الكبيرة التي قامت بها القوات الفرنسية والإسبانية فِي شمال غرب أفريقيا، حيثُ شملت عددا مِن المُدن فِي الجنوب المَغْرِبي؛ كطَرْفَايَة والعيون والسمارة وإفني، بالإضافة إِلَى الداخلة وبعض المناطق المُجاورة لها، إذ تم توجيه عدد مِن الضربات لهَذِهِ المناطق مِن قِبل القُوَّات الفرنسية والإسبانيَّة، بعد أَنْ قررتا التحالف ضدَّ المقاومين الصحراويين وجيش التحرير. هَذِهِ العملية شملت، اَلْمِنْطَقَة المُمتدة مِن وادي الذهب جنوبا حتّى منطقة آيت باعمران شمالا، حيثُ أدى قصف الطائرات إِلَى اعتقَال عدد كَبِير مِن سُكَّان المنطقة، ونزوح عائلات وقَبَائِلِ بأكملها إِلَى الشمال، خاصة إِلَى مدينة كلميم.
أعطى فرانكو أوامره للجيش الإسباني أَنْ يجمَعَ قواته فِي سيدي إفني وأَنْ يتخلى عَن المراكز العسكريَّة الأُخرى لفائدة المقاتلين المغاربة الَّذِين سلموها فِي الحين للقوات المسلحة الملكية.
وفِي اليوم 22 مِن نفس الشهر انضم المَغْرِب إِلَى منظمة الأمم المتحدة، وفِي عام 1958 استرجع المَغْرِب إقليم طَرْفَايَة مِن الاحتلال الإسباني وتم إلغاء القانون الَّذِي تم بمقتضاه تدويل مدينة طنجة، فَفِي ربيع سنة 1958 استلم مدير شؤون الصحراء باسم الملك مدينة طَرْفَايَة مِن الحُكم العسكري الإسباني، وسلمت القيادة العسكريَّة للناحية إِلَى الجيش المَغْرِبي.

#### المسيرة الخضراء

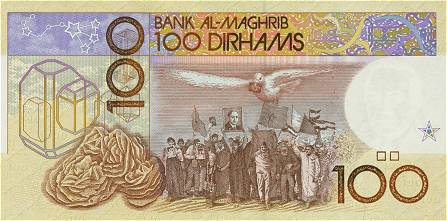
ورقة نقدية فئة 100 درهم مَغْرِبي تعود إِلَى عام 1991 وتحيي ذكرى المسيرة الخضراء.

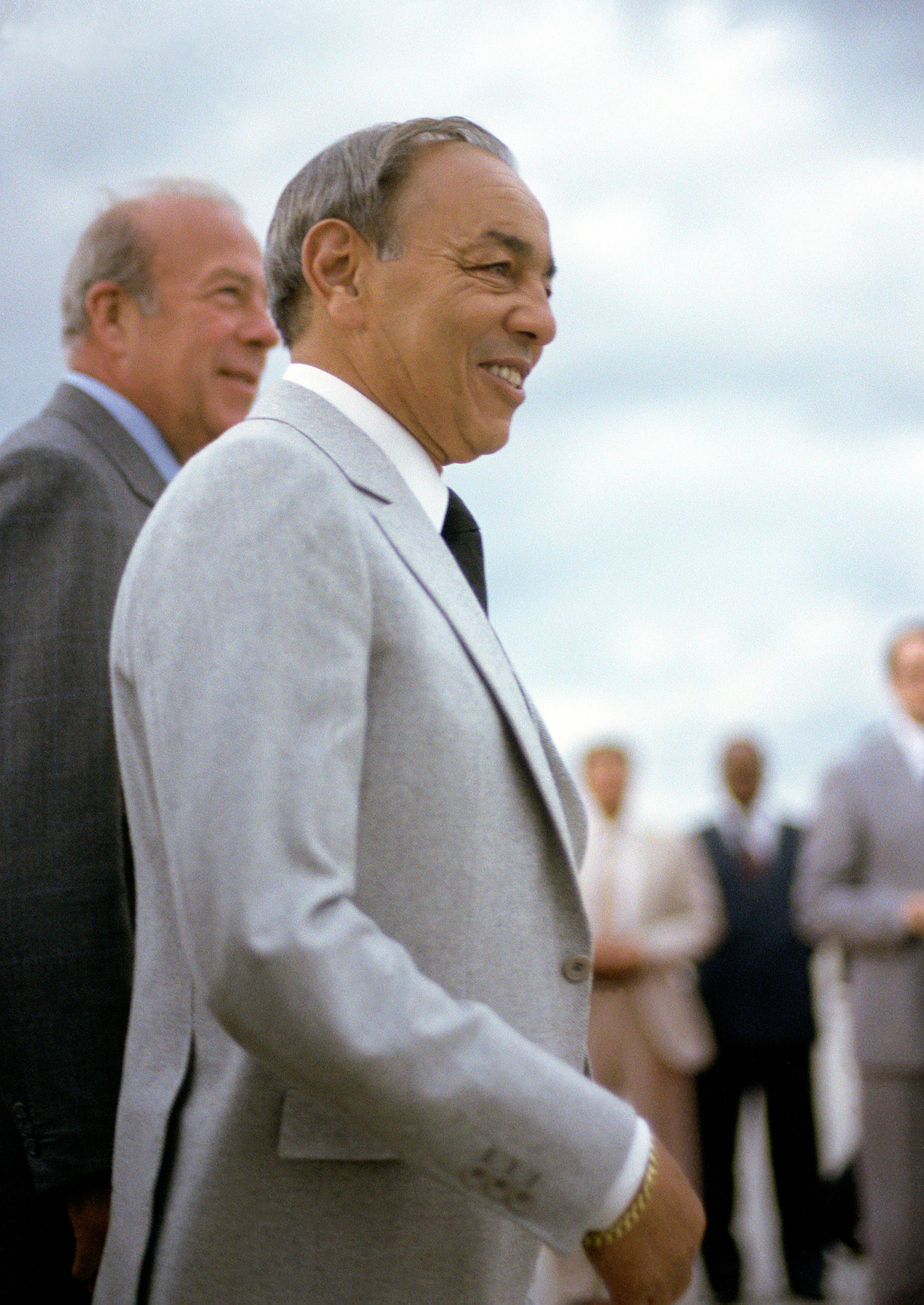
الحسن الثاني فِي قاعدة اندروز الجوية، ماريلاند، فِي 3 يناير 1983.

فِي 5 نوفمبر سنة 1975 خاطب ملك المَغْرِب الحسن الثاني الَّذِين تطوعوا للمشاركة فِي هَذِهِ المسيرة قائلا:

| طرفاية | غدا إن شاء الله ستخترق الحُدود، غدا إن شاء اللهُ ستنطلق المسيرة، غدا إن شاء اللهُ ستطالون أرضًا مِن أراضيكم، وستلمسون رملا مِن رمالكم وستقبلون أرضًا مِن وطنكم العزيز. | طرفاية |
| — (نص الخطاب الَّذِي وجهه ملك المغرب الحسن الثاني مِن مدينة أكادير إِلَى الشعب المغربي وإِلَى المتطوعين فِي مدينة طَرْفَايَة للانطلاق فِي المسيرة الخضراء – الأربعاء 1 ذي القعدة 1395 موافق نوفمبر 1975) | |        |

فِي السادس مِن نوفمبر عام 1975، تجمَعَ حَوَالَيْ 350 ألف مَغْرِبي ومَغْرِبية (%10 منهم مِن النساء) فِي مدينة طَرْفَايَة اَلْوَاقِعَة جنوب المَغْرِب منتظرين إشارة بدء المسيرة مِن الملك الحسن الثاني لعبور الصحراء. وقد لوح المتظاهرون بالأعلام المَغْرِبيَّة ولافتات تدعو إِلَى «عودة الصحراء المَغْرِبية»، وصور لملك المَغْرِب وبالْقُرْآَنَ الكريم. كما اتُخذ اللون الأخضر لوصف هَذِهِ المسيرة كرمز لللإسلام. وَمِن أقوال الملك الحسن الثاني فِي كتاب ذاكرة ملك عندما سألهُ الصحفي الفرنسي اريك لوران « فِي أي وقت بالضبط قررتم وقف المسيرة الخضراء؟ » فأجاب: «فِي الوقت الَّذِي  أدركت فيه جميع الأطراف المعنية أنه يستحسن أَنْ تحل الدبلوماسية محل الوجود بالصحراء. ولم يكن إرسال المغاربة فِي المسيرة الخضراء بالأمر الأكثر صعوبة، بل كَانَ الأكثر مِن ذلك هو التأكيد مِن أنَّّهم سيعُودون بنظام وانتظام عندما يتلقون الأمر بذلك، وهم مقتنعون بأن النصر كَانَ حليفهم، وذلك ما حصل بالفعل.» 
وعلى مساحة 70 كیلومترا مربعا بجوار طرفایة، أقیمت منطقة كبيرة جدا مكونة مِن الخیام، وتحت ھذه الخیام ظل 350 ألف مَغْرِبي، تجمعوا مِن 40 إقلیما مَغْرِبیا. كانت أكبر مشكلة واجھت المسؤولین هي التغذية، فَفِي كل یوم كانت الطائرات الحربیة تنقل ملیون رغیف خبز مِن الدار البیضاء والرباط ومراكش حتّى طرفایة، والباقي كَانَ یأتي بالسیارات الكبیرة. وقد خصص لكل متطوع 150 غرام زیت، ربع كیلو سكر، 100 غرام شاي، علبة سردین، علبة سجائر، 5 لترات ماء، قطعة صابون، علبة حلیب صغیرة. كما رافق المسیرة 70 طبیبا حكومیا وخاصًا، و220 سیارة إسعاف، ونحو ألف ممرض وممرضة للمحافظة عَلَى صحة المواطنین.
فِي 9 نوفمبر 1975 أعلن ملك المَغْرِب الحسن الثاني أنَّ المسيرة الخضراء حققت المرجو منها وطلب مِن المشاركين فِي المسيرة الرجوع إِلَى نقطة الانطلاق أي مدينة طَرْفَايَة.
جنوح سفينة أرماس
شَهدت مدينة طرفاية جنوح سفينة أرماس بتاريخ الأربعاء 30 أبريل 2008، كانت مُتجهة لجزر الكناري من ميناء مدينة طرفاية. حسب تقرير قبطان السفينة؛ كانت السفينة في طريقها المعتاد لكن واجهت رياح شديدة وامواج عاتية مما فرض على القبطان تغيير المسار ناحية الشرق مما تسبب الاصطدام بصخرة على مقربة من ميناء طرفاية، وتم إنقاذ المسافرين الذي يبلغ عددهم أكثر من 100 مسافر بواسطة زوارق تقليدية للصيد البحري، وكانت تحوي 41 سيارة وشاحنات متوسطة الحجم.

## الجغرافيا

### الموقع
تتواجد مدينة طَرْفَايَة عَلَى مُسْتَوَى رَأسْ جُوبِي، بالجنوب الغربي للمَغْرِب، عَلَى ساحل اَلْمُحِيط اَلْأَطلَسِي. تبعد عَن العاصمة الرباط بِحَوَالَيْ 890 كيلومتر وبِحَوَالَيْ 100 كيلومتر عَن مدينة العيون، وجزيرة لانزاروت اَلْوَاقِعَة فِي أَقْصَى شرق جزر الكناري الإسبانيَّة.

### المناخ
مناخ طَرْفَايَة هو مناخ صحراوي، يتميز بندرة التساقطات المطرية وارتفاع درجات الحرارة، ما عدا الشريط السَّاحلي الَّذِي يستفيد مِن تأثيرات التيارات الباردة القادمة مِن اَلْمُحِيط اَلْأَطلَسِي، ومَعَ التوغُّل شرقا تزداد حدة المناخ القاري القاحل وترتفع درجات الحرارة وتصبح الرطوبة الجوية شبه منعدمة.
- التساقطات

تبلغ التساقطات خلال السنة أقل مِن 60 ملم، وتعتبر الفترة المُمتدة ما بَيْنَ شهر نونبر إِلَى يناير الأكثر مطرا خلال السنة، بحيثُ تمثل 80% مِن الساقطات السنوية حيثُ تبلغ ذروتها خلال شهر دجنبر ونونبر، فِي حين تعرف الفترة المُمتدة بَيْنَ ماي وغشت بأنها الأكثر جفافا، ويعكس توزيع هذه التساقطات طبيعة الطقس المتوسطي للمنطقة.
- درجة الحرارة

يبلغ المتوسط الشهري لدرجة الحرارة 18.9 درجة بطَرْفَايَة، وتتراوح درجة الحرارة الدنيا مابَيْنَ 11 و12.7. وهَذَا التغيير الطفيف فِي درجة الحرارة يفسر بتأثير الجو القاري السائد باَلْمِنْطَقَة أمَّا درجة الحرارة العليا فتبلغ 23.7 درجة تحت تأثير اَلْمُحِيط اَلْأَطلَسِي (رذاذ البحر).
- رطوبة الجو

يعرف اَلْإِقْلِيم رطوبة مرتفعة طيلة فصول السنة بما فِي ذلك فصل الصيف، وهَذَا مِن مميزات الطقس السَّاحلي حيثُ تصل نسبة الرطوبة 75% ويتم لمس هَذِهِ الرطوبة عَلَى طول 30 كلم نحو الداخل.
ويعرف فصل الصيف ضبابا كثيفا عَلَى الشريط السَّاحلي ويأخذ فِي التناقص نحو الجنوب ليختفِي عند الاتجاه للداخل أي شرقا.
- نظام الرياح

يعتبر السبب الرئيسي وراء التعرية التي تعرفها اَلْمِنْطَقَة قُوَّة الرياح المتواجدة هُناك. كما تؤثر عَلَى الأنشطة السوسيو اقتصادية لساكنة الصحراء حيثُ كل الأنشطة يتم برمجتها وفق حالة الرياح التي أصبح لرحل اَلْمِنْطَقَة دراية بها.
الرياح السائدة باَلْمِنْطَقَة هِيَ رياح معتدلة إِلَى قوية فِي المتوسط تهب مِن الشَمَال الشرقي. أمَّا عَلَى مُسْتَوَى التغير السنوي لسرعة الرياح القصوى فيعتبر شهري يوليوز وغشت أكثر الشهور تسجيلا للرياح القوية، حيثُ يعرفان عَلَى التوالي فِي المتوسط تسجيل حَوَالَيْ 15 و 14 يوما برياح قوية (سرعة الرياح تساوي أو تفوق 57 كلم فِي الساعة)، وأَقْصَى سرعة سجلت هُناك كانت سنة 1982 حيثُ بلغت معدل 130 كلم فِي الساعة.
- متوسط حالة المناخ

| البيانات المناخية لـطَرْفَايَة        | البيانات المناخية لـطَرْفَايَة | البيانات المناخية لـطَرْفَايَة | البيانات المناخية لـطَرْفَايَة | البيانات المناخية لـطَرْفَايَة | البيانات المناخية لـطَرْفَايَة | البيانات المناخية لـطَرْفَايَة | البيانات المناخية لـطَرْفَايَة | البيانات المناخية لـطَرْفَايَة | البيانات المناخية لـطَرْفَايَة | البيانات المناخية لـطَرْفَايَة | البيانات المناخية لـطَرْفَايَة | البيانات المناخية لـطَرْفَايَة | البيانات المناخية لـطَرْفَايَة |
| الشهر                             | يناير                      | فبراير                     | مارس                       | أبريل                      | مايو                       | يونيو                      | يوليو                      | أغسطس                      | سبتمبر                     | أكتوبر                     | نوفمبر                     | ديسمبر                     | المعدل السنوي              |
| --------------------------------- | -------------------------- | -------------------------- | -------------------------- | -------------------------- | -------------------------- | -------------------------- | -------------------------- | -------------------------- | -------------------------- | -------------------------- | -------------------------- | -------------------------- | -------------------------- |
| متوسط درجة الحرارة الكبرى °م (°ف) | 19 (66)                    | 19 (66)                    | 20 (68)                    | 21 (70)                    | 21 (70)                    | 22 (72)                    | 22 (72)                    | 23 (73)                    | 23 (73)                    | 23 (73)                    | 22 (72)                    | 20 (68)                    | 21 (70)                    |
| المتوسط اليومي °م (°ف)            | 16 (61)                    | 16 (61)                    | 17 (63)                    | 18 (64)                    | 18 (64)                    | 19 (66)                    | 20 (68)                    | 20 (68)                    | 20 (68)                    | 20 (68)                    | 19 (66)                    | 16 (61)                    | 18 (65)                    |
| متوسط درجة الحرارة الصغرى °م (°ف) | 13 (55)                    | 13 (55)                    | 14 (57)                    | 15 (59)                    | 16 (61)                    | 17 (63)                    | 18 (64)                    | 18 (64)                    | 18 (64)                    | 17 (63)                    | 16 (61)                    | 13 (55)                    | 16 (60)                    |
| الهطول سم (إنش)                   | 0 (0)                      | 0 (0)                      | 0 (0)                      | 0 (0)                      | 0 (0)                      | 0 (0)                      | 0 (0)                      | 0 (0)                      | 0 (0)                      | 0 (0)                      | 1 (0.4)                    | 0 (0)                      | 1 (0.4)                    |
| المصدر: Weatherbase               |                            |                            |                            |                            |                            |                            |                            |                            |                            |                            |                            |                            |                            |

### التقسيم الإداري

موقع مدينة طَرْفَايَة فِي إقليم طَرْفَايَة.

تعد مدينة طرفاية الساحلية عاصمة لإقليم طرفاية الواقع غرب المملكة المغربية، الذي يضم 4 جماعات قروية : اخفنير، طاح، الحكونية والدورة مقابل جماعة طرفاية الحضرية التي تُعد من قلائل الجماعات الحضرية فِي الصحراء المغربية نظراً للمناخ الصحراوي القاسي.
وقد تم إحداث إقليم طرفاية فِي دجنبر 1959 بعد استرجاعه مِن الاحتلال الإسباني ومَعَ مطلع السبعينيات مِن القرن الماضي تحولت اَلْمَدِينَة مِن إقليم إِلَى باشوية ثُمَّ إِلَى قيادة بحكم الرواج الاقتصادي الَّذِي عرفه سوق «الكروشي» التجاري فِي منطقة الطاح جنوب شرق طَرْفَايَة، والتي تعتبر المركز الفاصل بَيْنَ إقليم طَرْفَايَة والحُدود الاستعمارية التي أقامها المحتل الإسباني. سنة 1961 أُحدثت الجماعة المحلية طَرْفَايَة قبل أَنْ تصير جماعة حضرية عقب التقسيم الإداري لسنة 1992. ويتولّى تسيير شؤونها مجلس جماعي مؤلف مِن 13 عضوا. وخلال التقسيم الإداري لسنة 1971 انتمت طَرْفَايَة للمنطقة الجنوبيَّة إِلَى جانب كل مِن مُدن أكادير وورززات. ثم تم استحداث إقليم طَرْفَايَة مجدداً بناء على التعديلات الإداريَّة سنة 2009 وضمه لجهة العيون بوجدور الساقية الحمراء.
بعد خطاب الملك محمد السادس سنة 2010، تم الإعلان عَن برنامج حكومي يهدف إِلَى إعطاء حُكم ذاتي موسع لكل جهة مِن جهات المَغْرِب مَعَ الاحتفاظ برموز السيادة المغربية كحل لإنهاء نزاع الصحراء، غير أنَّ إصرار جبهة البوليساريو عَلَى خيار الاستقلال ورفضها التفاوض حول المقترح المَغْرِبي، دفع المَغْرِب إِلَى البدء بإنزال مشروع الحُكم الذاتي عبر العمل عَلَى تطبيق «الجهوية الموسعة». وهكذا تم إنشاء اللجنة الاستشارية للجهوية وَهِيَ منظمة حكومية تهدف إِلَى صياغة نموذج مَغْرِبي للأقاليم ذاتية الحكم. وهكذا قامت اللجنة بإنشاء تقرير «أطلس التقطيع الجهوي المقترح» والَّذِي يتضمن 12 جهة:
مُنذ 2015 تم إدماج إقليم طرفاية إلى جهة العيون الساقية الحمراء وَهِيَ إحدى الجهات الإداريَّة فِي التقسيم الجهوي الجديد للمملكة المَغْرِبية.

## ديمغرافيا
بلغ عدد سُكَّان طَرْفَايَة 8027 نسمة وفق الإحصاء العام للسُكَّان والسكنى لسنة 2014، حيث لوحظ تطور مضاعف فِي عدد السُكَّان فِي المرحلة بَيْنَ 1994 و2014 مِن 4506 إِلَى 8027 نسمة حسب المندوبية السامية للتخطيط. نمو يرجع إلى حد كبير إلى الهجرة القروية.
وقد سجلت المدينة نسبة رحل متوسط الحجم تأرجح مابين ٪2 إلى ٪6.

ملامح لبعض سكَّان مدينة طَرْفَايَة بين الماضي والحاضر
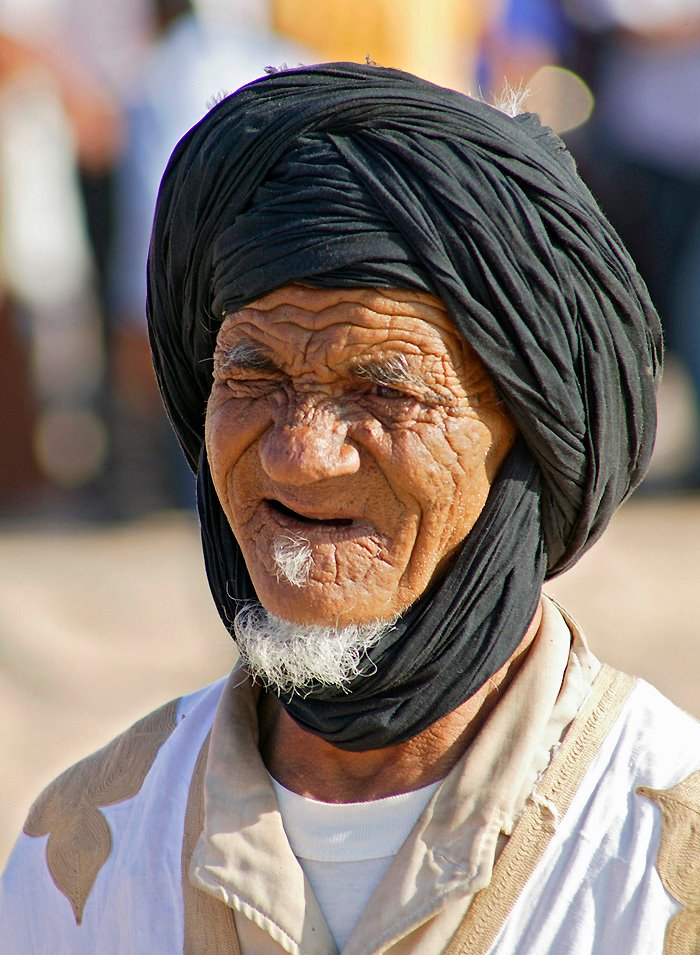
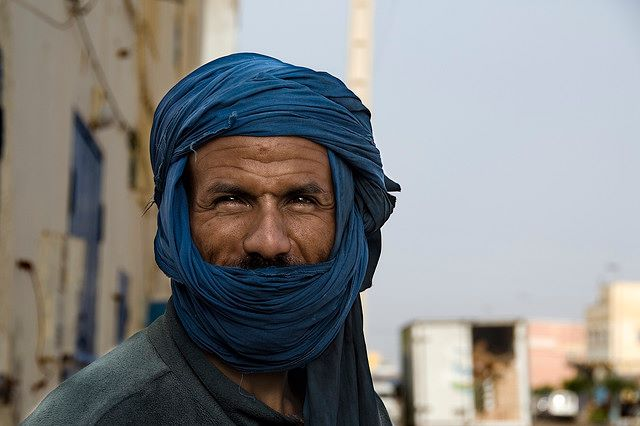

| عدد السُكَّان | 4٬506 | 5٬615 | 5٬783          | 5٬925          | 8٬027 |
| ---------- | ----- | ----- | -------------- | -------------- | ----- |
| السنوات    | 1994  | 2004  | 2008 (تقديرات) | 2012 (تقديرات) | 2014  |

## العمارة

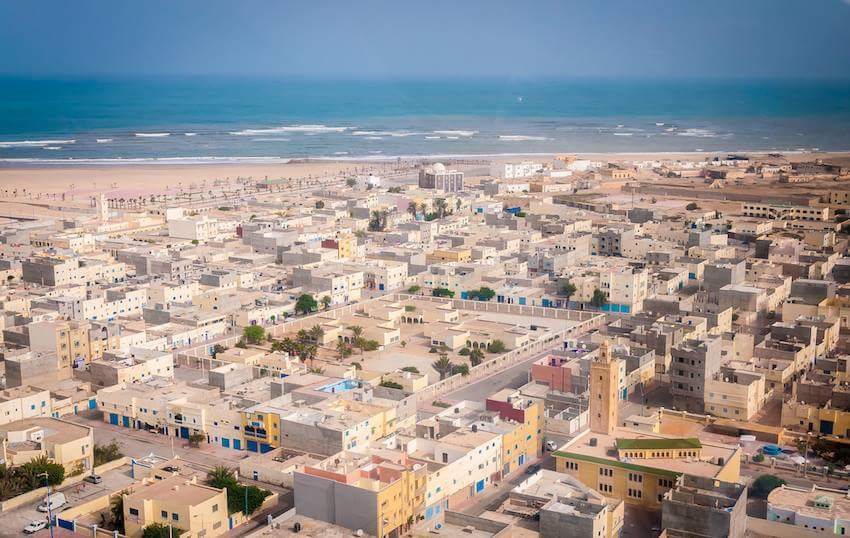
صورة جوية لمدينة طرفاية يظهر مِن خلالها الطابع العمراني السائد.

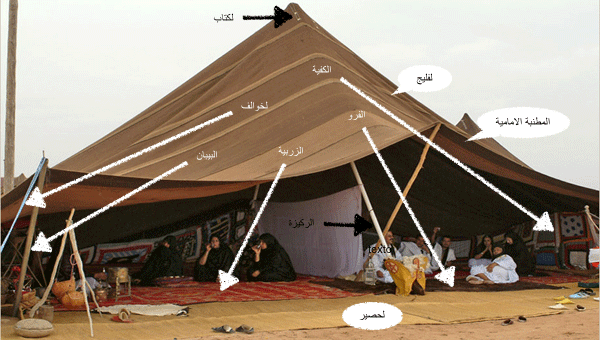
صورة توضح مُعظم أجزاء الخيمة التقليدية فِي طَرْفَايَة.

تعتبر الخيمة أوّل خلية ووحدة اجتماعية يُمكن مصادفتها لدى المجتمع الطرفاوي، حيث أن سُكَّان اَلْمَدِينَة الأصليون لم يسكنوا بيوتا إسمنتية إلا حديثا، نظرا للطبيعة الصحراوية للأقاليم الجنوبية.
وقد مازج معمار مدينة طرفاية بين هندسة معمارية مستوحاة من ألوان الرمال الذهبية والزليج التقليدي والحقب التاريخية المتنوعة للمستعمرين المتعاقبين بين ما هو برتغالي وانجليزي مرورا بالفرنسي والإسباني إلى غاية التراث العربي الإسلامي. فبالإضافة إِلَى قلة البنايات الشاهقة وانعدام البنايات الشاهقة، اتخذت أغلب البنايات مُسْتَوًى واحدا مِن حيثُ الارتفاع، مما أعطاها طابعا متميزا؛ حافظت من خلاله على شكلها العام، وإن كانت كثير من البنايات قد خضعت للترميم نتيجة لأحوال الزمن والتهميش. وإِلَى اليوم لازال سُكَّان اَلْمَدِينَة ينصبون الخيمة التقليدية بَيْنَ الحين والآخر كنوع من التَشَبُّثِ بالموروث الثقافي.

## مآثر ومعالم طرفاية التَّاريخية

### المركز التجاري سانتا كروز دي لا مار بيكينيا
يعتبر المركز التجاري الإسباني سانتا كروز أقدم مبنى قائم ذُكر في تاريخ مدينة طرفاية المكتوب، حيثُ بناه الإسبان سنة 1478م بغرض تجارة الرقيق وشراء الموارد المحلية على مستوى مصب أخنيفيس، أخذ موقعا جغرافيا متميزا بالنسبة للإسبان الذين كانوا يتسمون بالنشاط آنذاك على المستويين البحري والتجاري.
يتشكل المركز من الحجارة المستطيلة، متفاوتة الحجم، يقع على مساحة 68.89 متر مربع، والملاحظ أن المنطقة لم تقف على مركز أو برج واحد، بل كانت هنالك أبراج مماثلة في أماكن مختلفة وهذا معلوم الصحة من موضع وجوده، وعليه، فكانت أيضا تنتشر نقاط للصيد البحري تابعة لها على سواحل مصب أخنيفيس يمينا ويسارا، وبُنيت على ذات المنوال.

### قصبة طرفاية
قصبةٌ تاريخيَّةٌ بناها الإنجليزُ في سبعينيَّاتِ القرنِ التَّاسعِ عشر بمدينةِ طرفاية؛ حيثُ استُعملت في قَضَاءِ أغراضٍ تجاريَّةٍ وعسكريَّةٍ زمنيْ الاستعماريّنْ الإنجليزيِّ والإسبانيِّ.

### دار البحر (ميناء فيكتوريا)
يتكون من طابق أرضي مكون من 8 غرف وطابق علوي يحتوي أيضا على 8 غرف لتخزين المواد الاستهلاكية المستوردة والمصدرة من المنطقة بإتجاه مدينة مانشستر الإنجليزية، بالإضافة إلى ست خزانات أرضية لمياه الشرب، ومرسى لرسو السفن والقوارب التجارية.

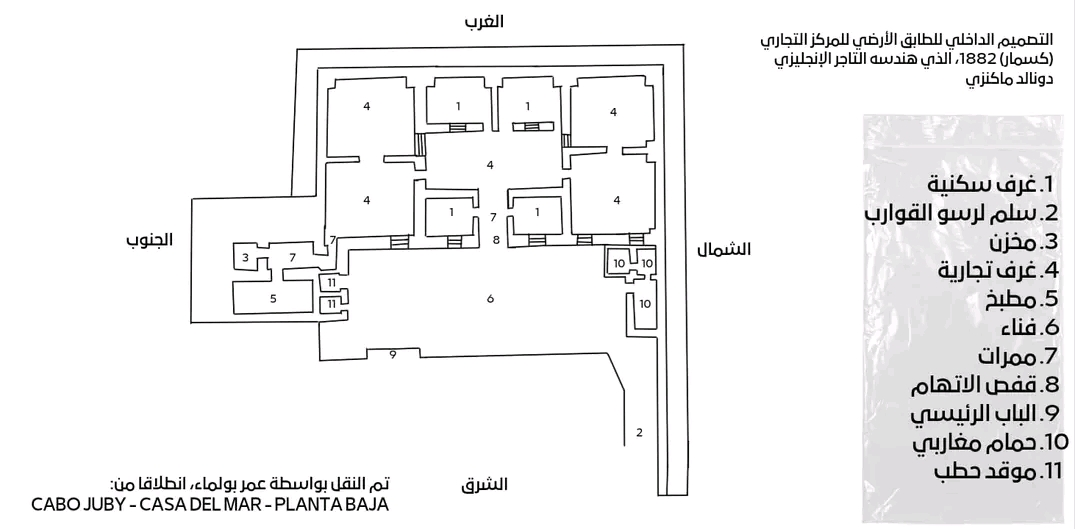
تصميم يُبيّن مكونَّات دار البحر

## الإعلام والصحافة
تعد إذاعة العيون استمرارا لإذاعة صوت التحرير والوحدة بطرفاية. خاضت هذه الأخيرة خلال سنتي 1974 و1975 معركة إعلامية تاريخية بمشاركة الرعيل الأول من الصحفيين والإعلاميين وأطر الإذاعة والتلفزة المغربية، الذين واكبوا وصول أفواج متطوعي المسيرة الخضراء إلى مدينة طرفاية وباقي تطورات قضية الصحراء آنذاك. باسترجاع المغرب لأقاليمه الصحراوية، أصبحت إذاعة العيون أول إدارة عمومية تسلمها السلطات الاستعمارية الإسبانية للحكومة المغربية. شرعت بعدئذ إذاعة المملكة المغربية في بث برامجها منها، أي من عيون الساقية الحمراء، وكان ذلك يوم 25 ديسمبر 1975، فكان الصحفي الإذاعي محمد جاد أول من أذاع من أستوديو إذاعة العيون، بقوله «هنا إذاعة المملكة المغربية من عيون الساقية الحمراء». ومنذ ذلك التاريخ وإذاعة العيون تواكب التحولات السياسية والاقتصادية والاجتماعية التي تعرفها المنطقة على الموجة المتوسطة في الدول المجاورة خاصة موريتانيا والجزائر ومالي والسنغال وجزر الكناري.[مبهم]

## التعليم
على غرار باقي مدن المغرب، تشرف وزارة التربية الوطنية على المنظومة التعليمية في مدينة طرفاية التي تتكون من مرحلة أولية تتأرجح مابين المدارس القرآنية (المسيد) ورياض الأطفال أو الحضانة، ثم ثلاث مراحل أساسية وهي الابتدائية والإعدادية ثم المرحلة الثانوية. وتعتمد مدارس المدينة نظاما تعليميا مكونا من أربع لغات حسب مراحل الأساسية هي: العربية والأمازيغية والفرنسية والإنجليزية.[بحاجة لمصدر]
في حين يشكل غياب الجامعات في المدينة عائقا كبيرا أمام الطلبة الراغبين في إكمال دراستهم العليا في المسالك الجامعية، مما يستلزم شد الرحال إلى شمال المغرب حيث توجد أقرب جامعة بمدينة أكادير وهي جامعة ابن زهر.
وتتوفر مدينة طرفاية على 6 مؤسسات تعليمية وطنية في مختلف المراحل موزعة على جميع أنحاء المدينة، منها أربع مدارس ابتدائية هم مدرسة يحيي الجدالي، ومدرسة أبو بكر الصديق، ومدرسة عقبة بن نافع، ومدرسة كم، بالإضافة إلى إعدادية تأهيلية وثانوية وحيدتان هم الإعدادية التأهيلية ابن تومرت وثانوية علي ابن طالب. كما تم تعزيز عرض التكوين المهني في سنة 2021 بطرفاية، من خلال تدشين المعهد المتخصص في مهن الطاقات المتجددة، والتابع للمكتب الوطني للتكوين الكهني وإنعاش الشغل، وتطلب إنجاز هذا المشروع الذي تصل طاقته الاستيعابية إلى 762 مقعدا بيداغوجيا، والذي سيعطي دفعة قوية للتكوين المهني بالأقاليم الجنوبية، كلفة مالية تقدر بـ64 مليون و300 ألف درهم.

## النقل والمواصلات
توجد بالمدينة وكالات أسفار خاصة بالحافلات تربط بين طرفاية وأكادير مرورا بطانطان من جهة، ومن جهة أخرى بين طرفاية والعيون، كما توجد سيارات أجرة كبيرة تربط المدينة بالعيون وطانطان. فيما يعد مطار طرفاية (إياتا: TFY) بمدرج غير معبد المطار المدني المحلي الذي يستخدم من طرف الطائرات الصغيرة والخفيفة ووجهة للسياح والطيارين تخليدا منهم لذكرى البريد الجوي (بالفرنسية: Aéropostale).

### البريد الجوي
ارتبط اسم مدينة طرفاية على الخصوص بتاريخ البريد الجوي (بالفرنسية: Aéropostale)، حيث كانت إحدى محطاته الرئيسية، ففي عام 1927 وفي ظل الاستعمار الإسباني لطرفاية، تأسس مطار كاب جوبي (رَأسْ جُوبِي) (بالإنجليزية: Cape Juby)، كنقطة للتزود بالوقود لطائرات خطوط البريد الجوي خلال تحليقها بين تولوز في فرنسا وسانت لويس في السنغال، حيث عُيّن أنطوان دو سانت إكزوبيري (1900-1944) رئيساً لمهبط الطائرات بطرفاية في عام 1927، ليعيش بذلك فِي طَرْفَايَة لمدة 18 شهرا مِن1927 إِلَى 1929، فمن بين أمور أخرى، كان يتفاوض مع رجال القبائل الصحراويين المحليين، إذا لزم الأمر، قصد الإفراج عن الطيارين الذين كانوا محتجزين بعد وقوق الحوادث لطائراتهم أو حينما يضطرون للقيام بالهبوط اضطراريا بالصحراء.
في مدينة طرفاية كتب الكاتب أنطوان دو سانت إكزوبيري روايته الأولى بريد الجنوب (بالفرنسية: Courrier sud) على أساس رحلاته الرائدة لخدمة البريد الجوي الفرنسي فهي وليدة تأملاته في عزلته في طرفاية وفي الصحراء، ونابع من تجربته الخاصة ومن مآسي زملائه الذين سقط كثير منهم في تلك المغامرة.

صور من تاريخ البريد الجوي الذي كانت مدينة طرفاية احدى محطاته الرئيسية

## الاقتصاد
لدى طَرْفَايَة مؤهلات اقتصادية ترتكز عَلَى ثرواتها الطبيعية ومؤهلاتها الطاقية وَكَذَا إمكانياتها فِي مجالات تربية الماشية والصَّيد البَحرِي والسياحة والمعادن.
فَفِي مجال تربية الماشية، يَتَوَفرُ اَلْإِقْلِيم عَلَى مساحة رعوية شاسعة تتميز بتنوع أعشابها، ممَّا يساهم فِي عملية نمو وتكاثر القطيع المتكون أساسا مِن الإبل والماعز.
أمَّا بخصوص الصَّيد البَحرِي، فيكتسي هَذَا القطاع أهمية خاصة حيثُ تتوفر طَرْفَايَة فِي هَذَا المجال عَلَى ثروة سمكية هائلة، تستميل العديد مِن المستثمرين، كما يساهم فِي توفير فرص شغل لشريحة كَبِيرة مِن الساكنة، بالإضافة إِلَى تزويد السوق المَغْرِبية بالمنتوجات السمكية. وفِي هَذَا الإطار، تتوفر طَرْفَايَة عَلَى ميناء للصيد السَّاحلي يعرف حاليًا أشغال التوسعة. ويساهم هَذَا القطاع فِي خلق وحدات صناعية مختصة فِي دقيق وزيت السمك وتجميده.
إِلَى جانب تربية الماشية والصَّيد البَحرِي، تتوفر طَرْفَايَة عَلَى إمكانيات طبيعية وجغرافية وخصوصيات سوسيو- ثقافية تمكَّنها مِن خلق حركة سياحية متميزة قادرة عَلَى تنمية النشاط الاقتصادي والاجتماعي باَلْإِقْلِيم. وفِي مجال الثروة المعدنية تمتِلْكَ طَرْفَايَة موارد جد هامة مِن مادة الملح مِن خلال عدد مِن السبخات.

### إنتاج الإسمنت
قررت مجموعة «غلوبال أٌويل شيل» إحدى الشركات الرائدة فِي مجال الطاقة الفنلندية، إنشاء وحدة عملاقة لإنتاج الإسمنت بطَرْفَايَة، عَلَى مساحة تناهز 2500 كلم مربع شرق المدينة، بغلاف مالي تصل قيمته إِلَى ثلاثة ملايير درهم أي ما يعادل 296.5 مليون دولار، وبقدرة إنتاجية تصل إِلَى 1.6 مليون طن سنويا، أي حَوَالَيْ نصف القدرة الإنتاجية لأكبر معمل للإسمنت بالمَغْرِب، ويتعلق الأمر ب«لافارج» فِي بوسكورة الَّذِي ينتج ثلاثة ملايين طن مِن الإسمنت سنويا.

ويخصص إنتاج هَذِهِ الوحدة الجديدة بطَرْفَايَة، ليس فقط لتلبية احتياجات الأقاليم الجنوبيَّة مِن الإسمنت بل لتصدير هَذِهِ المادة إِلَى أفريقيا الغربية.

ويعتبر هَذَا المشروع، الَّذِي لَا ينتظر سوى استكمال إنجازه، أحد أكبر المشاريع الطموحة التي تنجزها المجموعة الفنلندية بالمَغْرِب، بعد تواجدها فِي العديد مِن الدُول بسائر أنحاء العالم (إستونيا، أستراليا، الأردن، كندا...).

### الصخور النفطية
يحتل المَغْرِب المرتبة العربيَّة الأُولَى والأفريقية الثانية والعالمية السابعة حيثُ بلغت احتياطياته 53 مليار برميل. ووفق المكتب الوطني للهيدروكربورات والمعادن التابع لوزارة الطاقة والمعادن والماء والبيئة المَغْرِبية، تُوجد الصخور النفطية فِي عشر مناطق مِن بينها طنجة وتادلة والصويرة وورزازات والسوس ومناطق أُخرى فِي الصحراء.

لكنَّ أهم المناجم تَقَعُ فِي طَرْفَايَة وتمحضيت. وتبلغ مساحة مناجم طَرْفَايَة 2500 كيلو متر مربع وتحتوي عَلَى ثمانين مليار طن مِن الصخور النفطية، حيثُ تختزن مناجم طَرْفَايَة 35.4 مليار برميل مِن النفط. وللمَغْرِب قدرات عالية تجعلهُ مؤهلاً لاستغلال هَذِهِ الصخور عَلَى نطاق تجاري واسع. فهو يمتِلْكَ أكبر احتياطي فِي العالم العربي، بيد أنَّ هَذَا الاستغلال يصطدم بعدة عقبات ترتبط بالكلفة والبيئة. ويعُود اهتمام المَغْرِب بالصخور النفطية إِلَى نهاية الثلاثينيات مِن القرن المنصرم حيثُ قامت السلطات العامة بتأسيس شركة الصخور النفطية فِي طنجة. واكتشفت مناجم تمحضيت اَلْوَاقِعَة فِي جبال الأطلس المتوسط ومناجم طَرْفَايَة عَلَى ساحل اَلْمُحِيط اَلْأَطلَسِي.
عقد المكتب الوطني للهيدروكربورات والمعادن بالمَغْرِب عام 2009 اتفاقاً مَعَ شركة سان ليون إينرجي الأيرلندية يتعلق باستغلال حقول الصخور النفطية فِي طَرْفَايَة.

### الغاز الطبيعي
سنة 2015 أصدر المكتب الوطني للهيدروكاربورات والمعادن المغربي المعروف اختصارا "ONHYM"، بالتوازي مع شركة «سان ليون إينيرجي» الإيرلندية الحاصلة على رخصة لأعمال التنقيب عن اكتشاف مخزون هائل من الغاز الطبيعي على عمق 2000 متر، في بئر العيون 7 بسواحل مدينة طرفاية وهو ما شجع الشركة الإيرلندية على مواصلة بحثها وتمديد رخصتها لثماني سنوات قادمة.

### مزرعة الرياح طَرْفَايَة

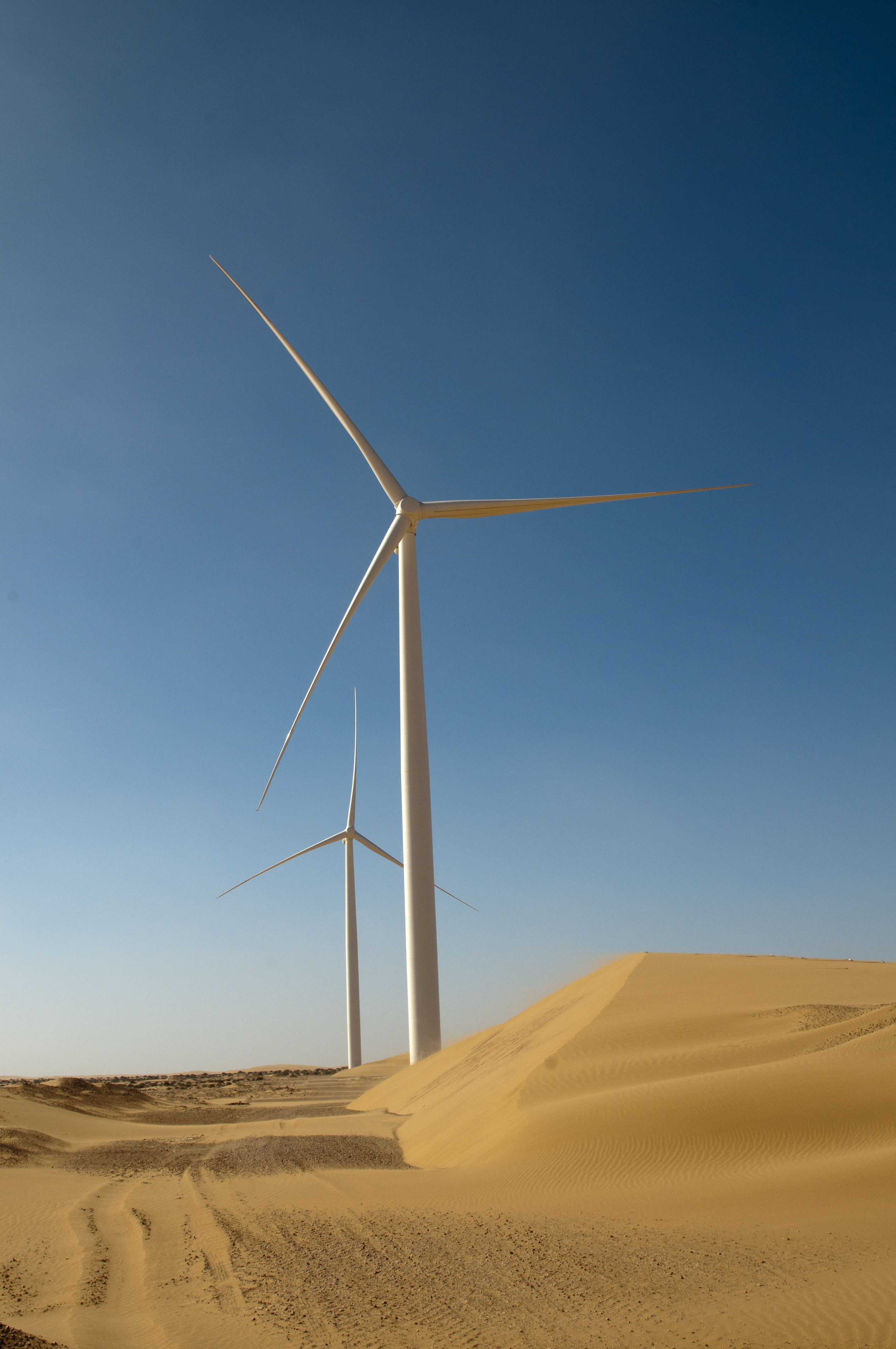
مزرعة الرياح طَرْفَايَة، طرفاية، المغرب.

تَقَعُ مزرعة الرياح طَرْفَايَة عَلَى بعد 20 كيلومتر مِن مدينة طَرْفَايَة، وَهِيَ مَشْرُوع مُشْتَرك لِكُلٍ مِن شَرِكَة ناريفا وشَرِكَة إنجي Engie (التي كانت تُعرف باِسم GDF Suez قبل أبريل 2015) وَتُدِيرُهَا شَرِكَة طَرْفَايَة لِلطاقَة. تَعْرِفُ اَلْمِنْطَقَة التِي اُخْتِيرَتْ لِتَشْييدِ المحطة هُبُوبَ رِياحٍ تَتَرَاوَحُ سرعتها بَيْنَ 7 و9 أمتار فِي الثانية، وتِلْكَ سرعة نادرة فِي مناطق أُخرى مِن العالم، حيثُ تتيح استمرار توليد المحطة لمدة طويلة عَلَى مدى السنة.
بسعة إنشائية تصل إلى 301 ميجاواط، تعتبر مِن أكبر مزارع طاقة الرياح فِي أفريقيا

، فهي تتألف مِن 131 توربينة هواء، يبلغ طول كل واحد منها 101 متر، وتم تصنيفها مِن قبل مجلة جون أفريك كواحدة مِن أفضل 10 مشاريع أفريقيا الأكثر تميزا فِي 2015
 تبيع إنتاجها إلى ONEE بموجب عقد مدته 20 سنة.
ويسعى المَغْرِب الَّذِي يحتل المرتبة الأُولَى إفريقيا فِي إنتاج طاقة الرياح إِلَى إنتاج ألفِي ميجاواط بحلول عام 2020. وبفضل مزرعة الرياح طَرْفَايَة نتمكَّن مِن تجنّب انبعاثات 900.000 طن مِن غازات ثاني أكسيد الكربون سنويا، والتي تعادل الكمية مِن ثاني أكسيد الكربون التي تمتصّها 150 مليون شجرة سنويا.

### الثروات البحرية

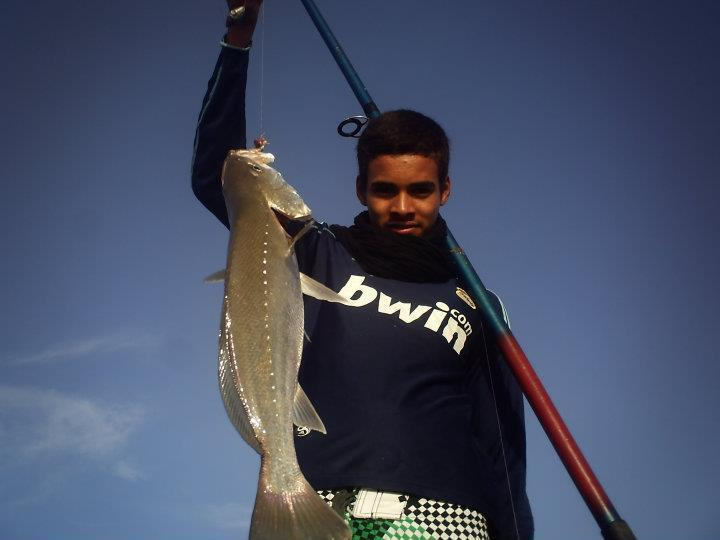
سمكة لوت المعروفة محليا باِسم كوربينا مصطادة بقصبة الصيد عَلَى السَّاحل.

بفضل توفرها عَلَى 200 كلم مِن السواحل الغنية بالثروات البحرية تتميز مدينة طرفاية بغِنَی وتنوع كَبِير فِي مواردها البحرية الحية، ممَّا ينعش صناعة صيد الأسماك ويساهم فِي خلق دينامية اقتصادية توفر مناصب للشغل منها ما هو موسمي وقاري. كما تشتهر المدينة بجودة ثرواتها البحرية خاصة السمكية منها، حيثُ تساعد الظروف الطبيعية للمنطقة وغِنَی سواحلها بالطحالب والعوالق البحرية عَلَى جلب أسراب مختلفة مِن الأسماك تتخذ مِن السَّاحل الأطلسي المحاذي لطَرْفَايَة مكانا لتغذيتها وتزاوجها.
تشتهر طَرْفَايَة بجودة سمك السردين المصطاد بسواحلها حيثُ يُساعد تواجده فِي جلب أسراب متنوعة مِن أسماك اَلْمُحِيط اَلْأَطلَسِي التي تتغذى عَلَى البيض الَّذِي تضعه أسماك السردين فِي فصل الربيع بكميات كَبِيرة. كما يَتَوَفرُ ساحل طَرْفَايَة عَلَى مخزون هام مِن سمك الإسْقُمريّ (بالإنجليزية: Mackerel) أو كابايلا فيما يعد سمك الشرغوف (بالإنجليزية: White seabream) و (باللاتينية: Diplodus sargus) الَّذِي يسميه المحليون أكنياو أو الشرغو ولوت الذي يسمَّى محليا كوربينا (بالإنجليزية: Meagre) و (باللاتينية: Argyrosomus regius) أكثر أصناف السمك شهرة في المدينة، هذا الأخير الذي يتم اصطياده من قبل السُكَّان المحليين باستعمال قصبة الصيد وفق أوقات وفترات معينة فِي السنة خُصوصًا فصل الربيع، وتشكل جل هَذِهِ الأنواع مجتمعة سمة المطبخ الطرفاوي عند تحضير أطباق السمك، كما يكثر الطلب عَلَيْها بمطاعم اَلْمَدِينَة مِن طرف المغاربة والأجانب.
على طول سواحل طَرْفَايَة تمارس هواية الصيد بالقصبة، التي تجتذب العديد مِن ساكنة اَلْمَدِينَة والزوار الأجانب والمغاربة، بما فِيهِم صيادون مهرة عكفوا عَلَى الظفر بغنائم وافرة مِن سواحل المدينة.

### ميناء طَرْفَايَة والبنية التحتية

#### ميناء طَرْفَايَة

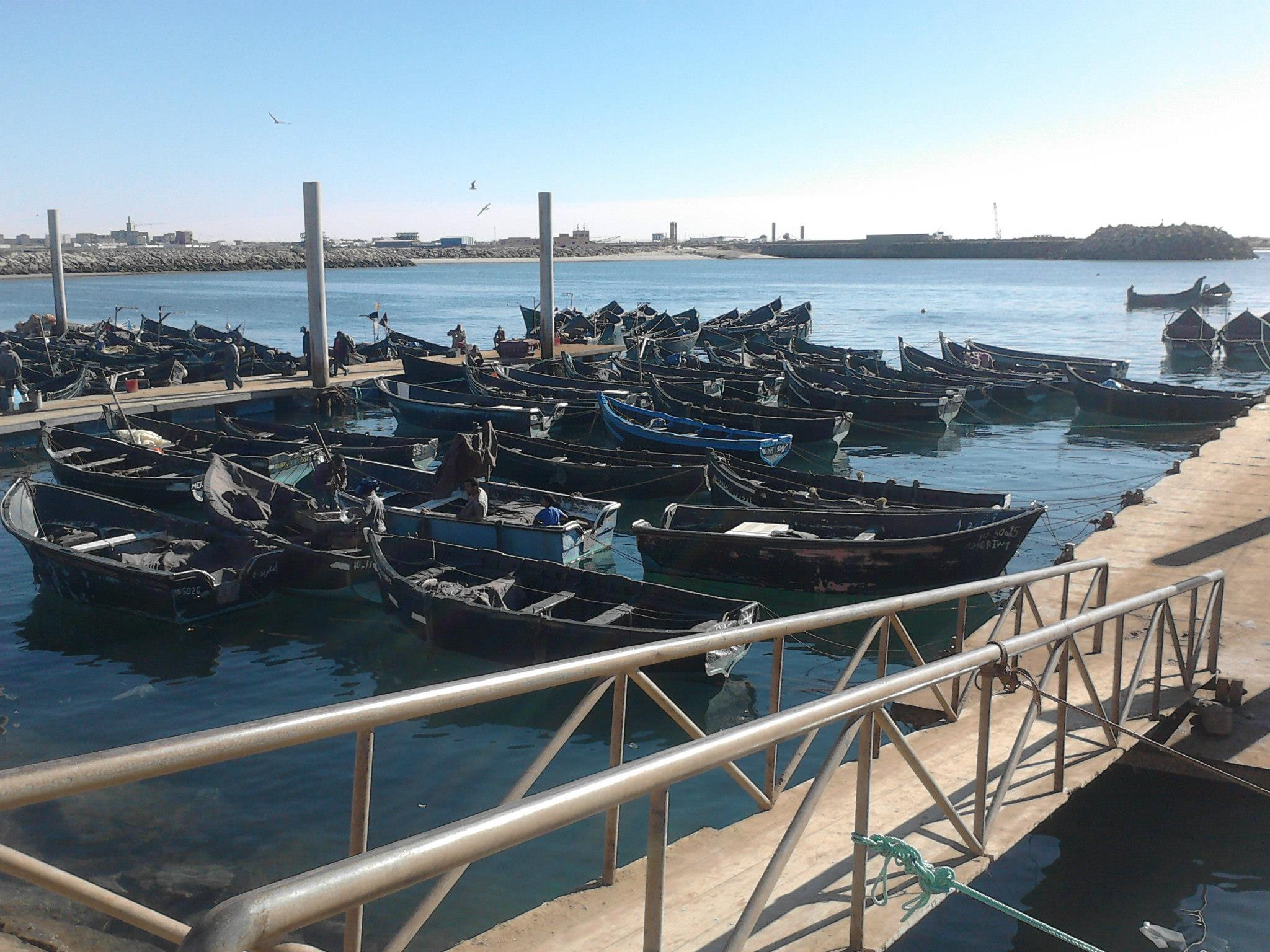
ميناء مدينة طَرْفَايَة

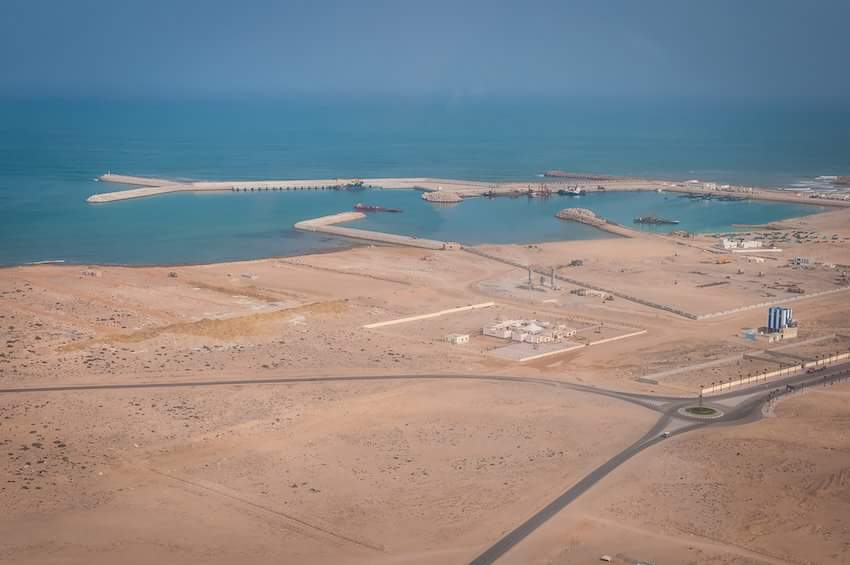
صورة جوية لميناء مدينة طَرْفَايَة

يقع ميناء طَرْفَايَة المخصص للصيد السَّاحلي والتقليدي عَلَى ساحل اَلْمُحِيط اَلْأَطلَسِي ويمكن بلوغه عبر الطريق الوطنية رقم 1 الرابطة بَيْنَ أكادير- طَرْفَايَة - العيون.
عرفت مدينة طَرْفَايَة نشاطا مكثفا خلال سنة 1976 نجم عنه اختيارها كنقطة التقاء للمسيرة الخضراء وتقرر إنشاء ميناء صيد خاص بها. شرع فِي أشغال البناء فِي شتنبر مِن سنة 1976 وتم التسليم فِي يونيو سنة 1979. بدأت المرحلة الثانية فِي سنة 1980 واستمرت لمدة 16 شهرا. تم تشييد حاجز الرمال خلال سنة 1997.

#### البنية التحتية المينائية
- منشآت الحماية

1. كاسر أمواج رئيسي بطول إجمالي قدره 1140 متر.
2. كاسر أمواج عرضي بطول إجمالي قدره 270 متر.
3. سد وقف الرمال بطول إجمالي قدره 300 متر.

- منشآت الرسو

يَتَوَفرُ الميناء عَلَى 503 متر مِن الأرصفة مخصصة للصيد والتجارة.
رصيف الصيد :
1. رصيف بطول 155 متر عَلَى عُمق 4 أمتار.
2. أرصفة عائمة 108 متر.

مجموع الأرصفة التجارية 263 متر.
الرصيف التجاري :
1. رصيف بطول 214 متر عَلَى عُمق 6 أمتار.
2. رصيف منحدر الرورو بعرض 16 متر.[142]

- المسطحات

27,5 هكتار مِن المسطحات مخصصة للصيد والتجارة.
- حوض مائي

مساحته 14,35 هكتار.

#### خدمات مينائية
يوفر ميناء طَرْفَايَة لمستعمليه الخدمات التالية:
1. توقف السفن.
2. تزويد السفن بالماء والوقود.
3. تفريغ منتجات الصيد.
4. تسويق منتجات الصيد.
5. معالجة منتجات الصيد.
6. تخزين منتجات الصيد.

وفيما يلي خصائص المد والجزر بالقرب مِن موقع الميناء:
| حركة المد                | المد | الجزر | المتن |
| المياه الحية الاستثنائية | 3,95 | 0,40  | 3,55  |
| المياه الحية المتوسطة    | 3,70 | 0,80  | 2,90  |
| المياه المتوسطة          | 3,35 | 1,10  | 2,25  |
| متوسط المياه             | 2,88 | 1,50  | 1,30  |
| متوسط المياه الاستثنائية | 2,75 | 1,80  | 1,15  |

#### أنشطة الميناء
تختزل حركة العبور فِي ميناء طَرْفَايَة بالنسبة لتفريغ المنتجات السمكية كما يلي :
| السنة | الكمية (كلغ)  | القيمة (درهم)  |
| ----- | ------------- | -------------- |
| 2008  | 742 967       | 769 149 25     |
| 2009  | 673 228 7     | 454 953 55     |
| 2010  | 374 132 1     | 496 901 34     |
| 2011  | 83, 799 430 1 | 00, 914 505 75 |

#### الظروف البحرية
- حركة المد والجزر

حركة شبه يومية. يقع مرجع الخريطة البحرية عَلَى مسافة 2,15 متر تحت المُسْتَوَى العام فِي المَغْرِب.
- حركة الأمواج

الأمواج المهيمنة فِي اَلْمِنْطَقَة هِيَ أمواج غربية شمالية غربية وشمالية شمالية شرقية. أمَّا الأمواج القادمة مِن الاتجاهات المحمية بجزر الكناري (المنحرفة أو الناجمة عَن الرياح المحلية) فتبلغ مترا بالكاد.
- رياح

الرياح السائدة شمالية شرقية إِلَى شمالية غربية.
- التيارات

تيار جزر الكناري: اتجاه جنوب أو جنوب غرب. حتّى رَأسْ جنوبي; 28 درجة شمالا يتجه التيار نحو الجنوب الغربي تحت وقع الرياح الشمالية والشَمَال الشرقية قد تصل سرعته إِلَى عقدتين ولكن لَا يصل إلى عقدة واحدة فِي المتوسط.
التيارات السَّاحلية : بما أن الممر بَيْنَ جزر الكناري والقارَّة ضيق نسبيا (100 كلم تقريبًا)، يتقوى التيار نحو الجنوب تحت تأثير الرياح الشمالية ولكنَّ بصفة عامة نادرا ما تتجاوز التيارات السَّاحلية الشمالية الجنوبيَّة عقدة واحدة.
- الظروف الهيدروغرافية

يُوجد رَأسْ طَرْفَايَة عَلَى مُسْتَوَى منخفض رملي تحيط به شعاب تتكسر عَلَى مستواها مياه البحر. تطغى عليه مِن الجانب الجنوب غربي شعاب تكشف عَن مدينة طَرْفَايَة خلال الجزر. بسبب الموجات السائدة يتم نقل المواد عَلَى طول السَّاحل فِي موقع طَرْفَايَة أساسا مِن الشَمَال نحو الجنوب.
- شروط ولوج السفن

يمكن التحكم فِي سفن الصيد والنزهة التي تصل الميناء بشكل جيد. يُمكن أَنْ تدخل بسهولة إِلَى الميناء قادمة مِن القطاع الجنوب الغربي.
يبلغ عرض المدخل 65 مترا بعُمق 6 أمتار.
- علامات وصول وولوج السفن

| علامات التشوير                    | الموقع                                        | الخصائص                                        |
| --------------------------------- | --------------------------------------------- | ---------------------------------------------- |
| ضوء الجدار الجانبي للحاجز الرئيسي | خط العرض : ’58 ,56 °27 خط الطول : ’22 ,56 °12 | اللون : أحمر الإيقاع : (FL4) ث15 المدى : 05 MN |
| ضوء الجدار الجانبي للسد المضاد    | خط العرض : ’53 ,56 °27 خط الطول : ’10 ,56 °12 | اللون : أخضر الإيقاع : (FL2) ث6 المدى : 3 MN   |
| العلامة الرئيسة الشمالية          | خط العرض : ’31 ,56 °27 خط الطول : ’13 ,56 °12 | اللون : أبيض الإيقاع : Q مستمر. المدى : 3 MN   |
| العلامة الرئيسة الغربية           | خط العرض : ’85 ,56 °27 خط الطول : ’22 ,56 °12 | اللون : أبيض الإيقاع : (Q9) ث15 المدى : 3 MN   |
| عوامة رقم 1 : مياه سليمة          | خط العرض : ’62 ,56 °27 خط الطول : ’63 ,56 °12 | اللون : أبيض الإيقاع : 1 FL ث5 المدى : 3 MN    |
| عوامة رقم 2 : جانبية خضراء        | خط العرض : ’52 ,56 °27 خط الطول : ’50 ,56 °12 | اللون : أخضر الإيقاع : 1 FL ث5 المدى : 3 MN    |
| عوامة رقم 3 : جانبية حمراء        | خط العرض : ’55 ,56 °27 خط الطول : ’47 ,56 °12 | اللون : أحمر الإيقاع : 1 FL ث5 المدى : 3 MN    |
| منارة طَرْفَايَة ببصرية دوارة         | خط العرض : ’22 ,55 °27 خط الطول : ’33 ,56 °12 | اللون : أبيض الإيقاع : (FL2) ث5 المدى : 20 MN  |

## السياحة
بفضلِ معالمها التاريخيَّة، ومؤهلاتها الطبيعية وتُراثها الثقافي، تجتذب مدينة طَرْفَايَة الكثير مِن السياح الَّذِين يقضون إقامتهم فِي فنادق وإقامات يديرها مغاربة أو أجانب.
تشهد طَرْفَايَة فِي فصل الصيف ازديادًا كَبِيرًا فِي عدد الوافدين عليها، وخصوصًا مِن المُدن المُجاورة. حيثُ يُساعد المناخ المعتدل فِي جذب هَذِهِ الفئة. ويُوجد عدد لا بأس به مِن الأماكن لزيارتها فِي اَلْمَدِينَة كالمناطق السياحية والمواقع التاريخيَّة الهامة، وأهمها دار البَحر ومتحف أنطوان دو سانت إكزوبيري وهكذا محيط القصبة. كما تحوي اَلْمَدِينَة ثلة مِن المطاعم والمقاهي التي تقدم الأطعمة المَغْرِبية خاصة البحرية لكثرة وجودة المنتوج المحلي مِن الأسماك والمنتجات البحرية.

### دار البَحر

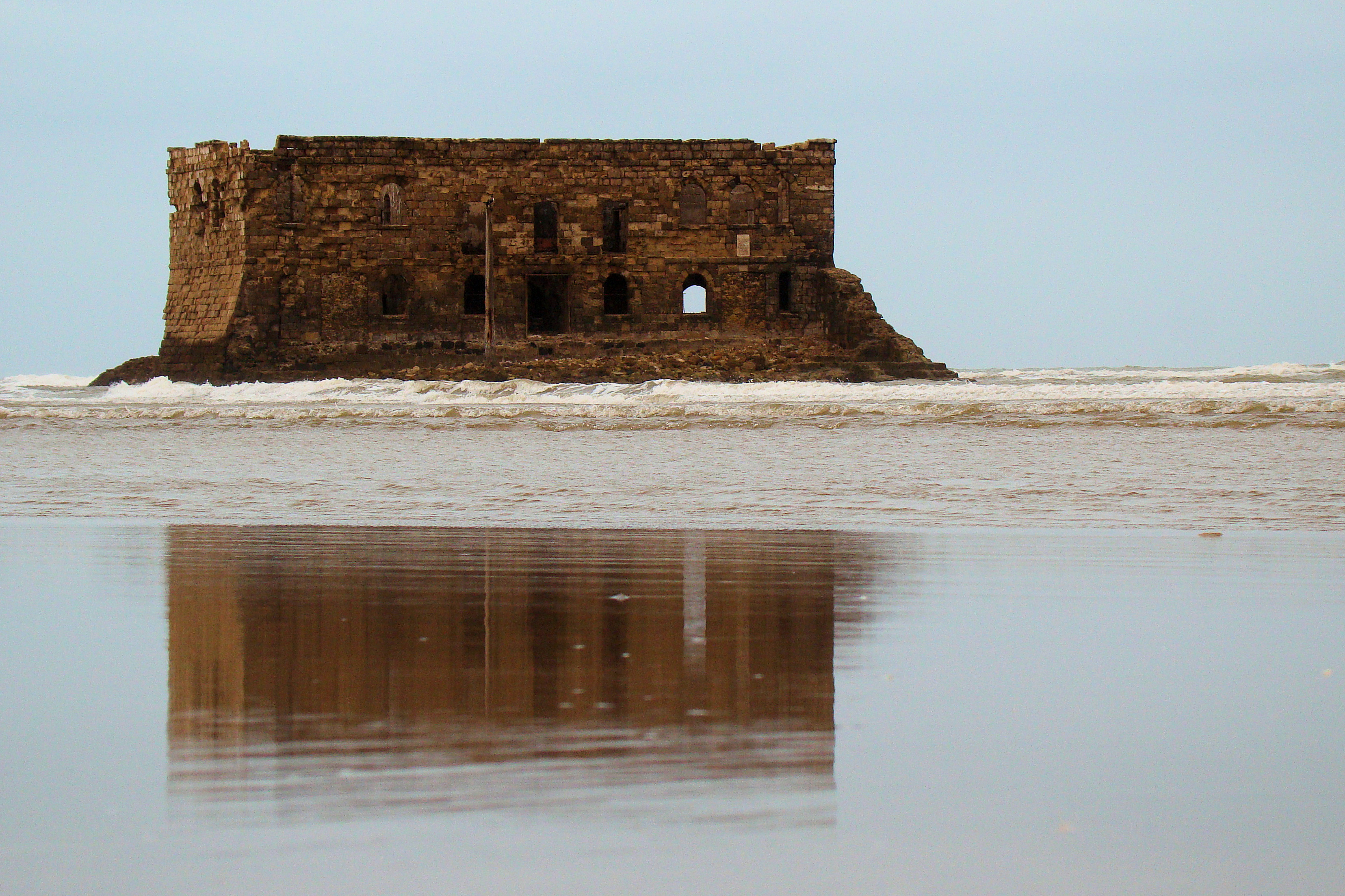
دار البحر، طَرْفَايَة، المَغْرِب.

دار البحر، أو مرفأ فيكتوريا برَأسْ جُوبِي أسسه التاجر والرحالة والمهندس دونالد ماكنزي يوم 12 ديسمبر سنة 1879 بطَرْفَايَة، حيثُ عقد اتفاقا للتبادل التجاري مَعَ الشيخ محمد ولد بيروك التكني، بهدف بناء هَذَا المركز التجاري وَكَذَا استغلال التجارة الصحراوية والمناطق المُجاورة لها بمؤازرة نائب القنصل البريطاني آنذاك بجزيرة لانزاروت المتواجدة بجزر الكناري، حيثُ شيدت فوق جزيرة رملية تتكون مِن طابق أرضي يضم 8 غرف وطابق علوي يحتوي هو الآخر عَلَى 8 غرف لتخزين المواد الاستهلاكية المستوردة والمصدرة مِن اَلْمِنْطَقَة صوب مدينة مانشستر الإنجليزية، بالإضافة إِلَى ست خزانات أرضية للمياه الصالحة للشرب وميناء للشحن ورسو السفن والزوارق التجارية، كذلك تم تحصينه بالمدافع الحربية تفاديا لأي هُجوم محتمل مِن طرف القَبَائِلِ المحلية الصحراوية برَأسْ جُوبِي إِلَى حُدود الانتهاء الكلي مِن انجاز هَذَا المشروع سنة 1882.

### المساجد والمؤسسات الدينية

مسجد مولاي رشيد بعد تجديده وافتتاحه في رمضان عام 2025

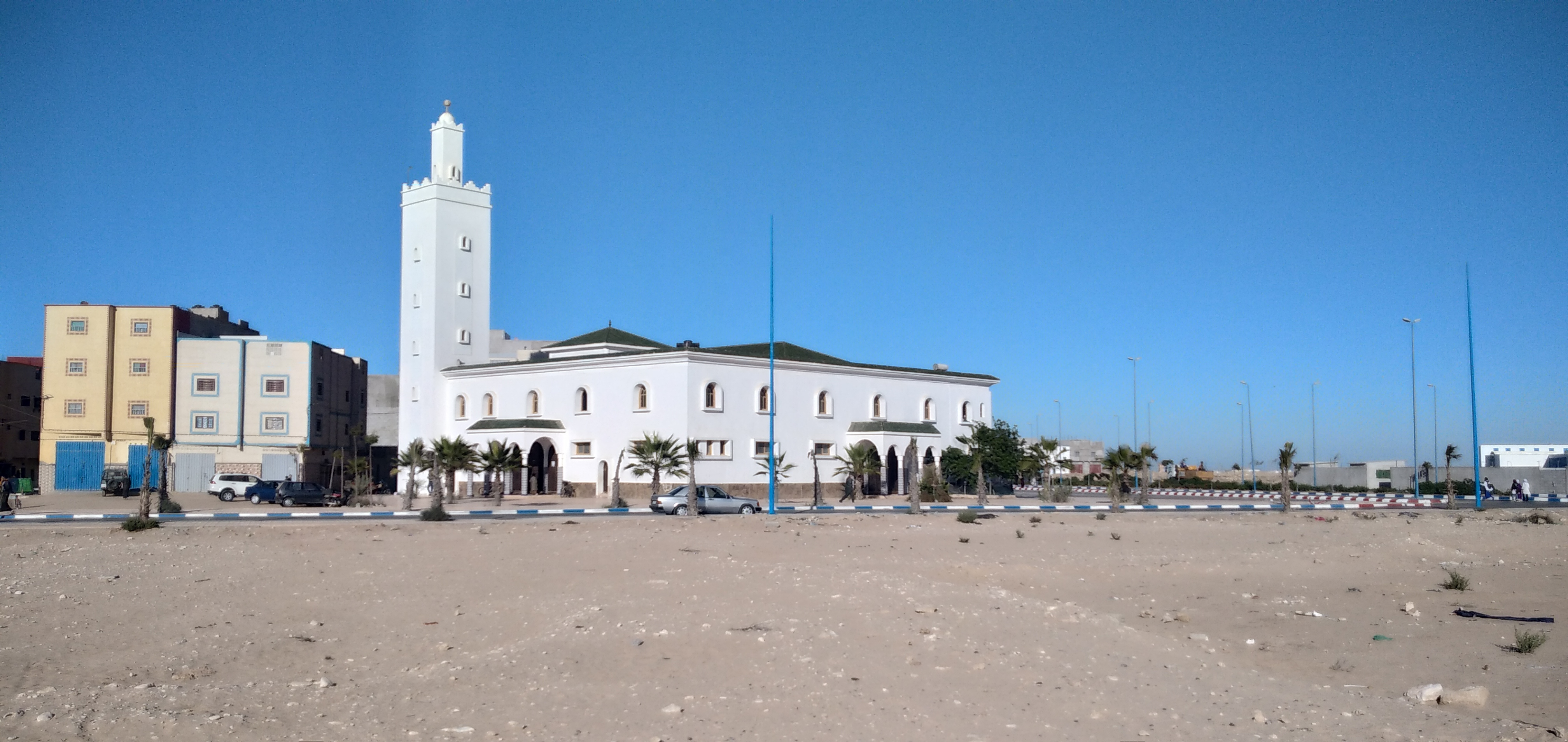
مسجد المسيرة الخضراء بطرفاية

عدد مساجد مدينة طَرْفَايَة 4 مساجد أهمها:
1. المسجد العتيق أوّل مسجد بُنِيَ فِي مدينة طَرْفَايَة والذي أسسه الشيخ امربيه ربه سنة 1937
2. مسجد الرحمة
3. مسجد المسيرة الخضراء
4. مسجد مولاي رشيد

### المتاحف

#### متحف أنطوان
متحف أنطوان دو سانت إكزوبيري هو متحف للبريد الجوي، تأسس المتحف سنة 2004، وَهُوَ مخصص للطيار الْإِنْسَاني الشهير أنطوان دو سانت إكزوبيري (1900-1944)، الَّذِي عاش هُناك لمدة سنتين مِن 1927 إِلَى 1929،  كما يحتوي هَذَا المتحف عَلَى وثائق وخرائط ومخطوطات قديمة تؤرخ بالصورة والكلمة لأحداث تاريخية ووقائع هامة فِي تاريخ اَلْمَدِينَة واَلْمِنْطَقَة عموما.

#### متحف المقاومة
شُيد الفضاء التربوي والتثقيفِي والمتحفِي للمقاومة وجيش التحرير بطَرْفَايَة سنة 2013 ضمن الأوراش المفتوحة فِي برنامج الشبكة الوطنية للفضاءات التربوية والتثقيفية والمتحفية للمقاومة وجيش التحرير كروافد ودعامات حاضنة لرصيد الذاكرة التاريخيَّة الوطنية.

## الثقافة

### الزي التقليدي فِي طَرْفَايَة
- الملابس الرجالية

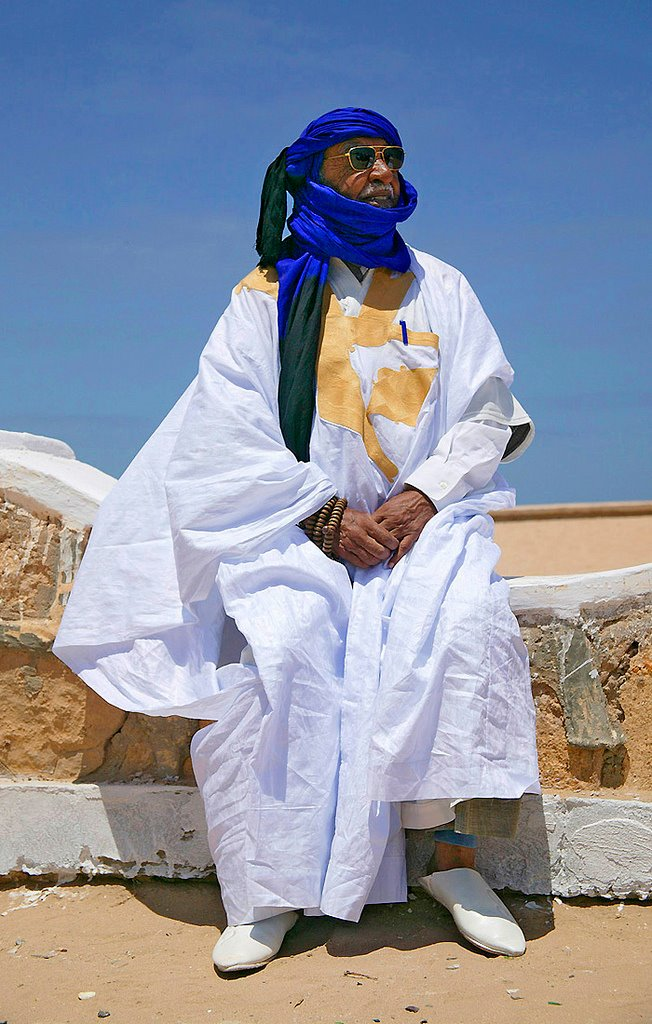
الزي الرجالي التقليدي فِي طَرْفَايَة هو الدراعة.

1. الدراعة: هِيَ الثوب الرجالي الَّذِي يرتديه السُكَّان المحليون ولها فِي الغالب لونان هما الأزرق والأبيض ونادرا ما تكون هُناك دراعة لها لون مختلف وَهِيَ اللباس الخارجي المرئي. فالدراعة عبارة عَن ثوب فضفاض لهُ فتحتان واسعتان عَلَى الجانبين، خيط مِن أسفل طرفيه ولهُ جيب عَلَى الصدر، ويخاط مِن سبعة أمتار من القماش تقريبًا.[152]
2. اللثام: هِيَ العمامة وتختلف طريقة لبسها فقد تستخدم حول العنق كالكوفية أو تلف حول الرأس، وطرق وضعها تخضع لتفسيرات متباينة فمنهم مِن يعتقد بأنَّّه يرمز للحياء، أو للوقاية مِن حرارة الشمس وقساوة البيئة.
3. سروال الدراعة: سروال فضفاض يلبس تحت الدراعة ويسميه سُكَّان شَمَال المَغْرِب سروال قندريسي، يتدلى حزامه إِلَى أَنْ يلامس الأرض، ويُسمَّى «لكشاط» ويصنع مِن الجلد الناعم به حلقة حديدية تسمَّى الحلكة.
4. القميص الصحراوي: قميص قصير الكم مزخرف بخيوط صفراء لكنَّ غالبا ما يكون القميص أبيض أو أزرق حسب لون الدراعة تناسقا للألوان.

- الملابس النسائية

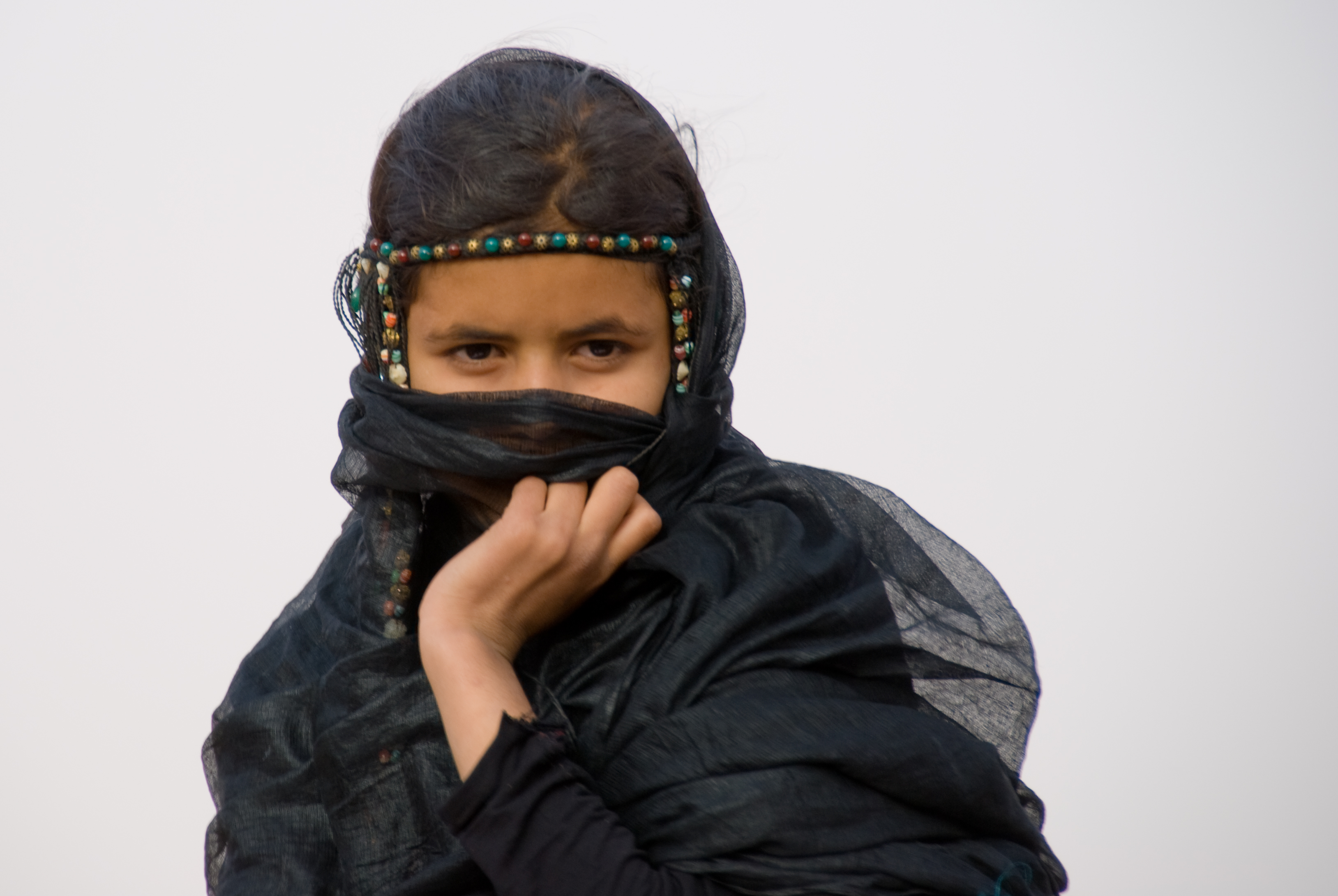
فتاة بالزي الصحراوي.

1. الملحفة: هِيَ الرداء النسائي الَّذِي ترتديه النساء فِي طَرْفَايَة، وَهِيَ عبارة عَن ثوب طولهُ أربعة أمتار وعرضه لَا يتجاوز المتر الواحد والستين سنتيمتر تلبسه المرأة الصحراوية أينما حلت وارتحلت. لكن ليست كل الملاحف متشابهة، ذلك أنَّ المرأة الصحراوية تميز بَيْنَ ملحفة المناسبات والملحفة التي تلبس يوميا بالبيت أو الخيمة وبدون مناسبة، كما أنَّ المرأة الصحراوية تميز بَيْنَ ملحفة المرأة الشابة وملحفة المرأة كَبِيرة السن، كَانَ للفتيات الصحراويات لباس شبيه بالدراعة وَهُوَ يتكون مِن قطعتين بلونين مختلفين، أزرق وأسود، مَعَ «ظفيرة» واحدة، وعند بلوغها سن الرشد تلبس الشابة الصحراوية الملحفة إِلَى حين زواجها.[153]

### الشعر الحساني

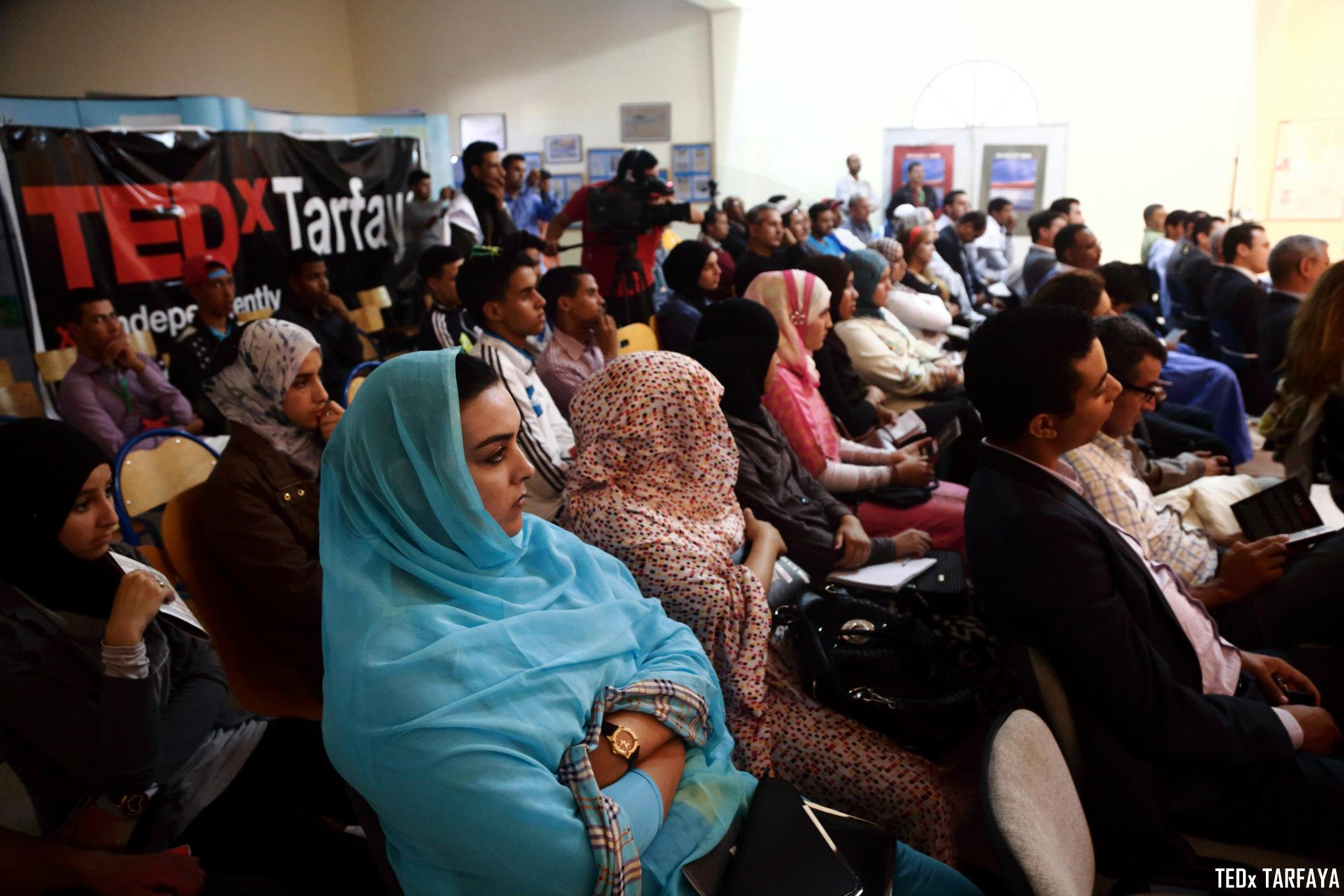
بعض الحاضرين أثناء مؤتمر تيدإكس طَرْفَايَة، ماي 2013.

الشعر المتداول عند أهل طَرْفَايَة هو الشعر الحساني، والمنسوب إِلَى لهجتهم الحسانية، ويعتقد المؤرخون أن ظهوره يعُود إِلَى مطلع القرن السابع عشر الميلادي بينما يرى آخرون أنَّ ظهوره كَانَ مَعَ ظهور اللهجة الحسانية، فمعها بدأ الْإِنْسَان الصحراوي يتعاطى الشعر وهَذَا أقرب الآراء إِلَى الصواب.
ويُسمَّى شطر البيت فِي الحسانية التافلويت، بينما يتكون البيت مِن أربعة تافلويت ويُسمَّى الگاف، أمَّا القصيدة فتسمَّى الطلعة.

### المهرجانات والفعاليات
- المهرجان الدولي الأوّل لطَرْفَايَة الأمسيات الموسيقية لكابو خوبي، أقيمت دورته الأُولَى يوم الأحد 30 شتنبر 2007 تحت رعاية صاحب السمو الملكي ولي العهد الأمير مولاي الحسن.[156]
- مهرجان الأمير الصغير بالصحراء، أقيمت دورته الأُولَى أيَّام 23 / 24 / 25 نونبر 2012 المنظم تحت الرعاية السامية للملك محمد السادس.[157]
- مؤتمر تيدإكس طَرْفَايَة، أقيمت نسخته الأُولَى يوم السبت 04 ماي 2013.[158][159] الأوّل مِن نوعه فِي الصحراء.

وَهُوَ مؤتمر غير ربحي سنوي يعمل بموجب تصريح مِن مؤسسة تيد العالمية ومقرها كاليفورنيا. يتمثّل تيدإكس طَرْفَايَة بمبادرة مؤلفّة مِن شطرين، الفعاليات والمشاريع. فالفعاليات التي ينضمها المؤتمر تضع أصحاب المواهب عَلَى منصّة عالمية حيثُ ينالون التقدير ويشاركون معرفتهم وأفكارهم مَعَ العالم ويلتقون بمتحدّثين عالميين سبق لَهُمْ تحقيق إنجازات عالمية. أمّا المشاريع فهي تسمح بتطوير بعض مِن هَذِهِ الأفكار عَلَى شكل مبادرات محلية.

## الرياضة

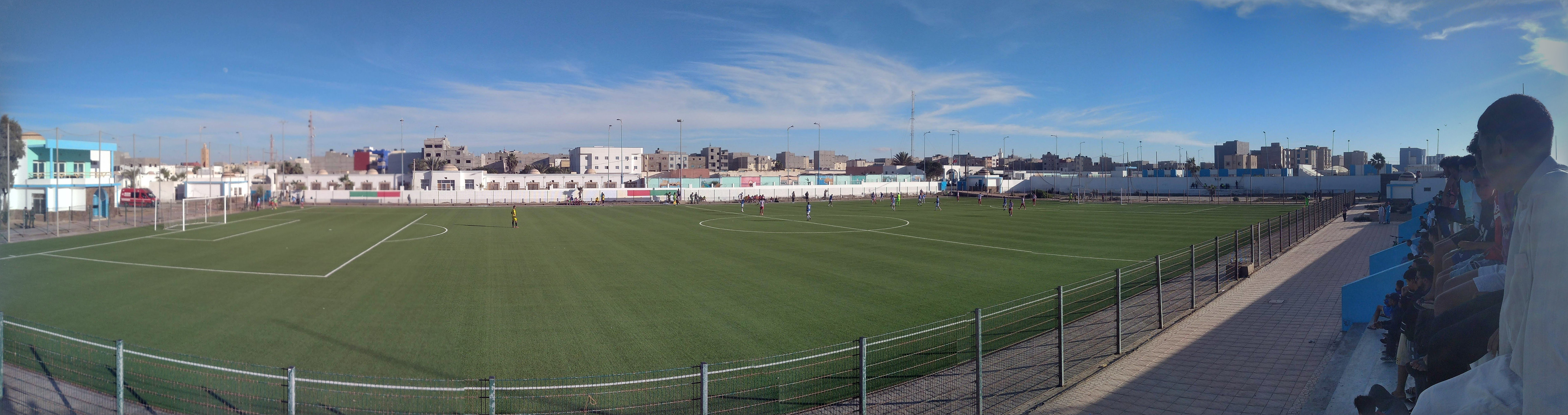
منظر عام للملعب البلدي طرفاية.

### كرة القدم
يُوجد فِي مدينة طَرْفَايَة أربعة نوادٍ رياضية لكرة القدم:
1. نهضة طَرْفَايَة.
2. مولودية طَرْفَايَة.
3. نجم طَرْفَايَة.
4. أمل طَرْفَايَة.

### سباق العدو الريفِي
نُظمت النسخة الأُولَى لسباق العدو الريفِي يوم الأحد فاتح نونبر 2015 بمدينة طَرْفَايَة مِن طرف جمعية مستقبل طَرْفَايَة لألعاب القوى بشراكة مَعَ المديرية اَلْإِقْلِيمية لوزارة الشباب والرياضة بطَرْفَايَة وَهُوَ سباق جهوي فِي العدو الريفِي يعرف مشاركة جل الأندية المنضوية تحت لواء الجامعة الملكية المَغْرِبيَّة لألعاب القوى عصبة العيون الساقية الحمراء.

### لحاق الصحراء للدراجات الهوائية
يقام لحاق الصحراء الدولي للدراجات الهوائية الَّذِي ينظمه نادي المسيرة الخضراء للدراجات الهوائية بالعيون تحت إشراف الجامعة الملكية المَغْرِبيَّة لسباق الدراجات وعصبة الصحراء سنويا، وذلك بمشاركة أندية مِن إسبانيا وفرنسا وإيطاليا والولايات المتحدة وهولندا بالإضافة إِلَى فرق مَغْرِبية وَكَذَا مشاركة بارزة للعنصر النسوي فِي أطوار هَذِهِ المنافسة.

### اللحاق الجوي لاتيكوير
لحاق جوي ينظمه نادي الطيران الفرنسي بيير جورج لاتيكوير تخليدا لذكرى أول خط جوي بريدي كان يربط فرنسا منذ سنة 1927 بالقارة الإفريقية مرورا بمدينتي طرفاية ودكار.

## شخصيات مهمة مِن تاريخ طَرْفَايَة
- أنطوان دو سانت إكزوبيري مؤلف قصة الأمير الصغير.
- الولي الصالح سيدي حمود ولد سيدي إسماعيل ولد الليلي .[167]
- المقاوم الشيخ ماء العينين.
- فرانسيسكو بنس
- مربيه ربه مؤسس زاوية زاوية طرفاية سنة 1937م[168]
- جون ميرموز
- المستكشف دونالد ماكنزي
- الشيخ محمد بن بيروك التكني[169]

## الحياة البرية فِي طَرْفَايَة
تتميز الحياة البرية فِي طَرْفَايَة بتنوعها الكَبِير، وذلك عائد للظروف المناخية والطبيعية للمنطقة، الأمر الَّذِي جعل منها معبرًا لهجرة أنواع عديدة مِن الشَمَال إِلَى الجنوب والعكس، ممَّا مكّن عددا كبيرا مِن الكائنات المتنوعة مِن استيطانها. اندثر الكثير مِن أنواع الحيوانات فِي طَرْفَايَة، أو فِي بعض أجزائها دون الأُخرى، بفعل تدمير الموائل الطبيعية لغرض الاستيطان والاستغلال البشري، أو بسبب الصيد الجائر مُنذ القدم، ومُنذ سنة 2006 أقيمت محمية طبيعية فِي منطقة أخنيفيس، للحفاظ عَلَى ما تبقى مِن أنواع حيوانية وموائل طبيعية، وَهِيَ المنتزه الوطني أخنيفيس الَّذِي يعتبر مِن المناطق الرطبة المعروفة بتنوعها الإحيائي. يمتد المنتزه عَلَى طول 20 كلم، عَلَى مساحة تقدر بـ6500 هكتار. ويضم مجالاً طبيعياً باتساع 180.000 هكتار. فِي منتزه أخنيفس، تَقَعُ بحيرة نعيلة، البحيرة الصحراوية الوحيدة فِي شَمَال أفريقيا، التي تتميز بتنوع بيولوجي كبير، وتستقبل سنوياً آلاف الطيور المهاجرة، التي تقدّر بأكثر مِن 25.000 طائر، تتوزع عَلَى 211 صنفاً، تتوافد بشكل منتظم عَلَى هَذِهِ المنطقة، مِن فصائل مختلفة متنوعة الموطن، بهدف التوالد والتعشيش والتغذية، تعتبر المحمية منطقة وصل فِي رحلة هَذِهِ الطيور بَيْنَ شَمَال أوروبا وأفريقيا الجنوبيَّة. فَفِي الفترة الشتوية يحتضن الموقع 000 20 نوعًا مِن الطيور المائية، مِن أهمها البط أبو فروة والشرشير المخطط ونورس أدوين. كما أنَّ المحمية الطبيعية ذات بعد حيوي نظرا لمواردها وقيمتها الإيكولوجية وتنوعها البيولوجي البحري الصحراوي. فالغِنَی الطبيعي الَّذِي يزخر به هَذَا المنتزه، وخاصة عَلَى مُسْتَوَى منطقته الرطبة المعروفة بتسمية النعيلة، التي تستقبل سنويًا آلاف الطيور المهاجرة، جعلت منه منطقة ذات اهتمام عالمي مِن طرف الاتفاقية الدولية للمناطق الرطبة المعروفة باتفاقية رامسار التي صادق عَلَيْها المَغْرِب سنة 1980. تمكَّن المَغْرِب مِن تسجيل العديد مِن المواقع فِي لائحة التُراث العالمي، ومن بينها موقع متنزه أخنيفيس الوطني ضمن اللائحة المؤقتة للتُراث العالمي الْإِنْسَاني الطبيعي، وبذلك انضمت إِلَى قائمة مواقع التُراث العالمي فِي المَغْرِب سنة 1998. كما أنَّ بحيرة نعيلة، ذات بعد حيوي، نظراً لمواردها وقيمتها الإيكولوجية وتنوعها البيولوجي. وَهِيَ تضم كذلك، 30 نوعاً مِن الطحالب؛ وثروة كَبِيرة مِن اللافقاريات البحرية. وتُشكِّلُ فضاءً لتغذية الأسماك وتفريخها وحضانتها.

تتمتع مدينة طَرْفَايَة بقربها مِن المنتزه الوطني أخنيفيس الَّذِي يمثل موقعا إيكولوجياً فذاً لاستقبالهُ المئات مِن الطيور المهاجرة
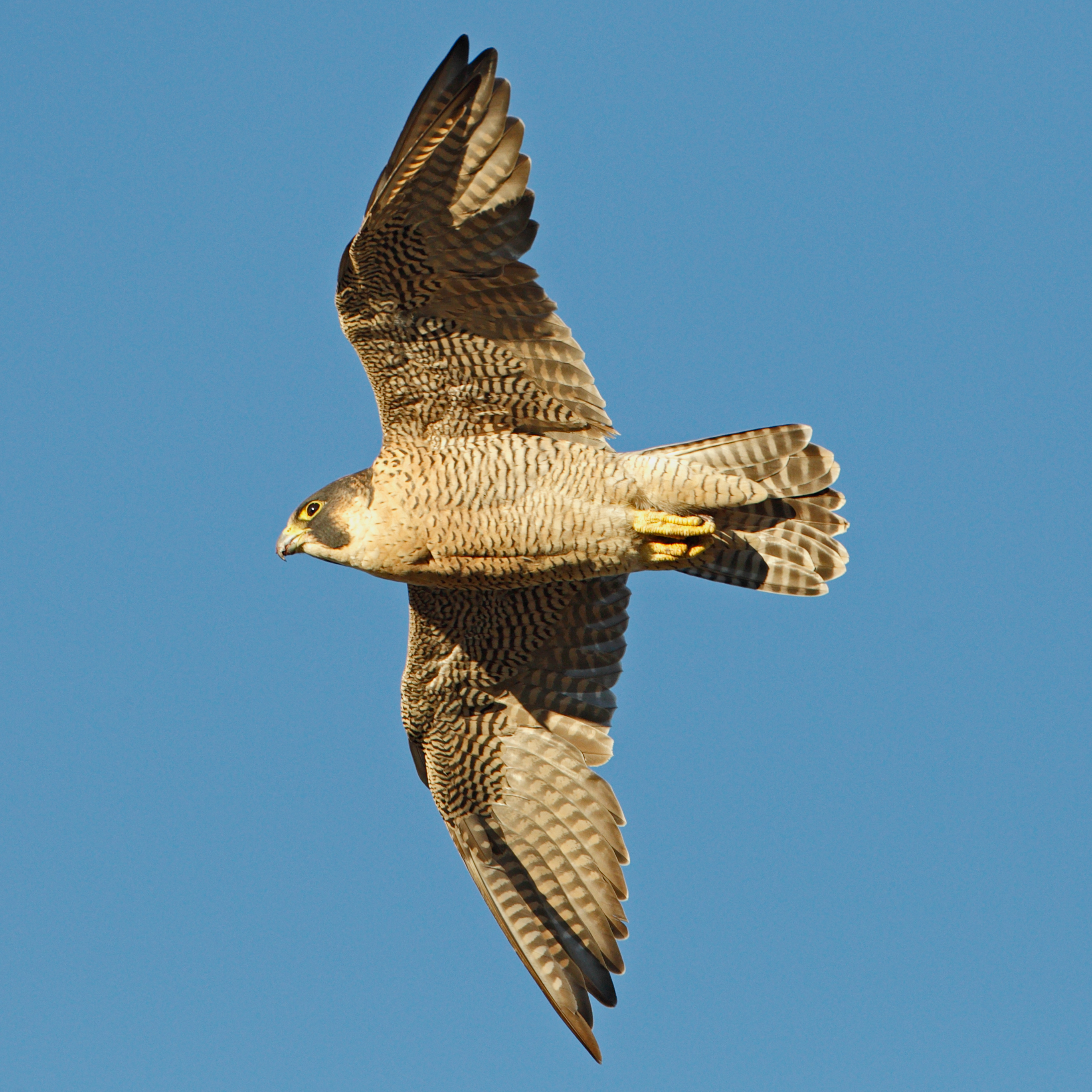
الشاهين، والَّذِي يُعرف أحيانًا باسم الصقر الجوّال.
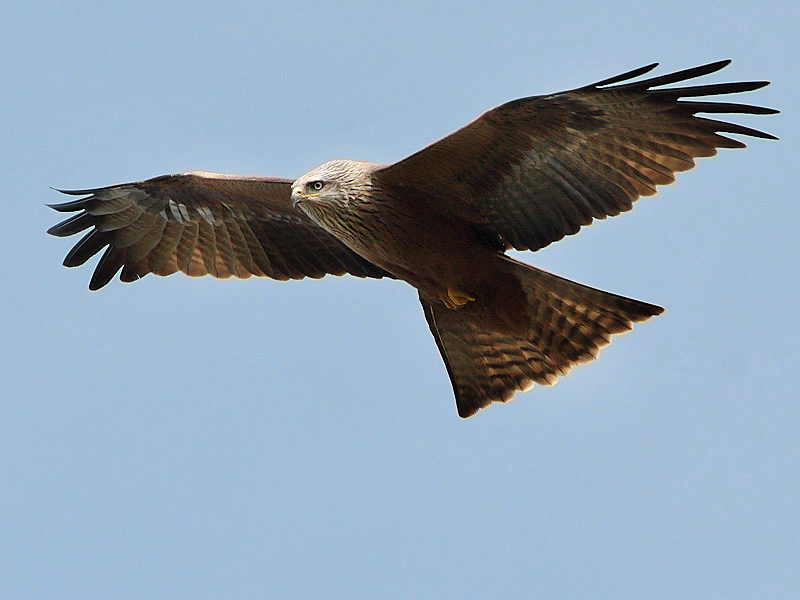
حدأة سوداء.
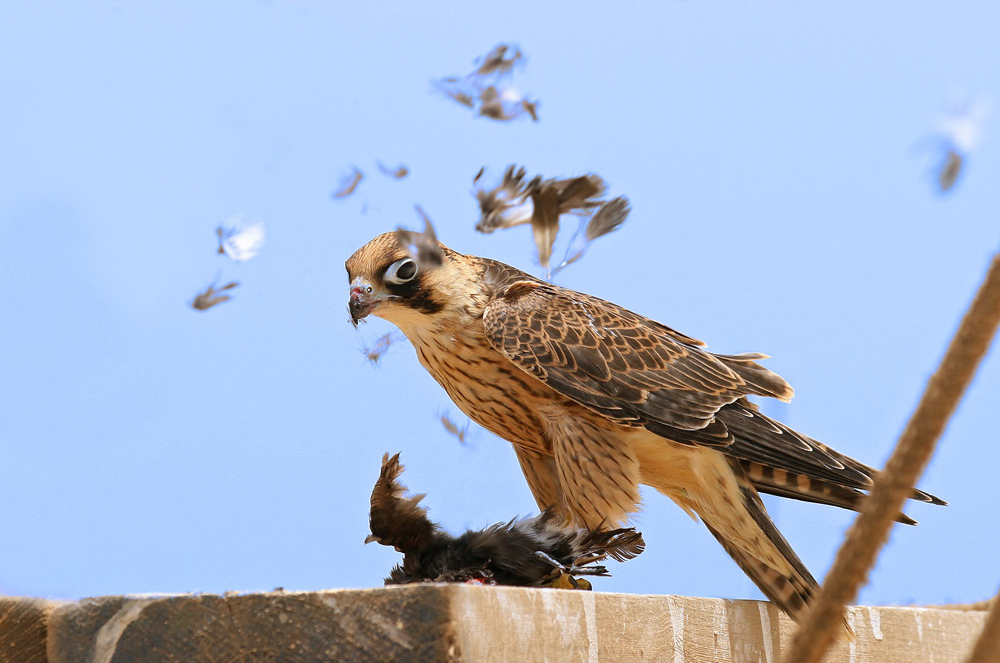
صقر وكري.
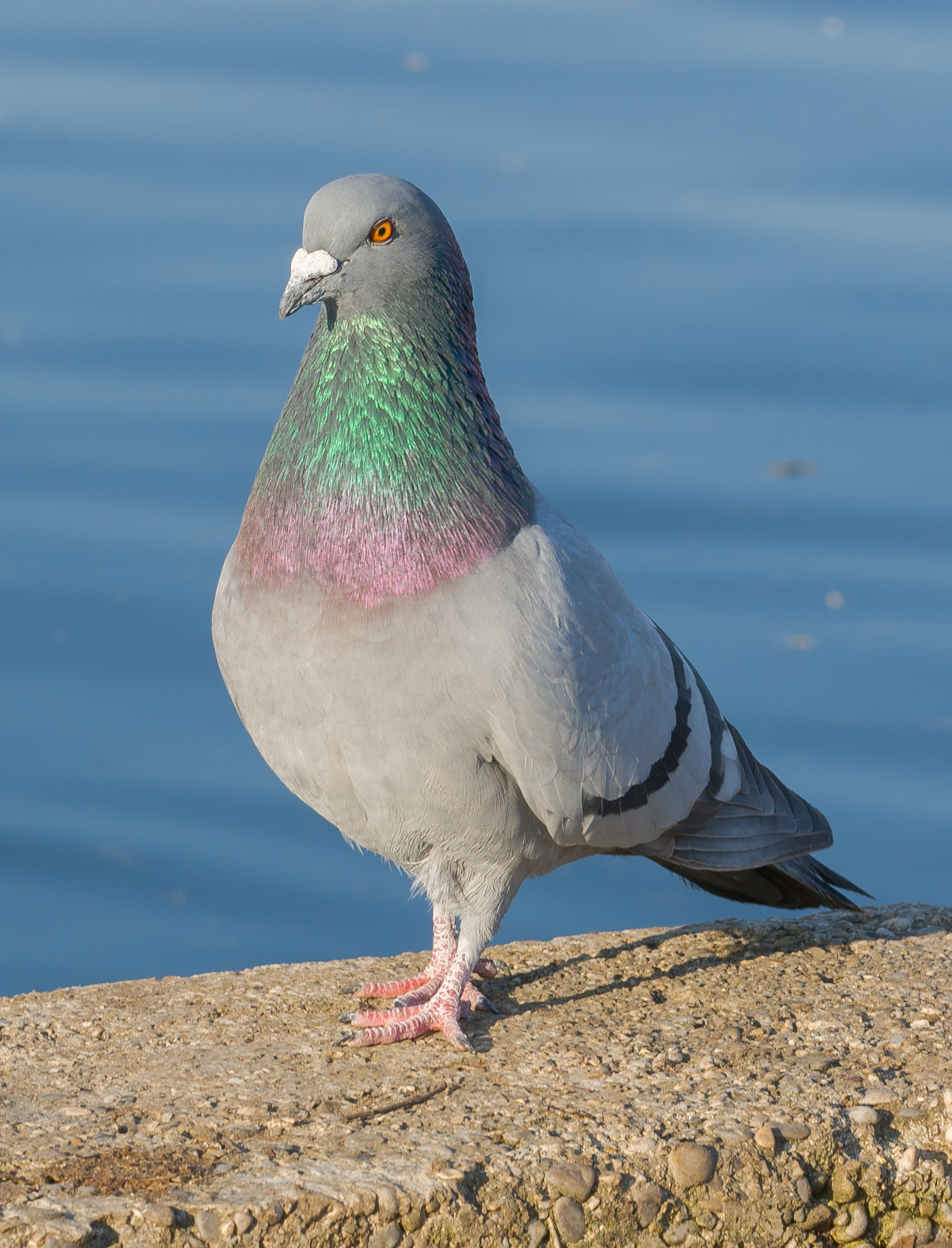
الحمام الزاجل.
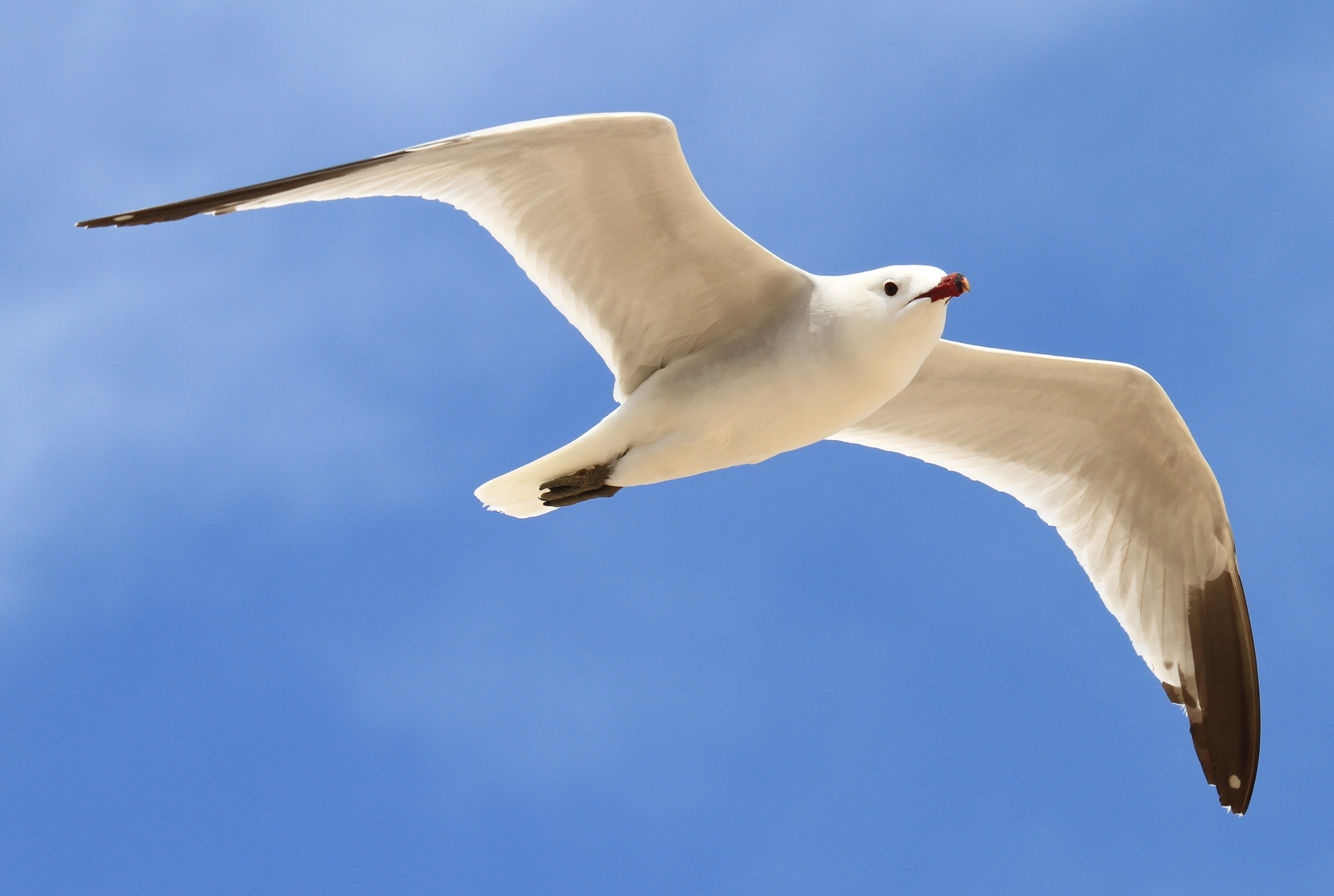
نورس أدوين.
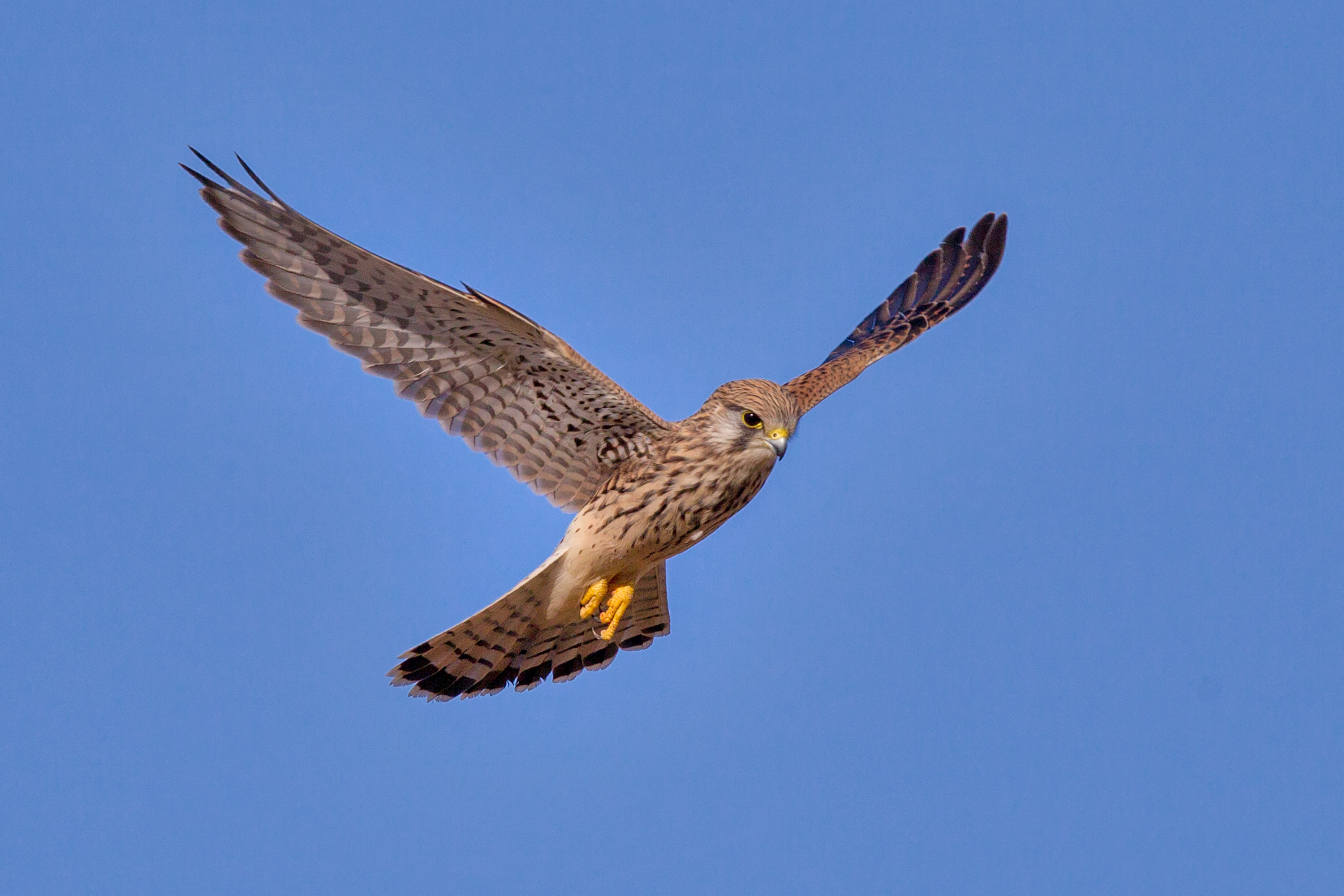
العوسق.
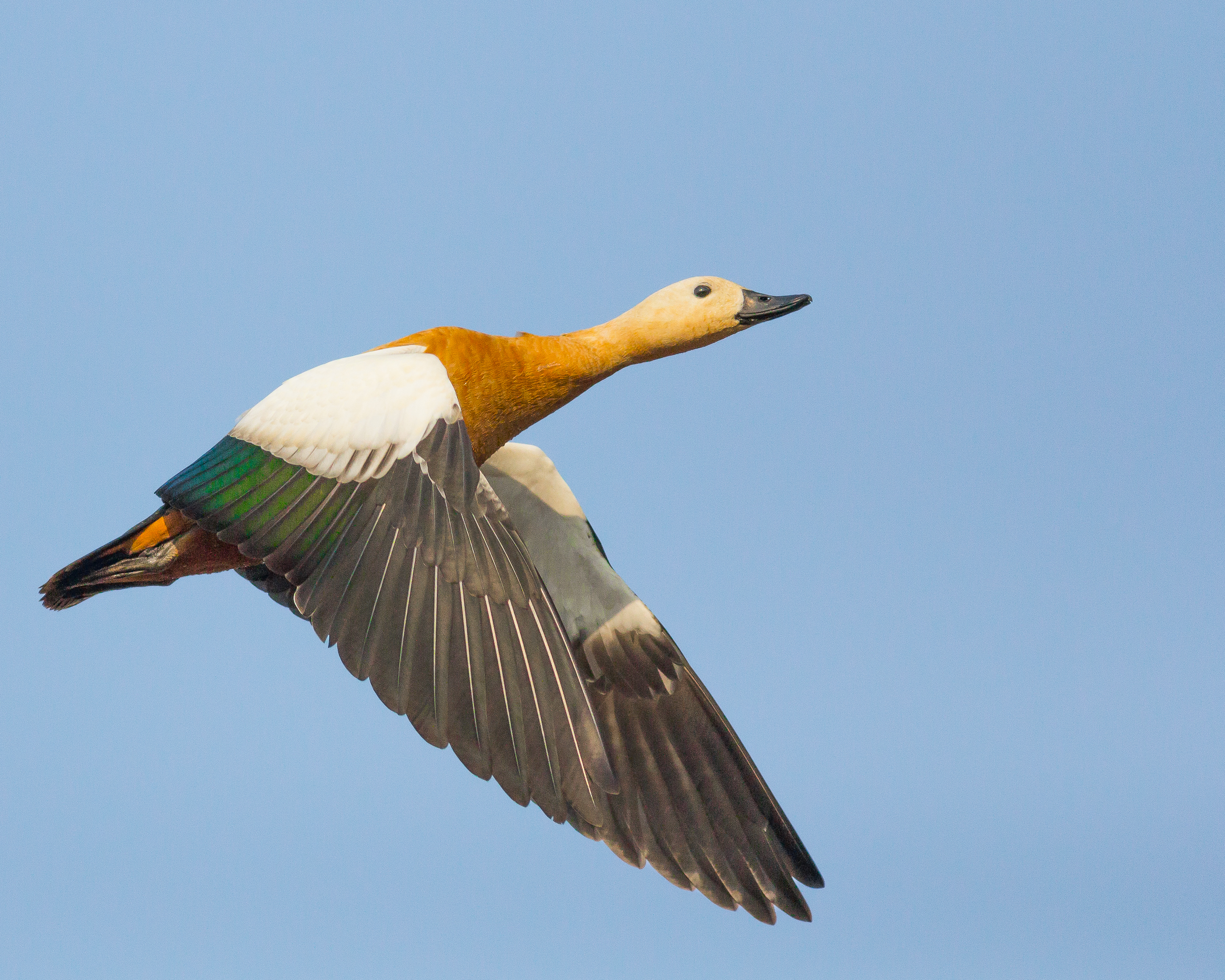
بط أبو فروة.
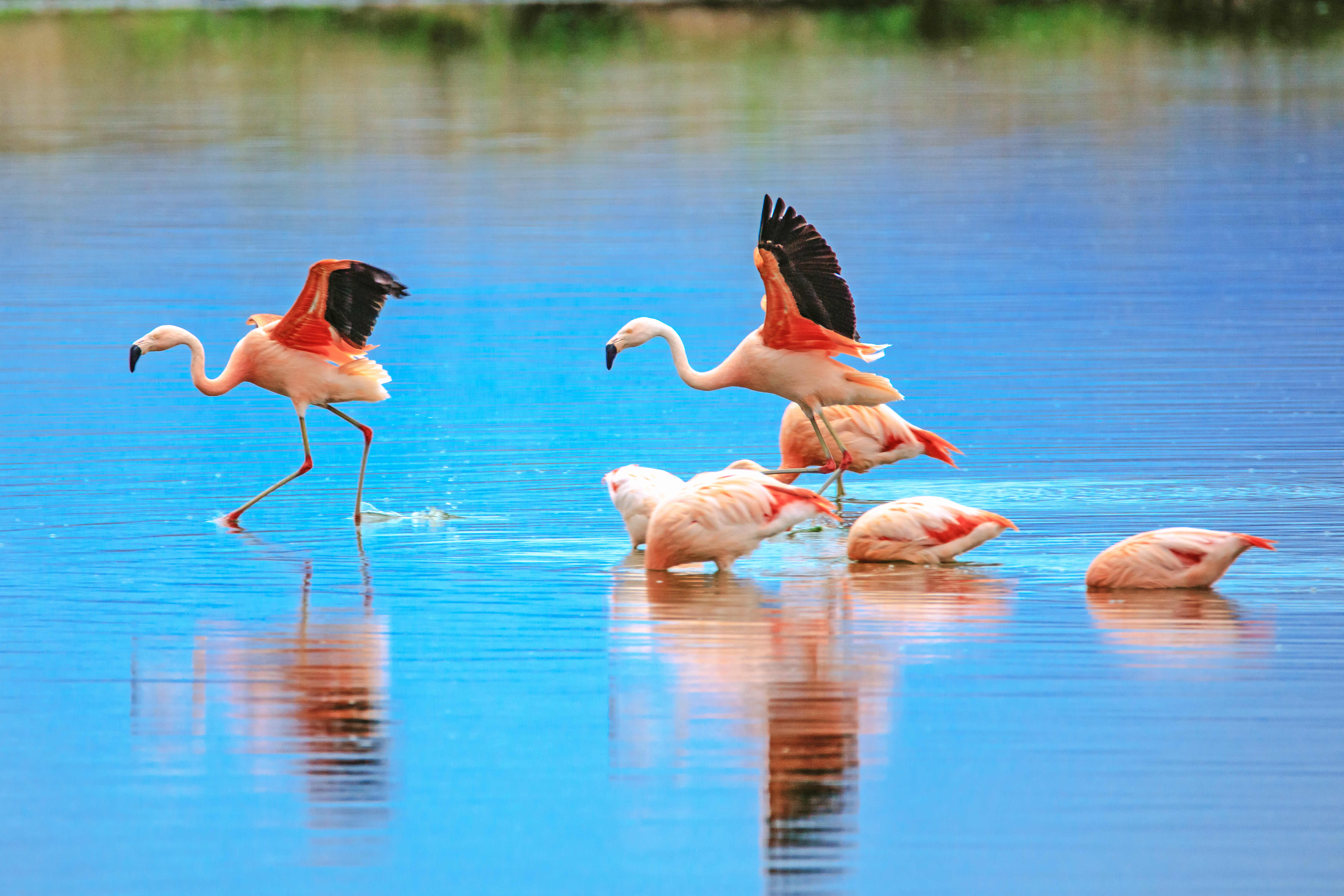
نحام وردي.
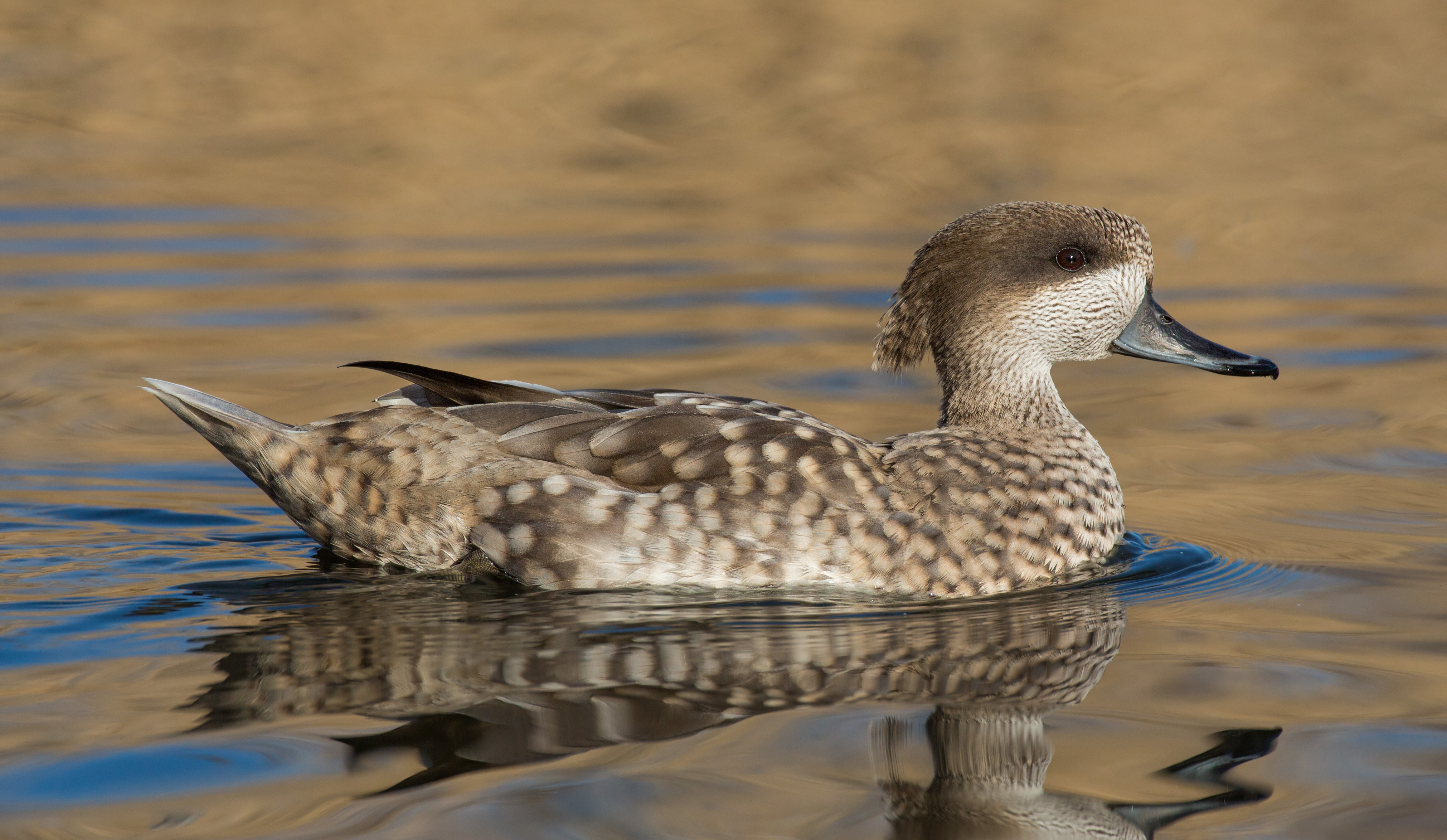
شرشير مخطط.
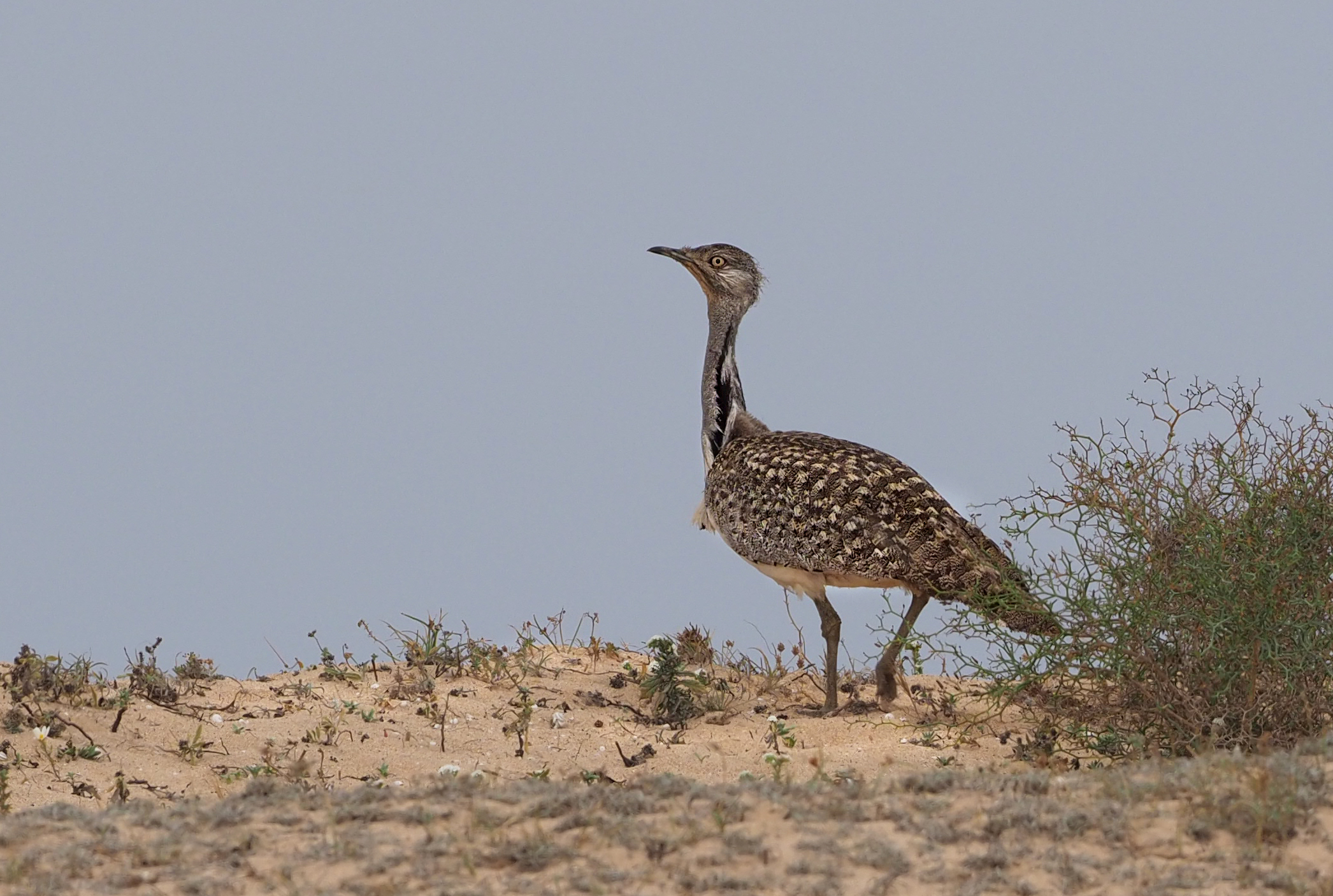
الحباري.
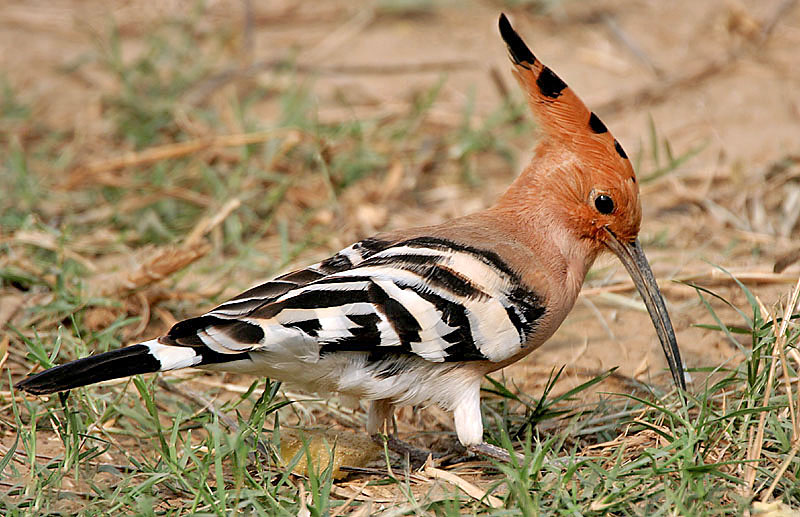
هدهد.
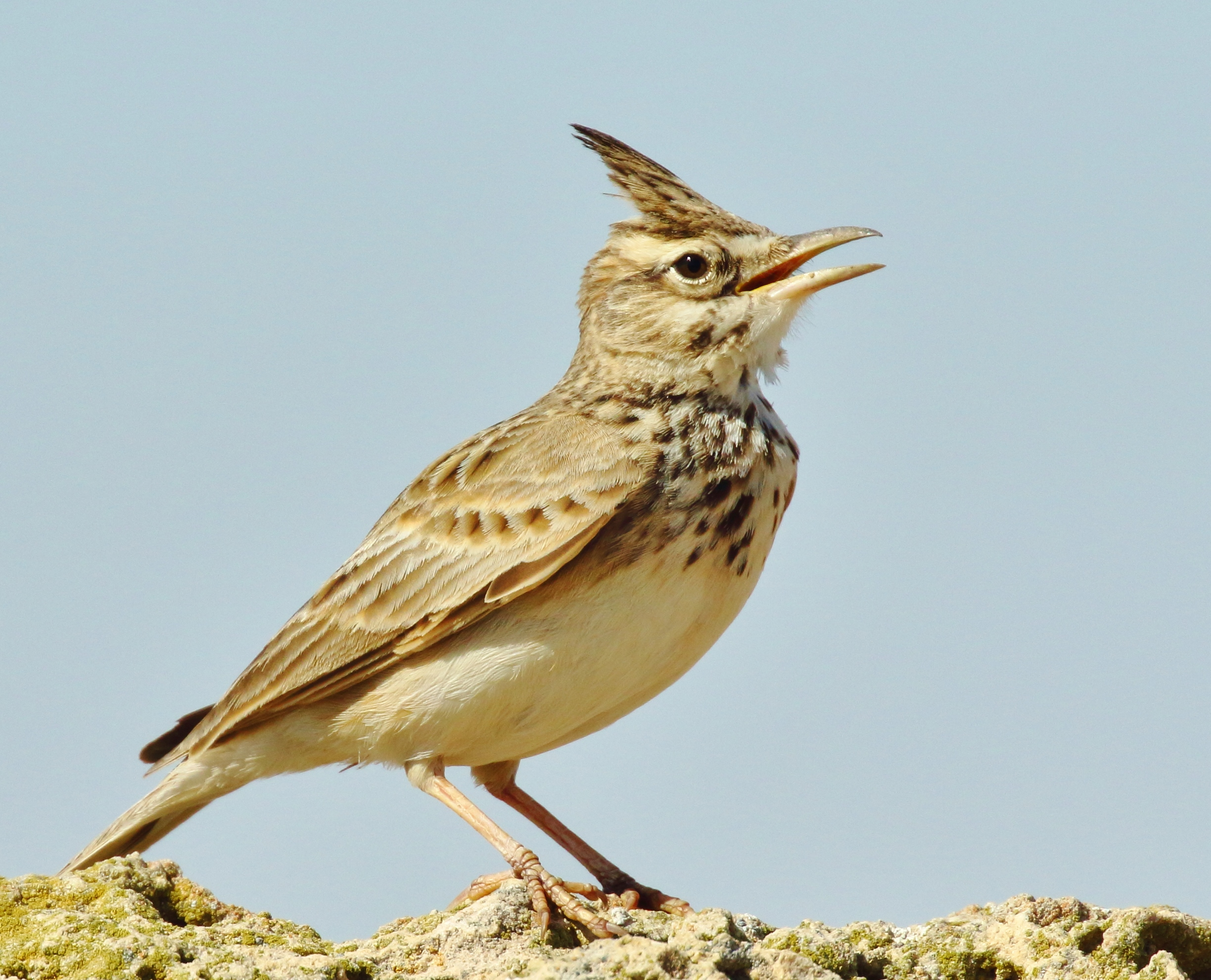
قبرة متوجة المسمى محليا فِي طَرْفَايَة القوبع.
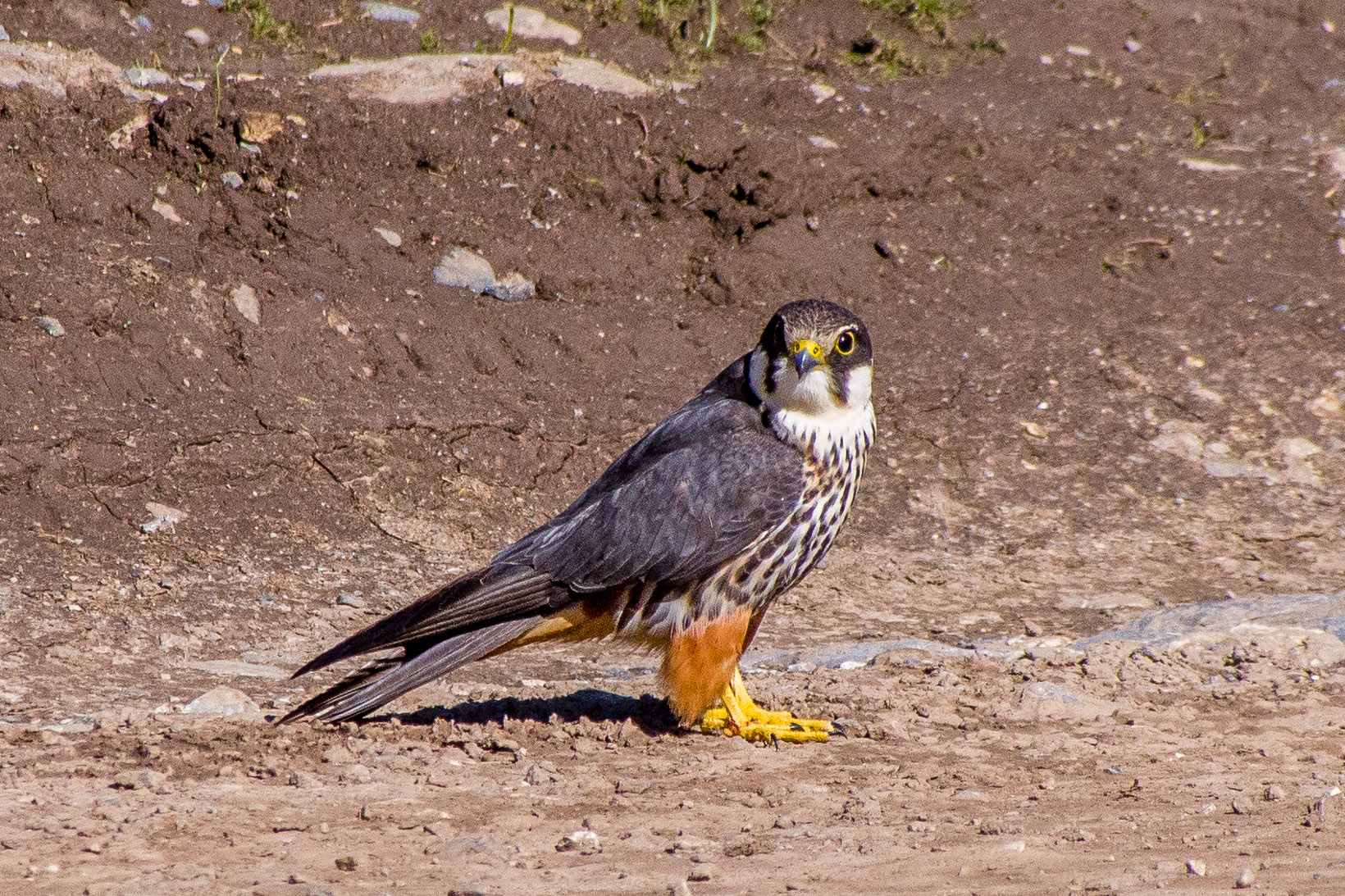
شويهين.

## معرض الصور

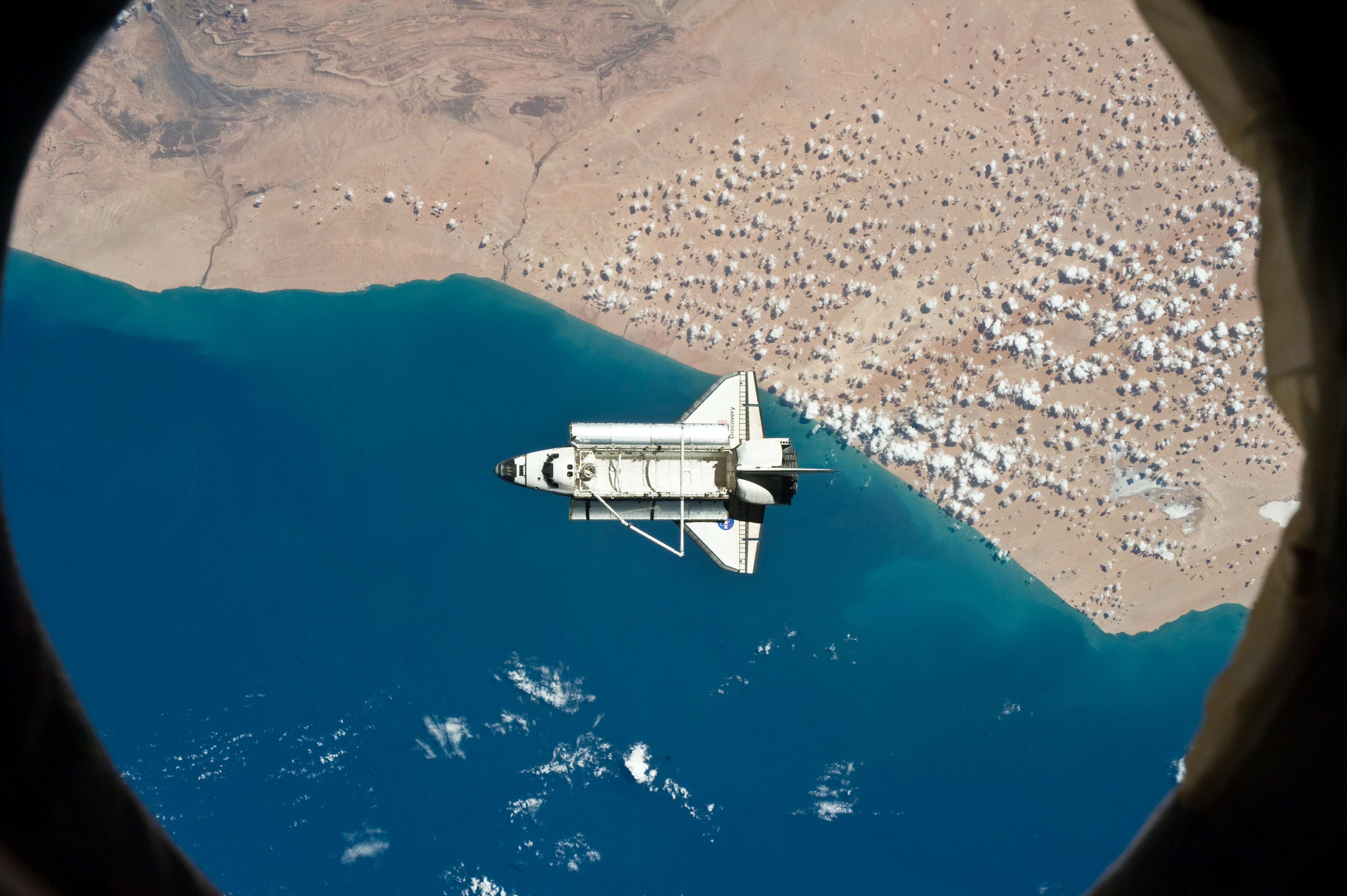
صورة مكوك الفضاء ديسكفري ملتقطة مِن محطة الفضاء الدولية. اَلْمِنْطَقَة أدنى المكوك هي مدينة طَرْفَايَة.
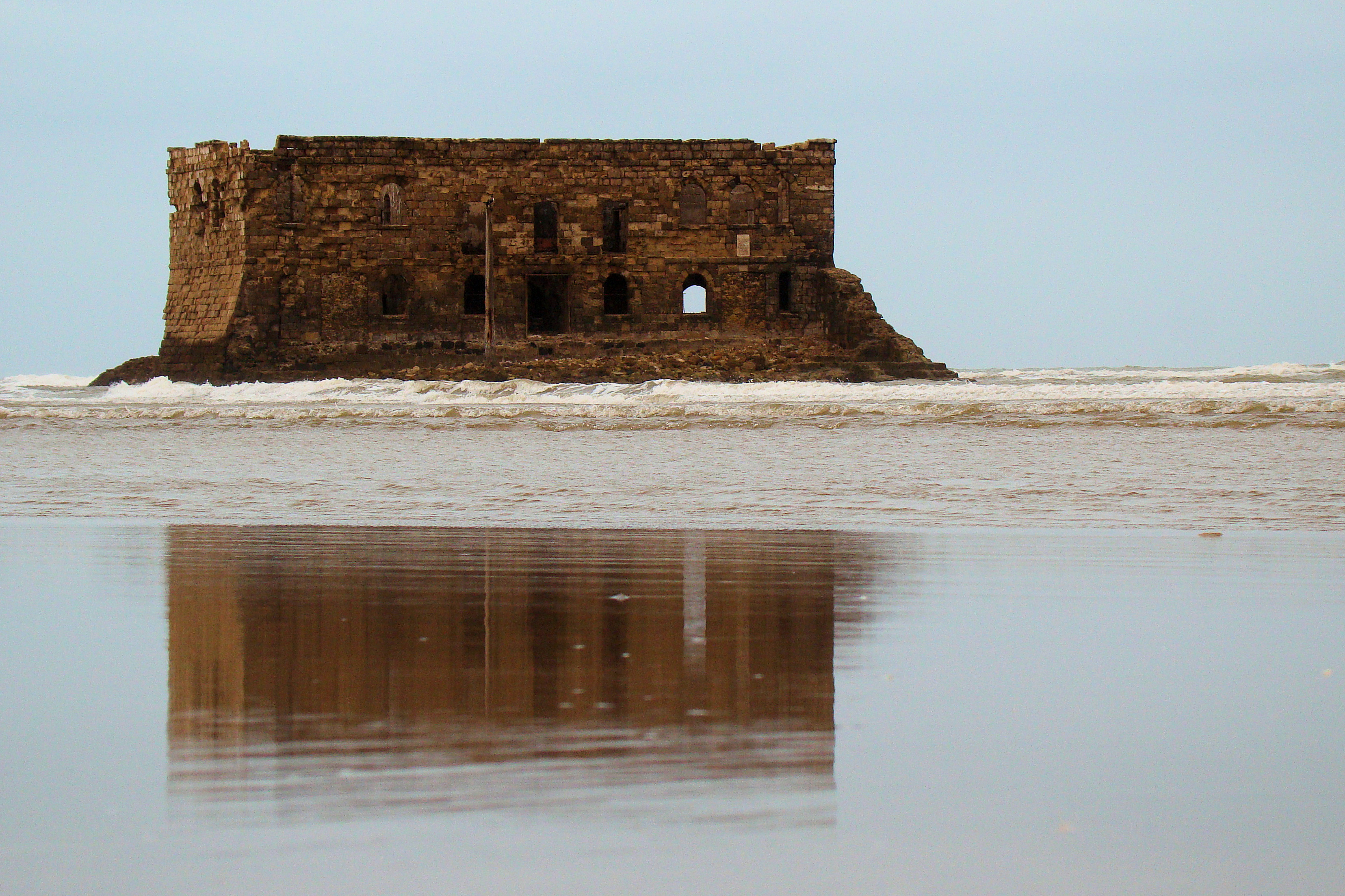
دار البَحر التي بناها البريطانيون فِي ثمانينيات القرن التاسع عشر فِي طَرْفَايَة، المغرب.
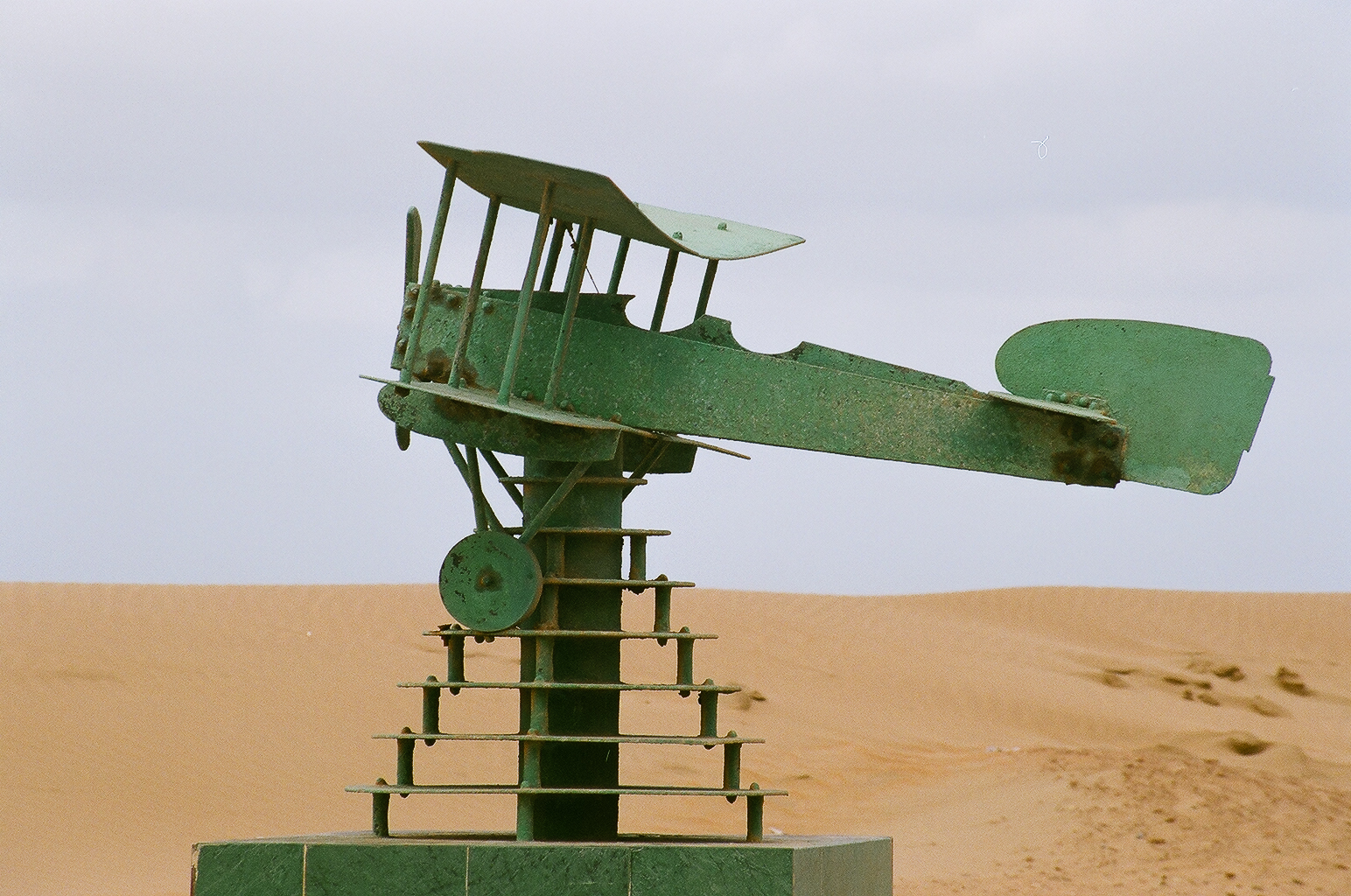
نصب تذكاري لطائرة أنطوان دو سانت إكزوبيري على الشاطئ فِي طَرْفَايَة، المغرب.
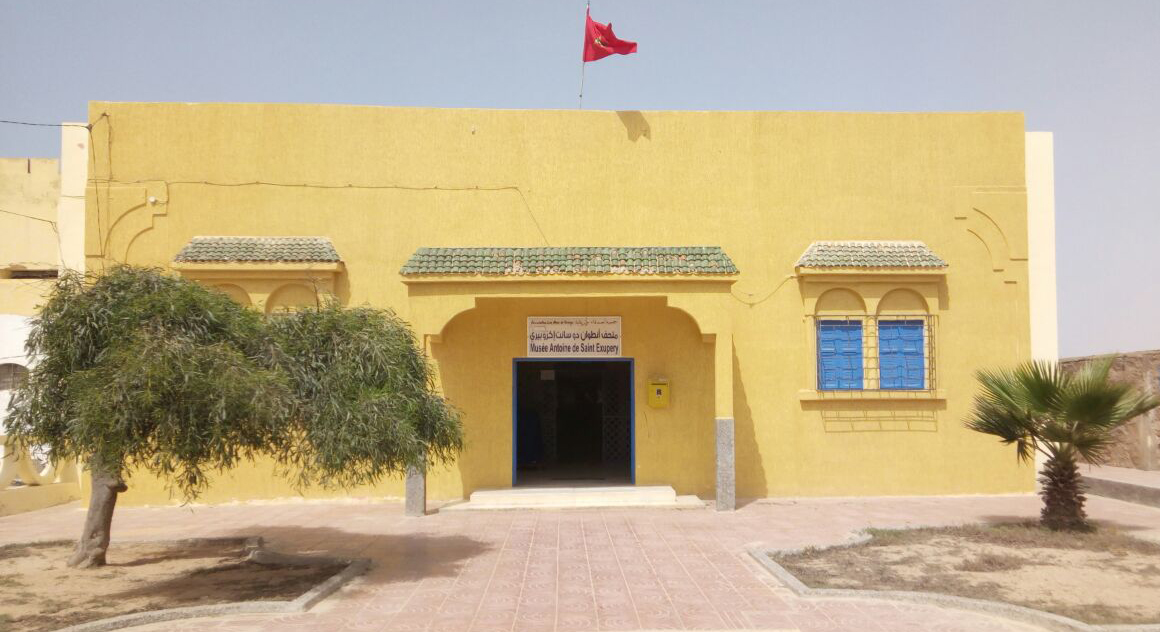
متحف أنطوان دو سانت إكزوبيري.
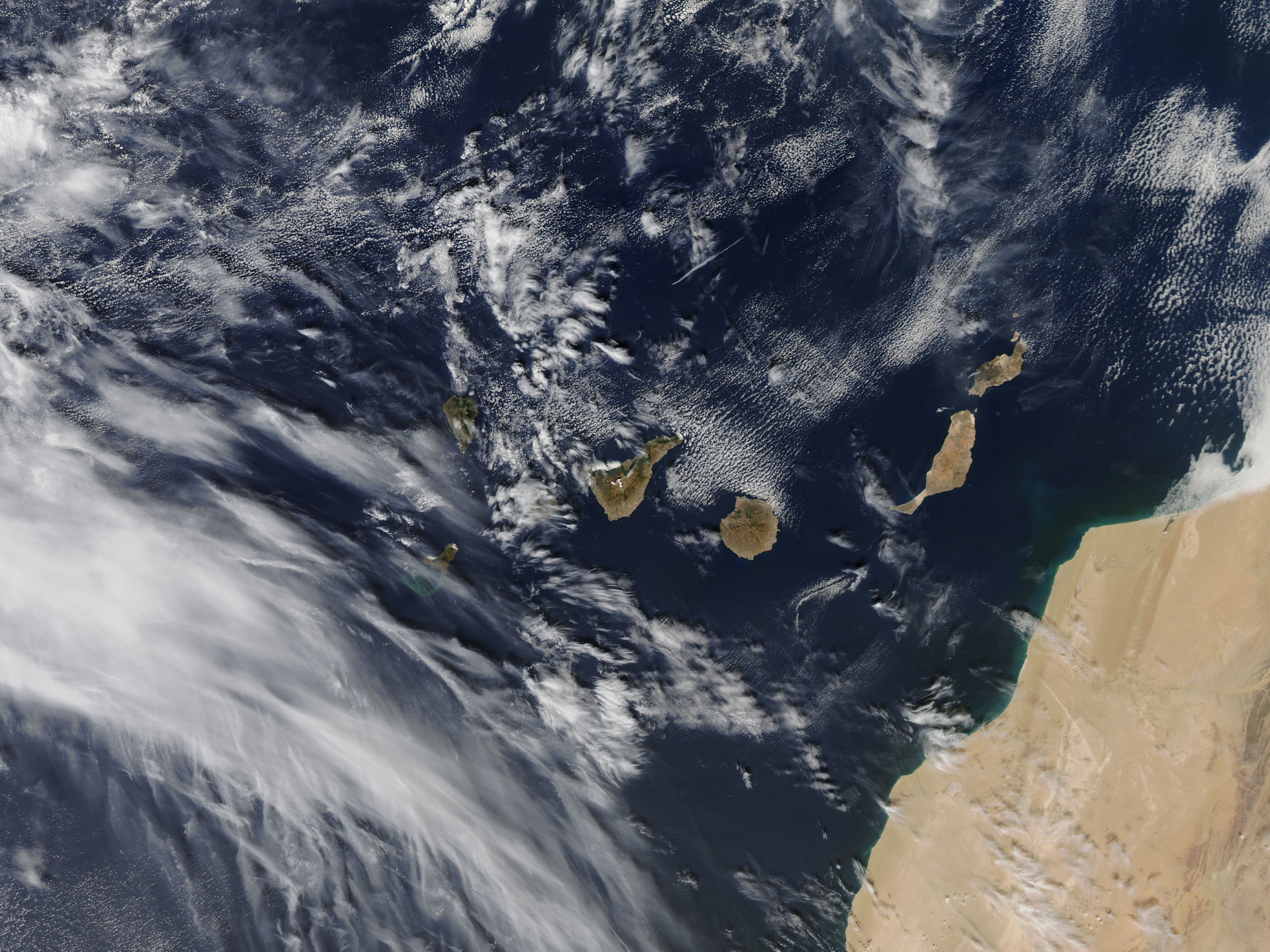
جزر الكناري أو الجزر الخالدات وهي أرخبيل جزر تابعة لإسبانيا فِي المحيط الأطلسي، أقرب نقطة على اليابسة للجزر هي طَرْفَايَة.
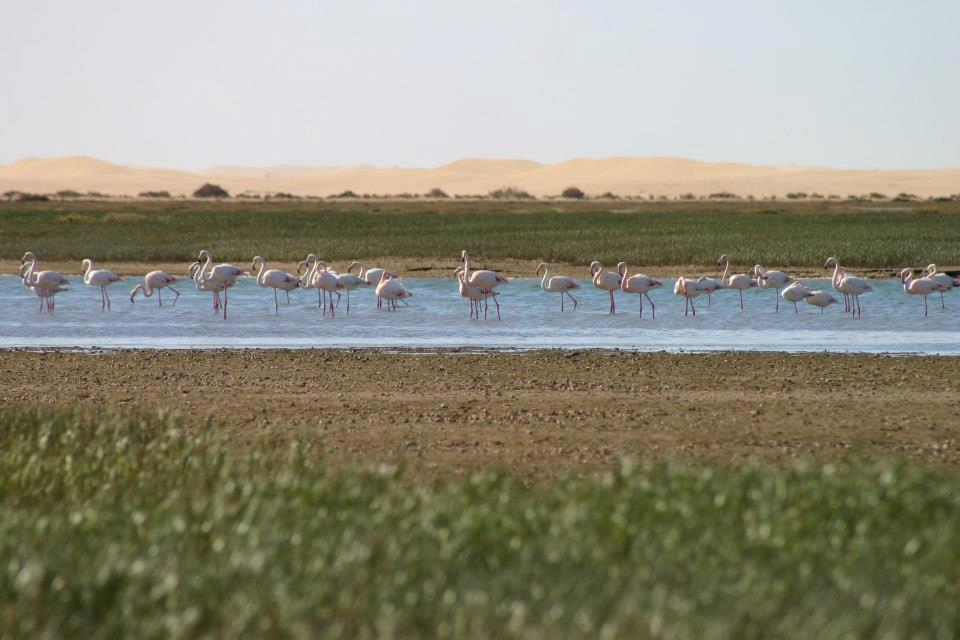
سرب مِن طيور النحام الوردي منتزه أخنيفيس الوطني قرب طَرْفَايَة.
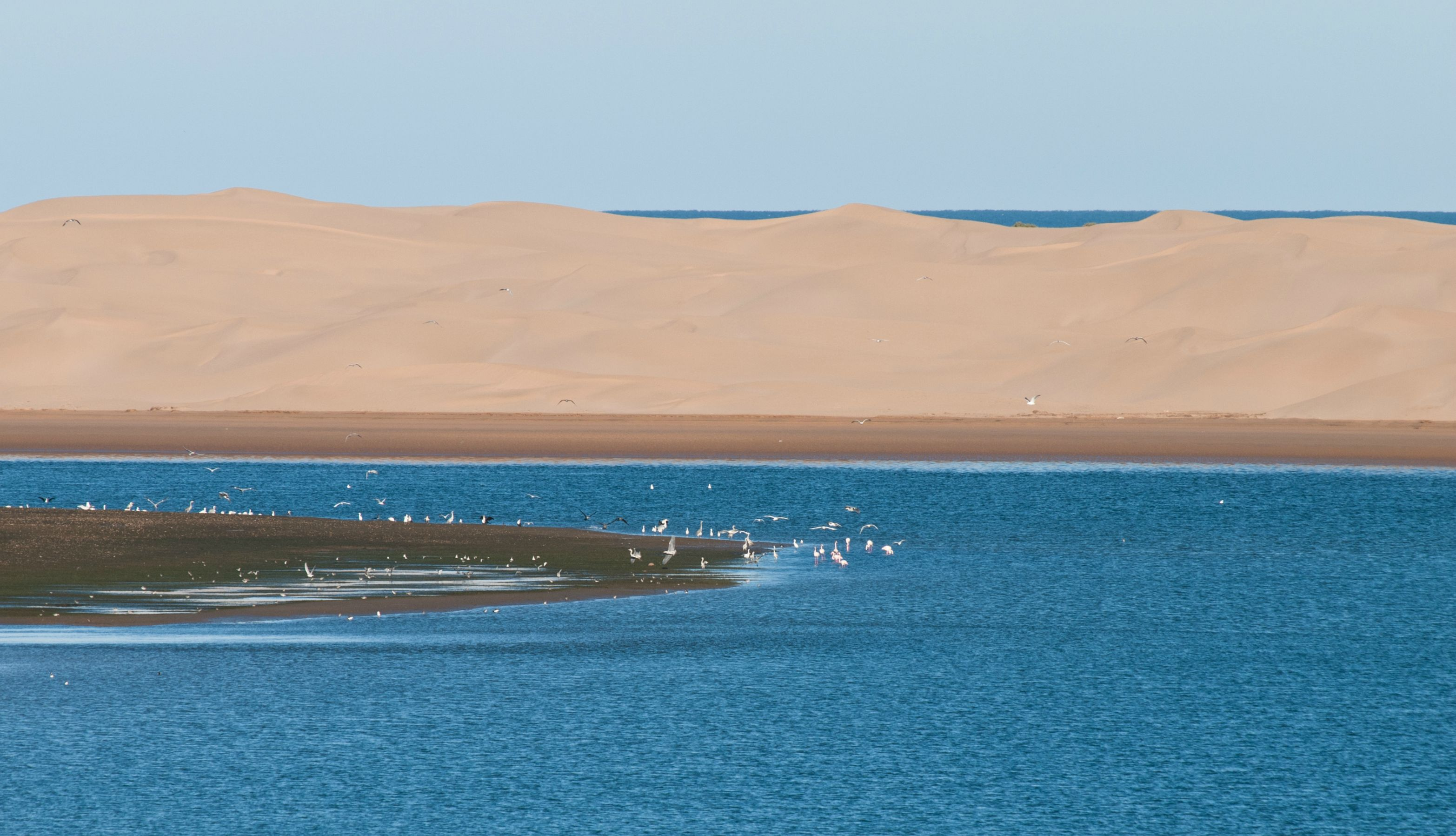
متنزه اخنيفيس الوطني.
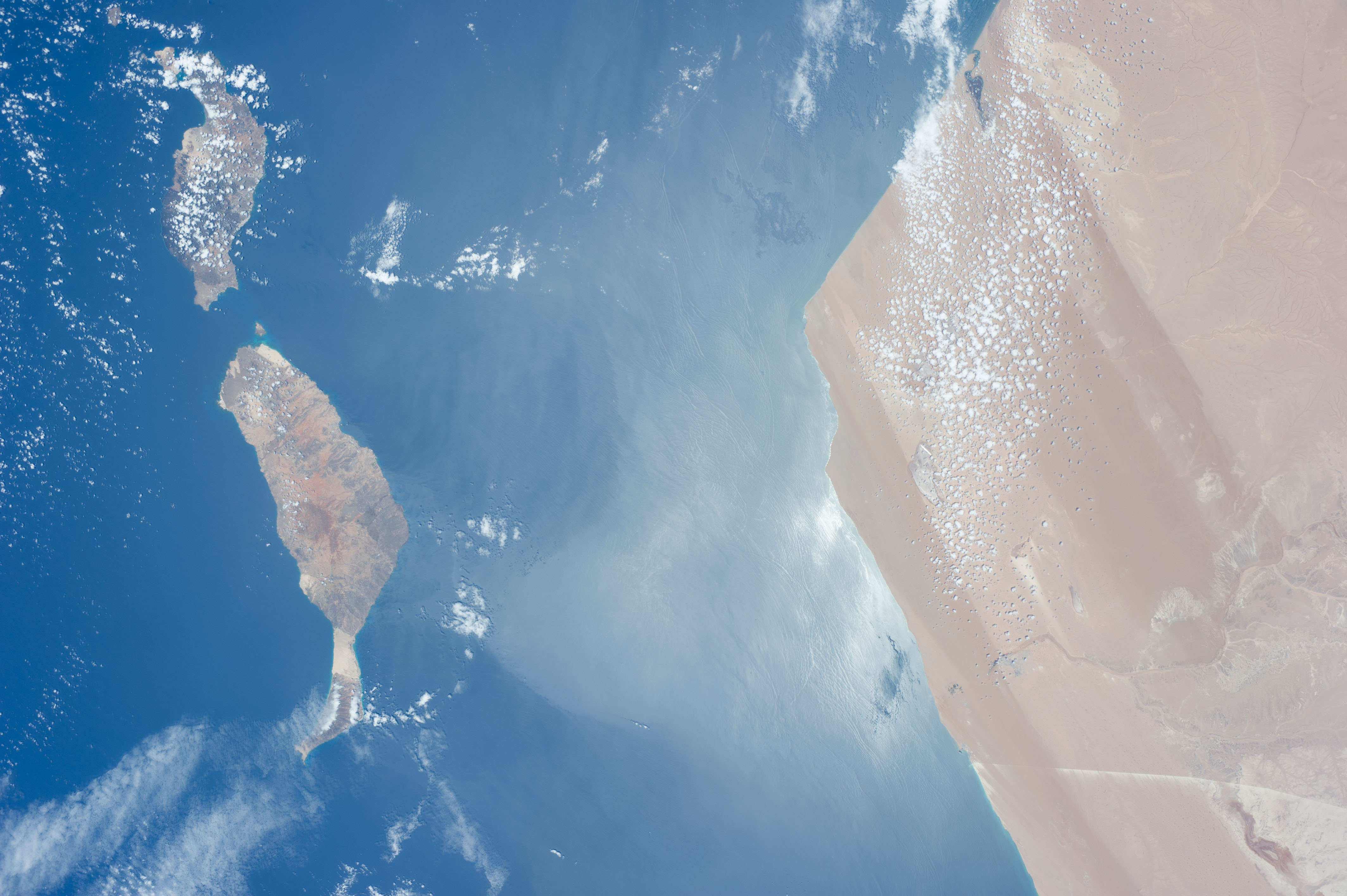
صورة مِن الفضاء لمدينة طَرْفَايَة التي تبعد بِحَوَالَيْ 100 كيلومتر عن مدينة العيون، وجزيرة لانزاروت اَلْوَاقِعَة فِي أَقْصَى شرق جزر الكناري الإسبانيَّة.
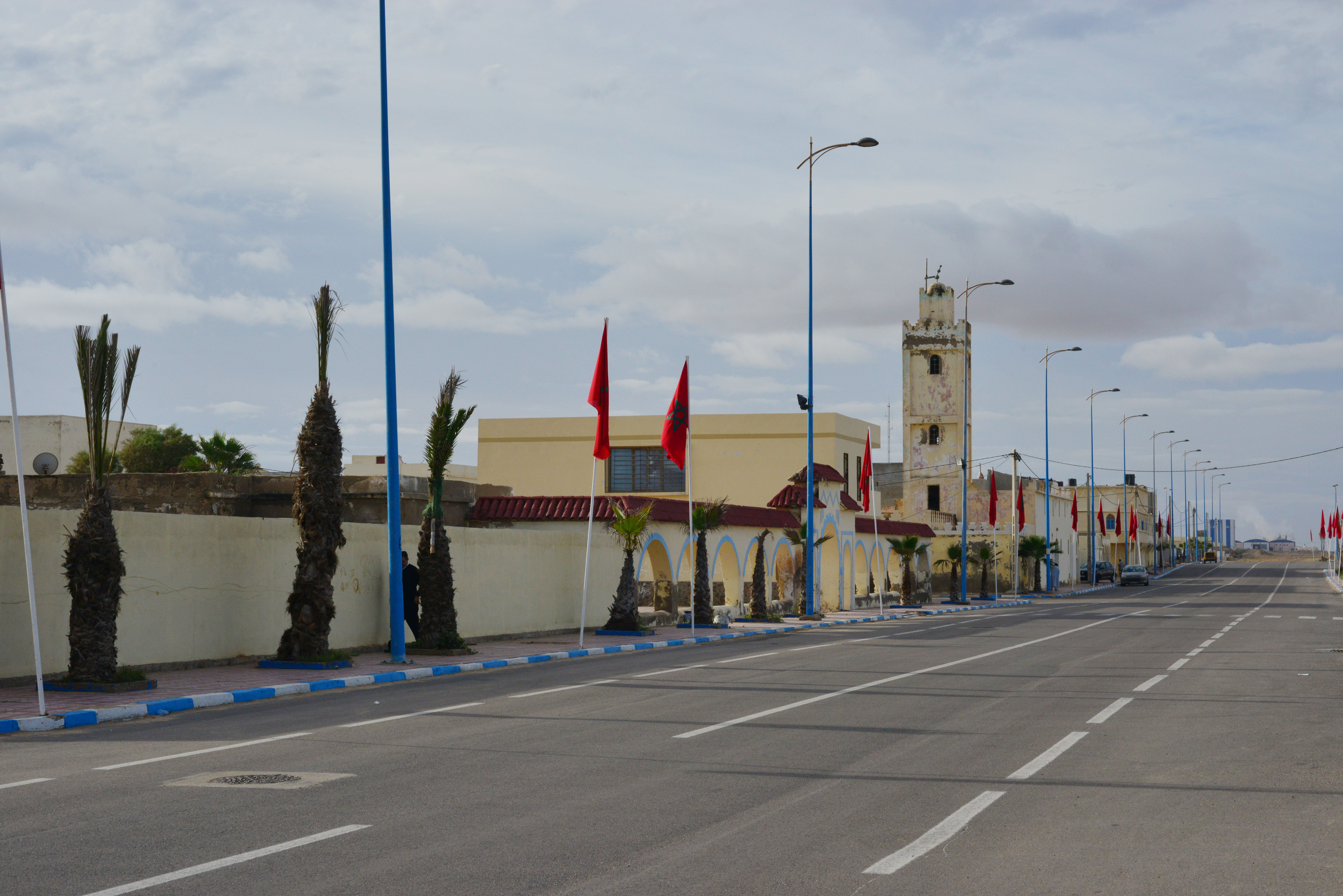
كورنيش طَرْفَايَة
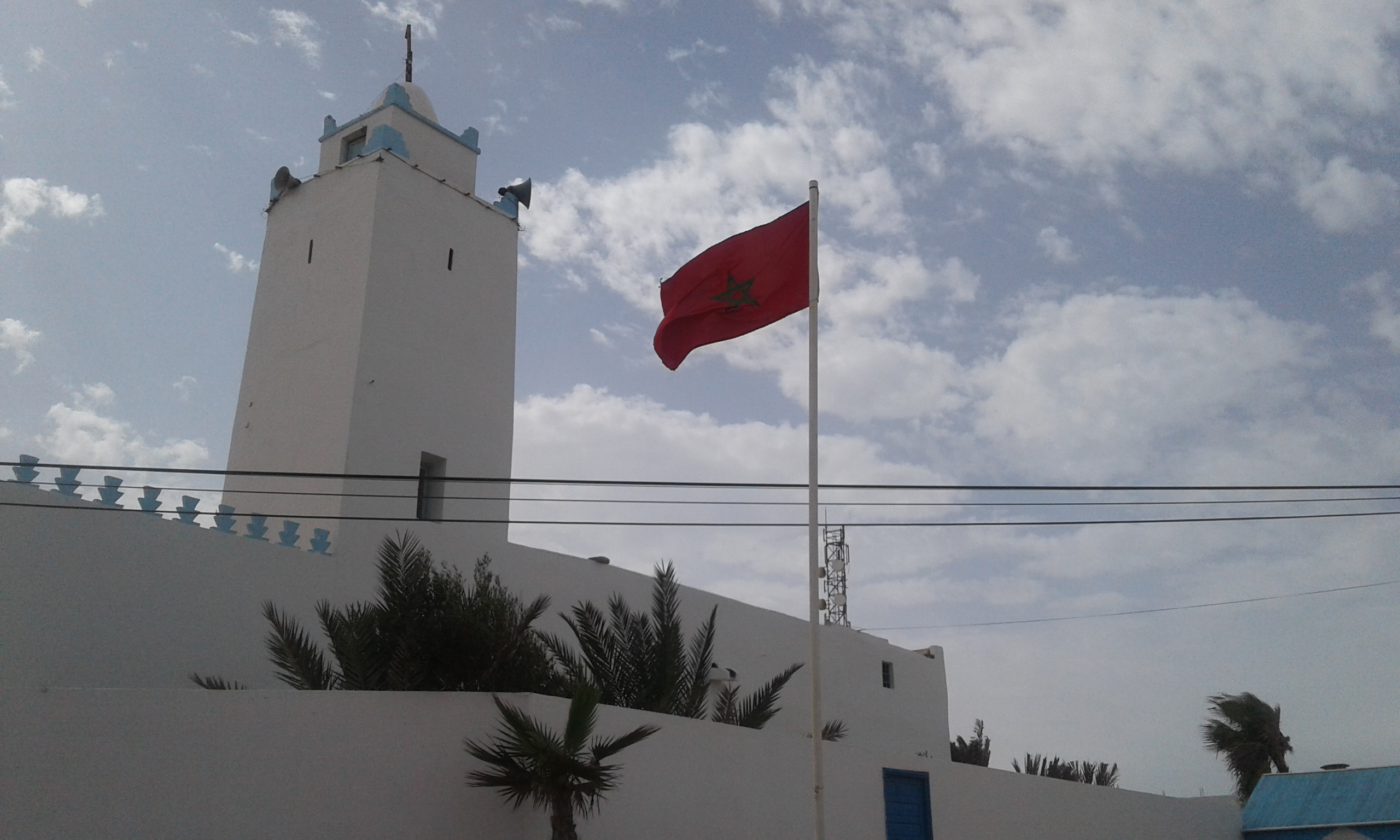
المسجد العتيق.
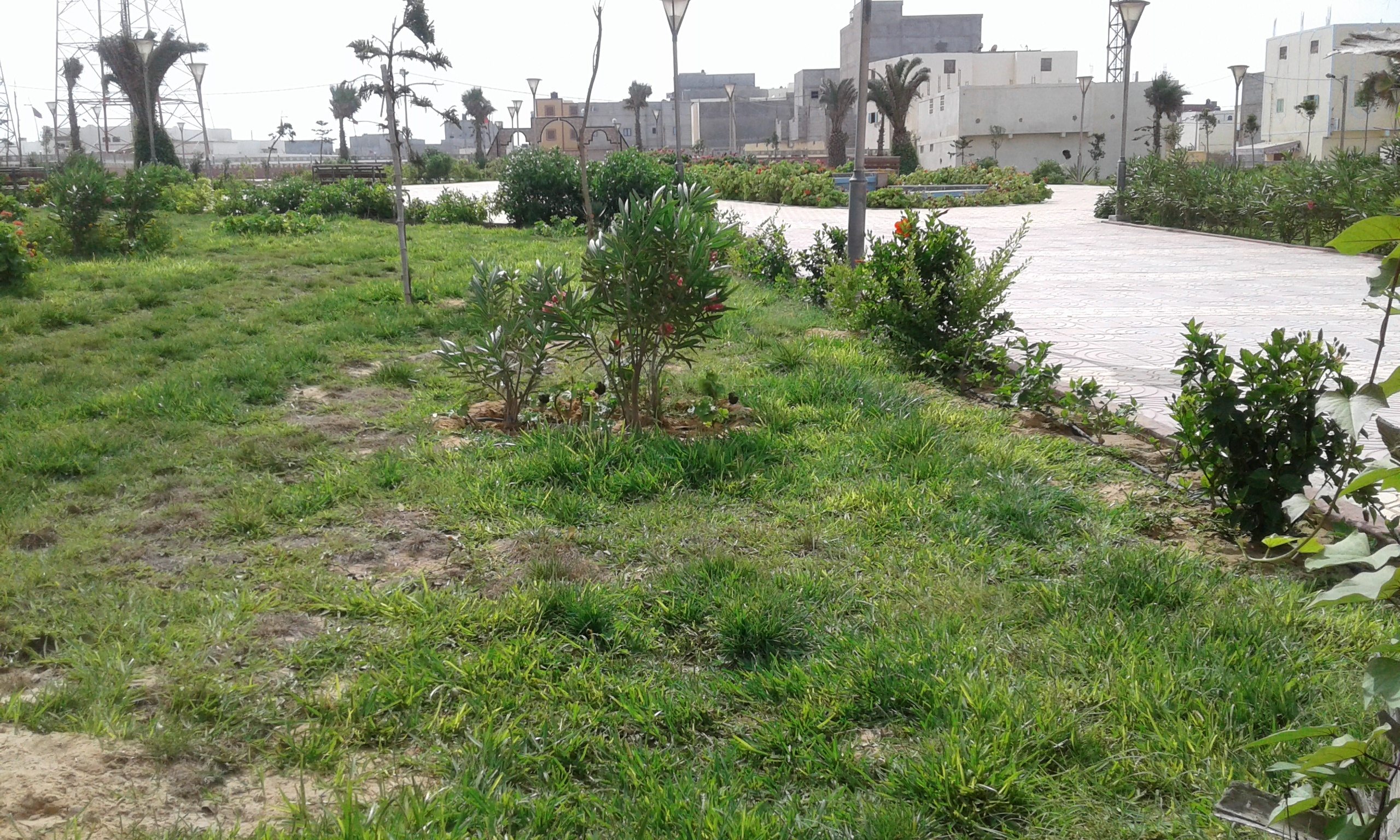
ساحة عامة بمدينة طَرْفَايَة.
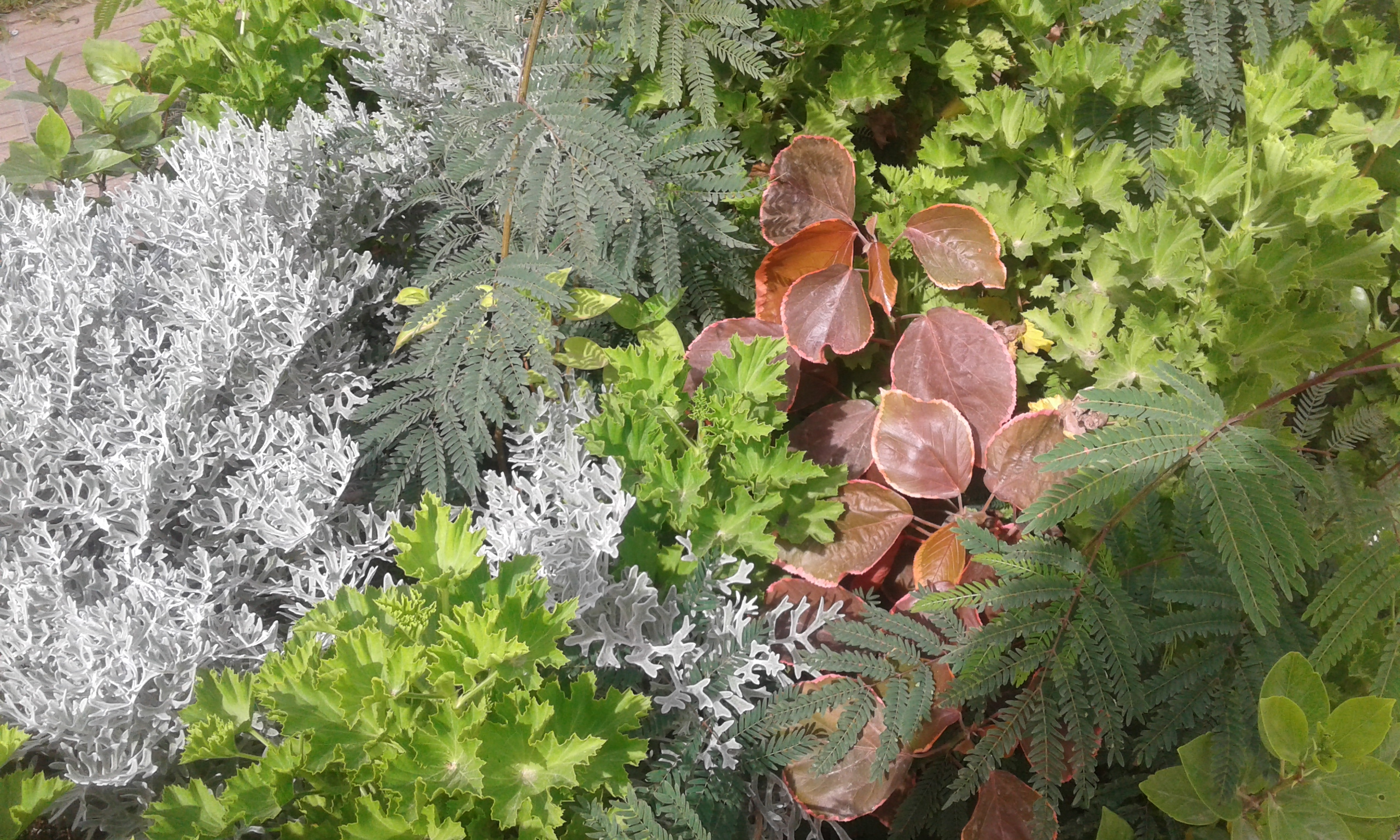
نباتات مختلفة داخل ساحة عامة بمدينة طَرْفَايَة.
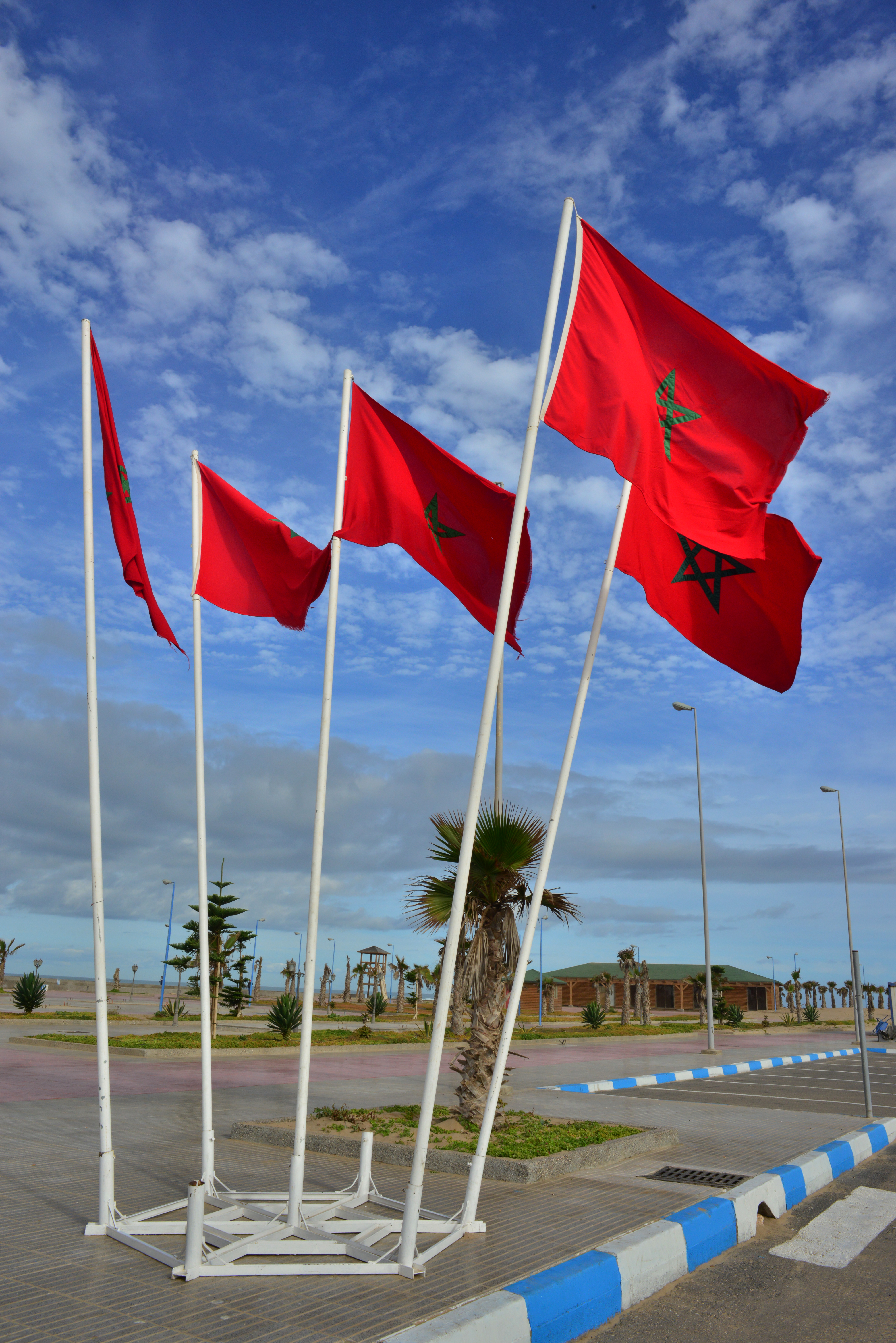
كورنيش طَرْفَايَة
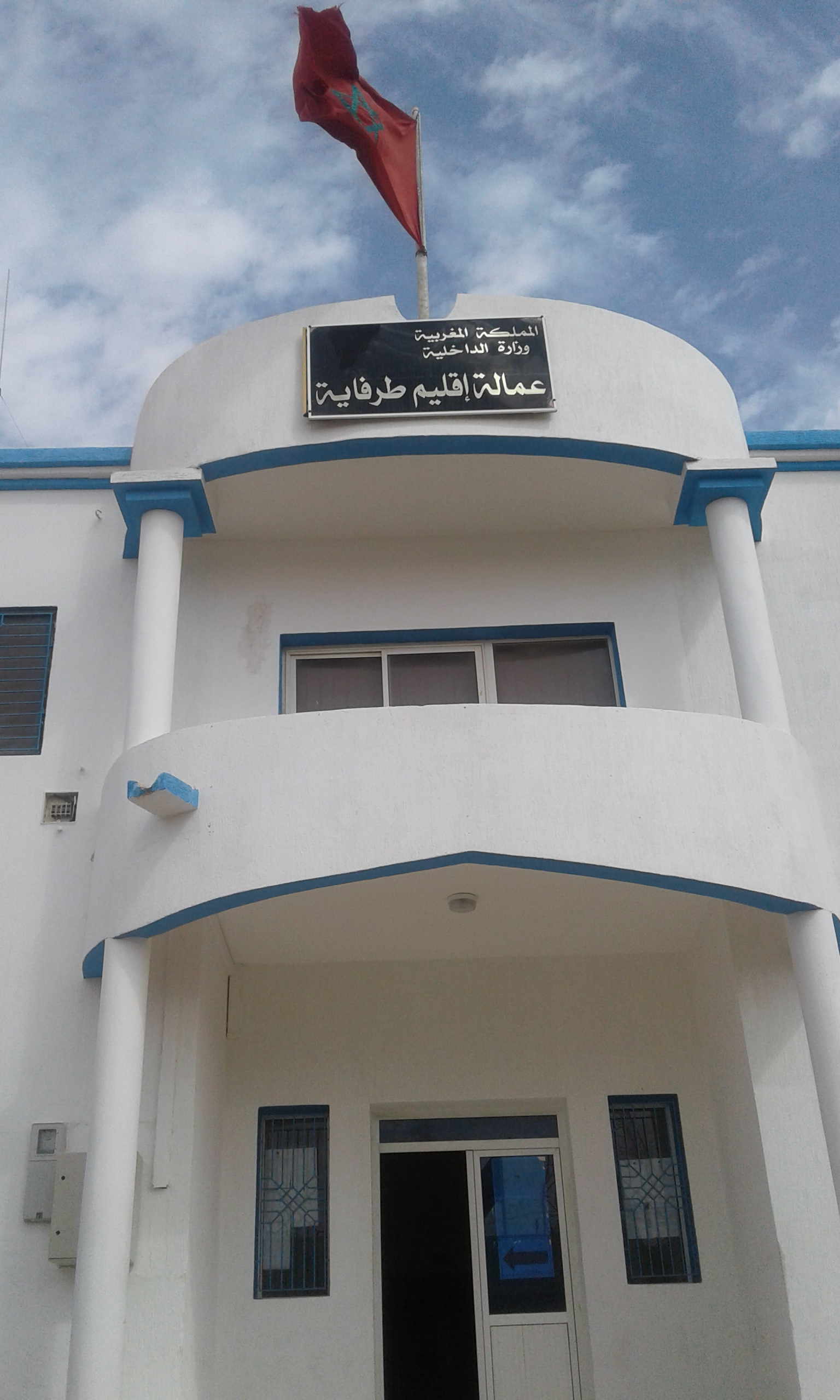
مقر عمالة إقليم طَرْفَايَة.
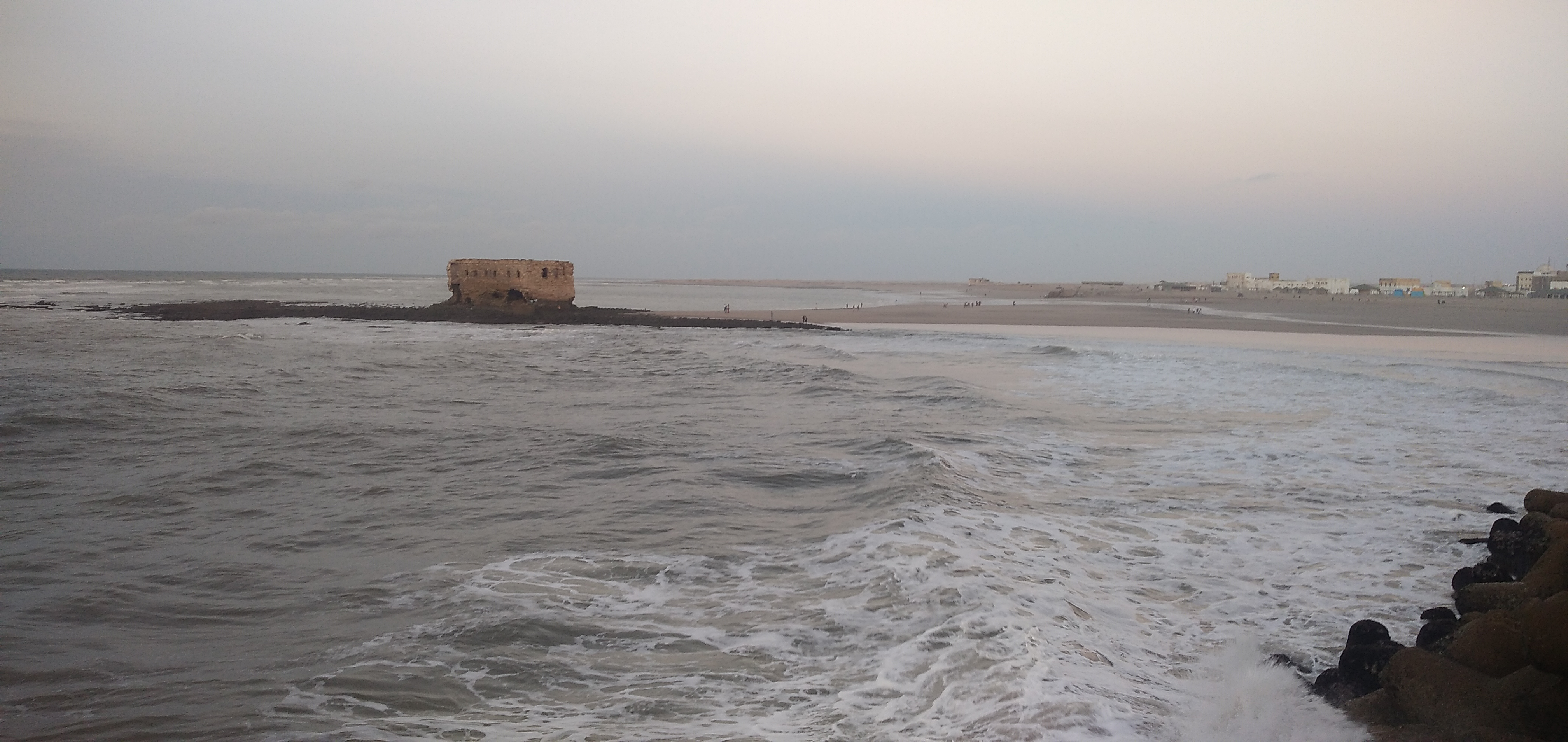
دار البحر، من الخلف
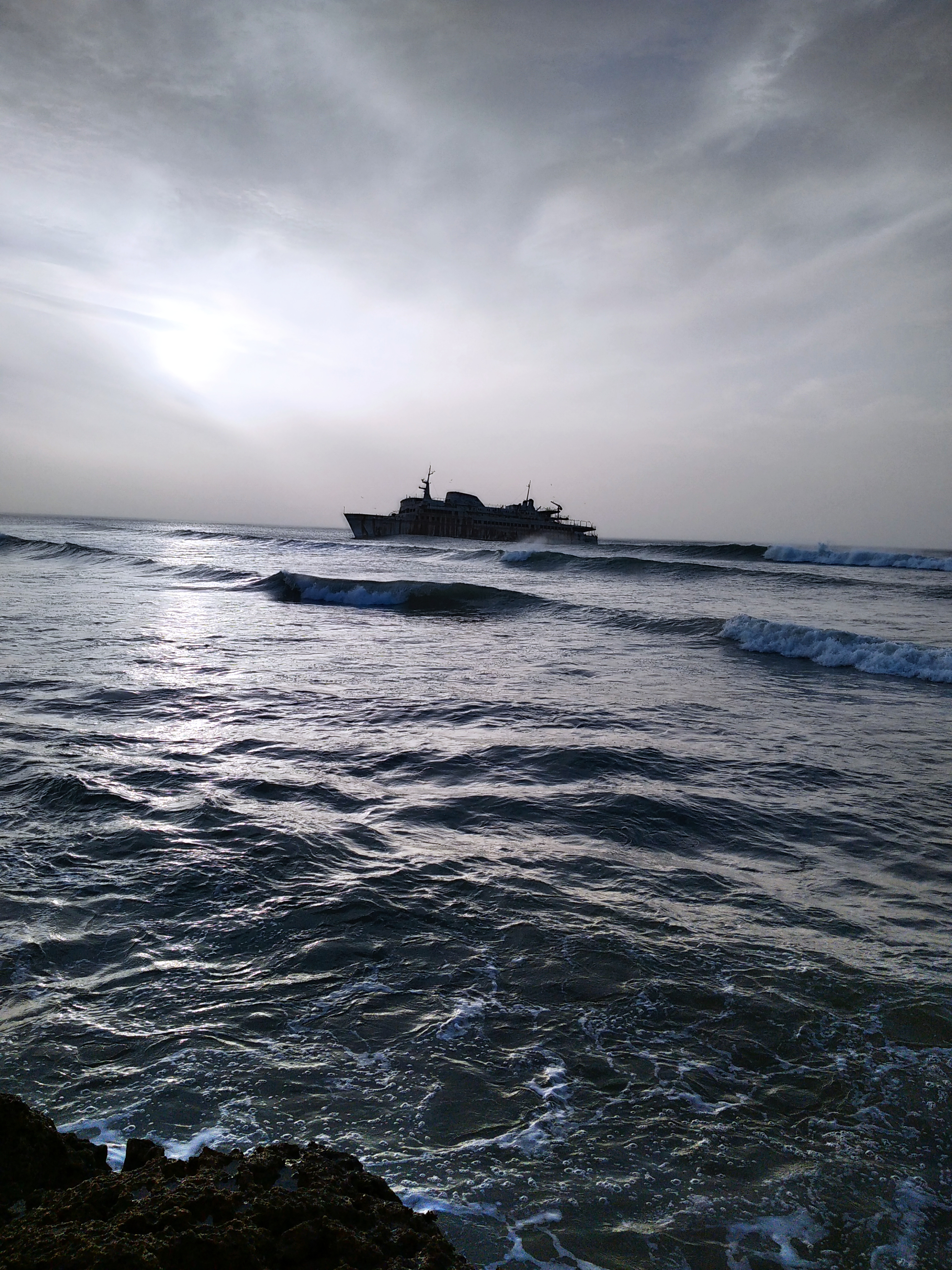
سفينة أرماس، الجانحة بسواحل طرفاية مُنذ 2008

## المُدن المُتوأمة
- فويرتيفنتورا[171]